# Cine clásico de Hollywood

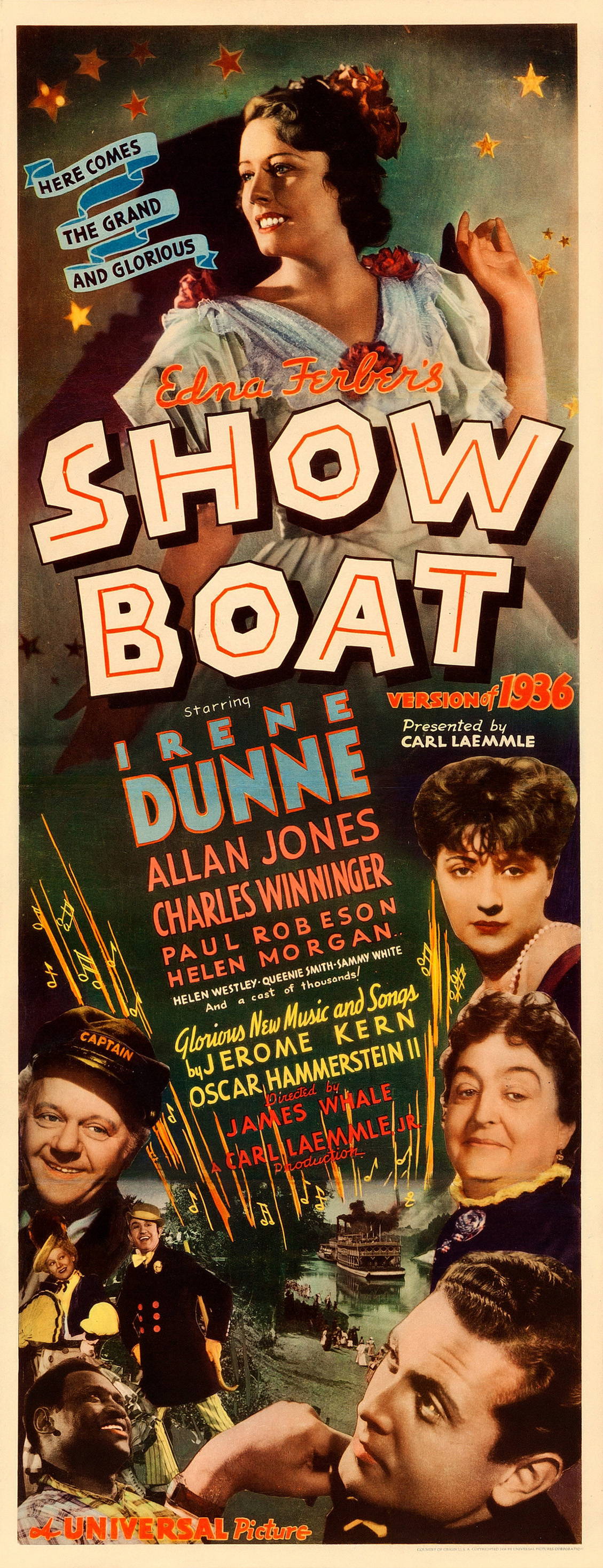
Cartel publicitario de la película Show Boat (1936).

El cine clásico de Hollywood fue el mayor período del cine estadounidense. Se originó en un estilo cinematográfico, tanto narrativo como visual, que se desarrolló por primera vez entre las décadas de 1910 y 1920, durante los últimos años del cine mudo. Posteriormente, se convirtió en un distintivo del cine durante la era dorada de Hollywood (golden age of Hollywood en inglés). Este período comenzó aproximadamente desde 1927, con el advenimiento del cine sonoro sincronizado, y finalizó gradualmente desde los años 1960, con la producción de las últimas películas narrativas. Durante esa época surgieron los grandes estudios cinematográficos más representativos del cine clásico hollywoodense, especialmente: 20th Century-Fox, Columbia Pictures, Metro-Goldwyn-Mayer, Paramount Pictures, RKO Radio Pictures, United Artists, Universal Studios, Walt Disney Pictures y Warner Bros. Pictures.
Este período destacó por el impacto estético del cine estadounidense a nivel internacional, lo que contribuyó al cine para convertirse en el séptimo arte. Asimismo, Hollywood adquirió la suficiente relevancia mundial como para convertirse en un referente de la industria cinematográfica, ya que tuvo la mayor colección de actores y directores más destacados de la historia del cine.

## Orígenes
Hollywood se iría convirtiendo, no solamente en sinónimo de cine norteamericano, sino también en el paradigma del cine institucional. Este paradigma estuvo vigente entre las décadas de 1910 y 1960 aproximadamente. David Bordwell ha planteado que alrededor de los años 1910 la mayoría de películas de ficción utilizaban sistemas narrativos, temporales y espaciales, al tiempo que se consolidaba la producción en el sistema de estudios con su particular división del trabajo y su carácter marcadamente industrial, destacando el desarrollo cinematográfico de D. W. Griffith con El nacimiento de una nación (1915) e Intolerancia (1916).
Sin embargo, en los años 1960 la mayor parte de las compañías productoras se habían pasado a la televisión, que desde la década anterior se había constituido como el medio de entretenimiento familiar. Las estrellas habían dejado de tener contratos de exclusividad con los estudios, los productores también se habían vuelto independientes y se había roto la integración vertical a través de la cual unas cuantas compañías controlaban la producción, la distribución y la exhibición, además que el código Hays (un regulador que indicaba los valores de producción) estaba siendo desechado. Además, el cine arte y el ensayo atravesaban su mejor momento formal y comercial, alcanzado cierto estándar tecnológico con el color de gran definición, el sonido de alta fidelidad y el formato panorámico.

## Tendencias del cine clásico

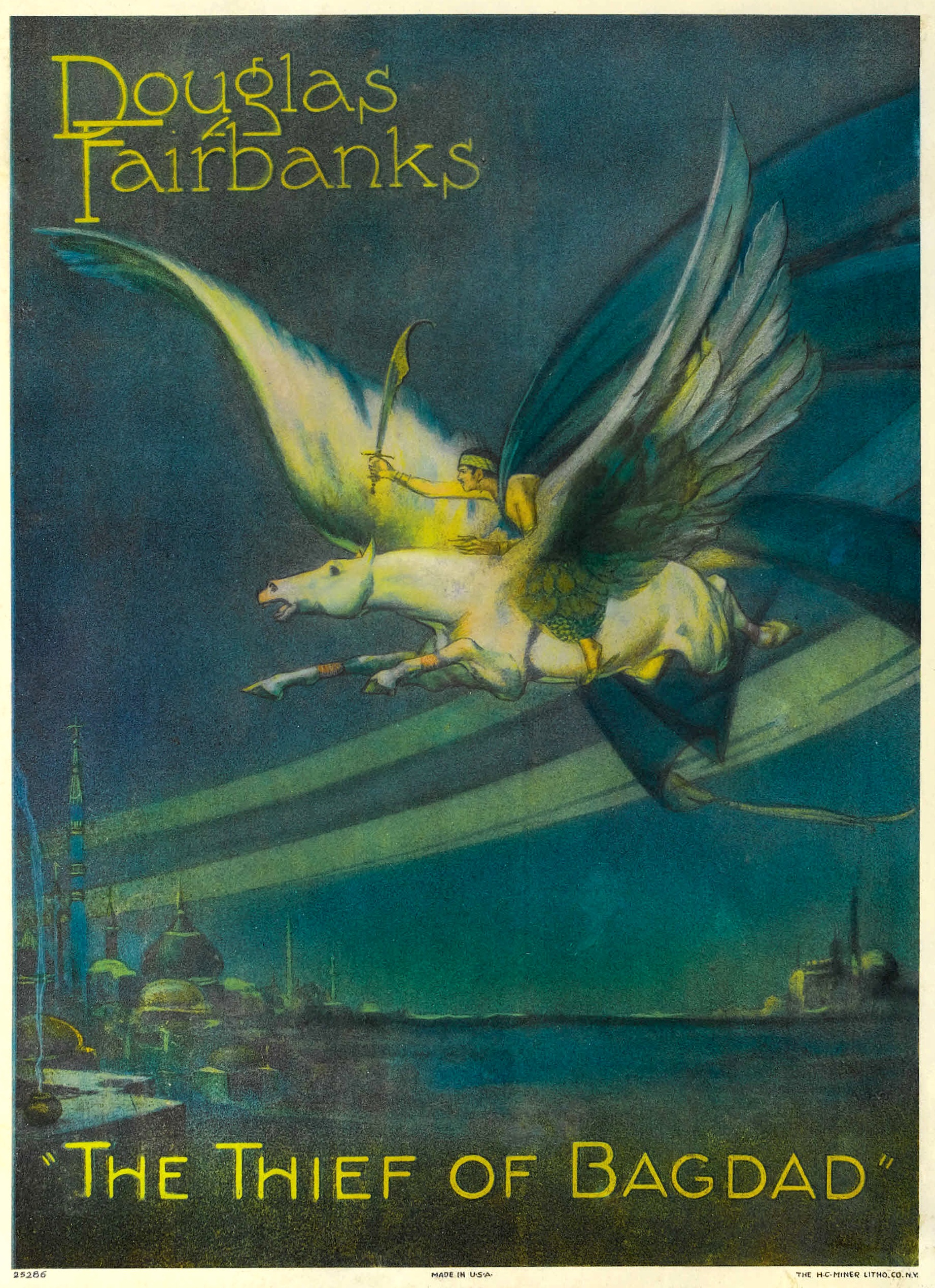
Cartel publicitario de la cinta El ladrón de Bagdad (1924).

En este sentido, el cine clásico de Hollywood no hace referencia exclusivamente a ciertas convenciones formales ni a un conjunto de películas específicas, sino que es un sistema de práctica cinematográfica. Esta consiste en una serie de normas estilísticas ampliamente aceptadas, que constituyen un sistema integral de producción cinematográfica que a su vez las soporta a ellas. Estas normas constituyen una determinada serie de supuestos acerca de cómo debe comportarse una película, acerca de qué historias debe contar y cómo debe contarlas, del alcance y las funciones de la técnica cinematográfica y acerca de las actividades del espectador. Estas normas formales y las funciones se crearán, tomarán forma y encontrarán apoyo dentro de un modo de producción: un conjunto característico de objetivos económicos, una división específica del trabajo y modos particulares de concebir y ejecutar el trabajo cinematográfico. 
Si bien no hay ninguna película totalmente “clásica”, pues todas estas representan un equilibrio inestable de las normas clásicas, es posible identificar el clasicismo de este sistema dado su énfasis en la armonía formal, la destreza técnica y el control de las respuestas del espectador. Este énfasis se sustentaba en una serie de normas estilísticas basadas en el realismo (entendido como verosimilitud de los acontecimientos, aunque obviamente con amplias excepciones que variaban según los géneros), el montaje de continuidad, la invisibilidad de la narración, la reducción de la ambigüedad y la universalidad de las historias.

### Tratamiento narrativo

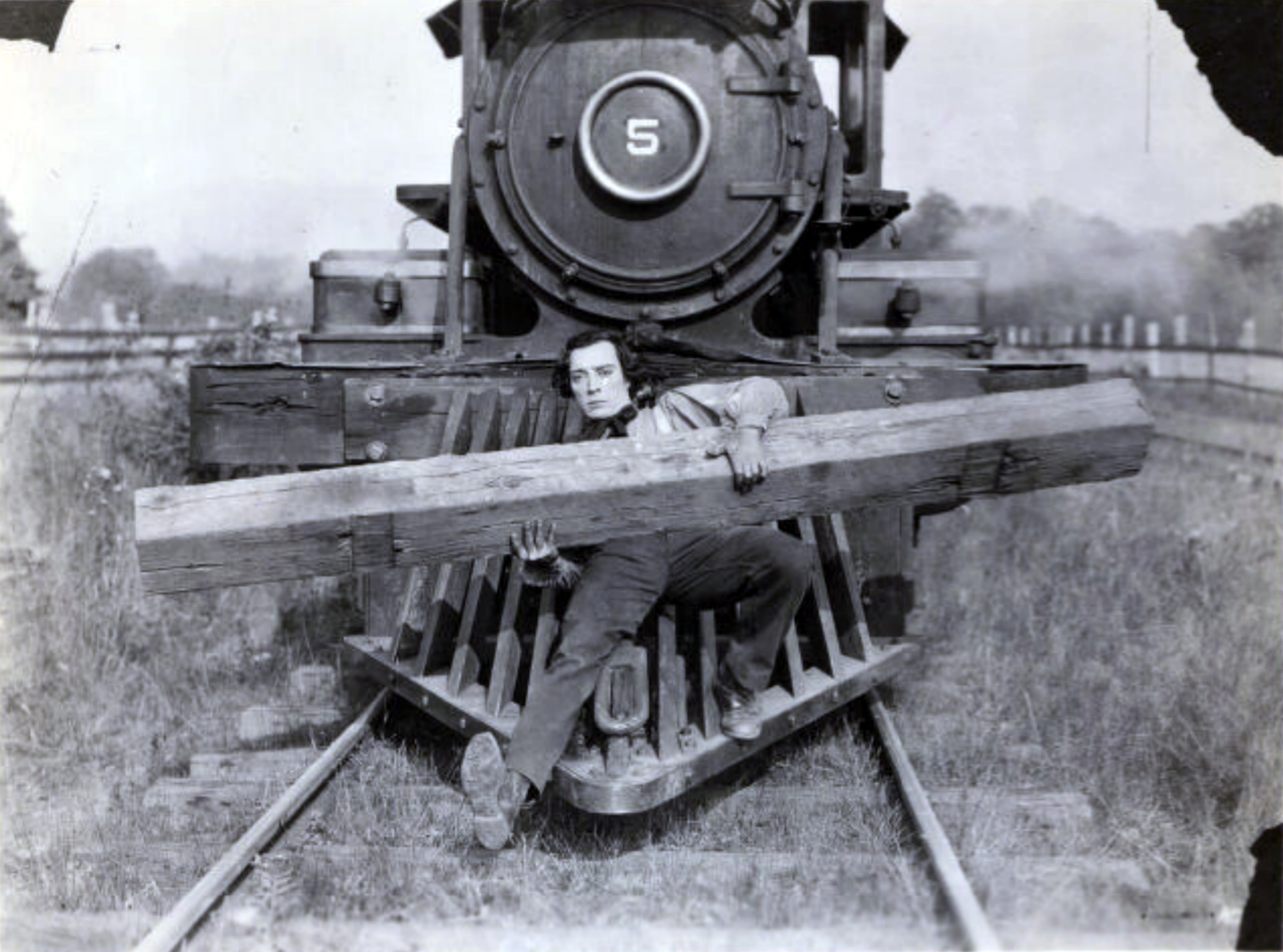
Fotograma de Buster Keaton en la película muda El maquinista de La General (1926).

Se trata de un cine marcadamente narrativo, en el cual, todos los elementos cinematográficos se subordinaban a la narración. Se trataba, entonces, de un cine de desglose o, si se prefiere, de un cine que tenía que recurrir constantemente a la metonimia en tanto solamente propone fragmentos al interlocutor para que este pueda referirse, inmediatamente, a la totalidad sugerida. Pero esto únicamente es posible si entre cada uno de los fragmentos, así como entre estos y la totalidad, existen relaciones obvias, lazos muy estrechos. La idea de continuidad resulta por lo tanto indispensable para este principio de desglose: continuidad cronológica entre los planos que se suceden, pero también continuidad lógica entre los primerísimos primeros planos y los grandes planos generales, como entre los varios trozos de acción o del mundo que se representan por separado. 
En otras palabras, el cine clásico de Hollywood busca “disimular su artificio por medio de técnicas de continuidad y una narrativa <<invisible>>”. De esta manera, la cámara actúa como un narrador omnisciente, guiando la experiencia visual y permitiendo que el espectador se sumerja más en la trama, sintiéndose parte de la acción. La obviedad de las relaciones entre los fragmentos está dada por una lógica que privilegia decididamente la causalidad, centrada en los personajes principales. Causalidad, consecuencia, motivaciones psicológicas claras, deseo de superar los obstáculos y conseguir los objetivos, son los motores de las películas clásicas.

### Personajes

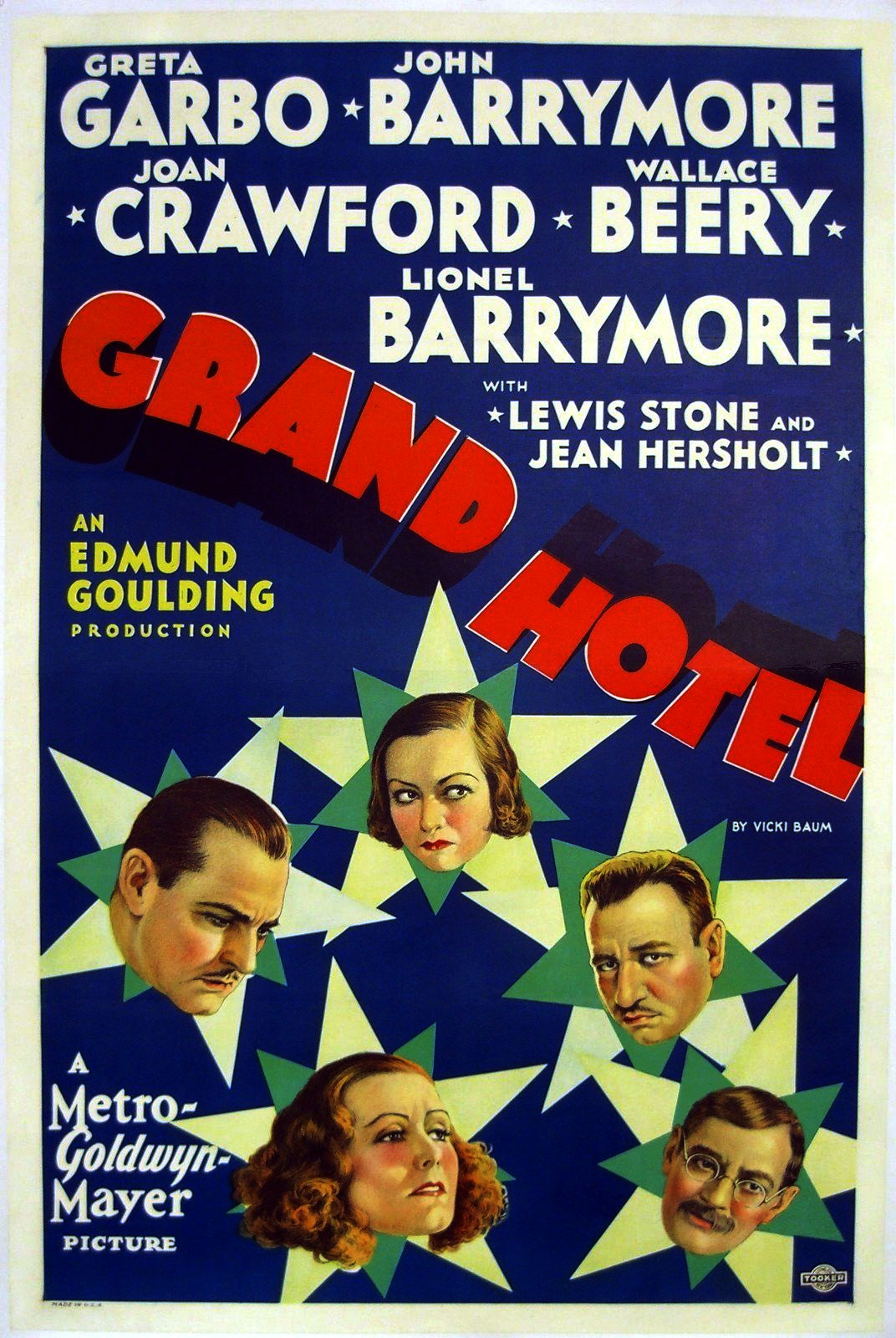
Cartel publicitario de la película Grand Hotel (1932).

Los personajes son claramente definidos desde un comienzo y generalmente presentan personalidades estables en todo el filme, lo cual, sumado a una historia casi siempre estructurada en torno a un estado de equilibrio, la ruptura de este y, finalmente, su restablecimiento, hacen que el espectador sea conducido a través de la película. Gilles Deleuze ha denominado a esta estructura “la gran forma”, que ha representado como "SAS" (en la cual S equivale a situación y A a acción), en donde la desviación o ruptura provocada por una acción solamente existe para ser colmada o resuelta a través de otras acciones. 
Como parte del cine institucional, el cine clásico de Hollywood construye un sujeto cuya ubicación es difícil de definir, que viaja a través del espacio-tiempo del filme, viaje que está garantizado por el montaje en continuidad. En la dimensión temporal, la continuidad de los gestos y las acciones de un plano a otro, fueron las principales herramientas para dejar lo suficientemente claro que un cambio de plano era un avance en el desarrollo cronológico. En la dimensión espacial, fue fundamental orientar al espectador y esto se realizó a partir del supuesto de que los planos se filmarían y se montarían de modo que este quedará siempre en el mismo lado con respecto al desarrollo de la historia, más allá de la cuarta pared, aunque en una butaca móvil a diferencia del espectador teatral. Para esto se utilizó la denominada regla de los 180°, acompañada del plano contraplano, la continuidad de mirada y de dirección. Todos estos recursos se constituirían en convenciones cinematográficas que siguen utilizándose ampliamente. Puede concluirse que los rasgos clásicos gozan de una envidiable vitalidad, pero el sistema en el que se formaron y adquirieron sentido ha desaparecido, lo que ha hecho que estos rasgos se sustituyan en la actualidad por elementos cinematográficos “modernos”.

## Era dorada de Hollywood

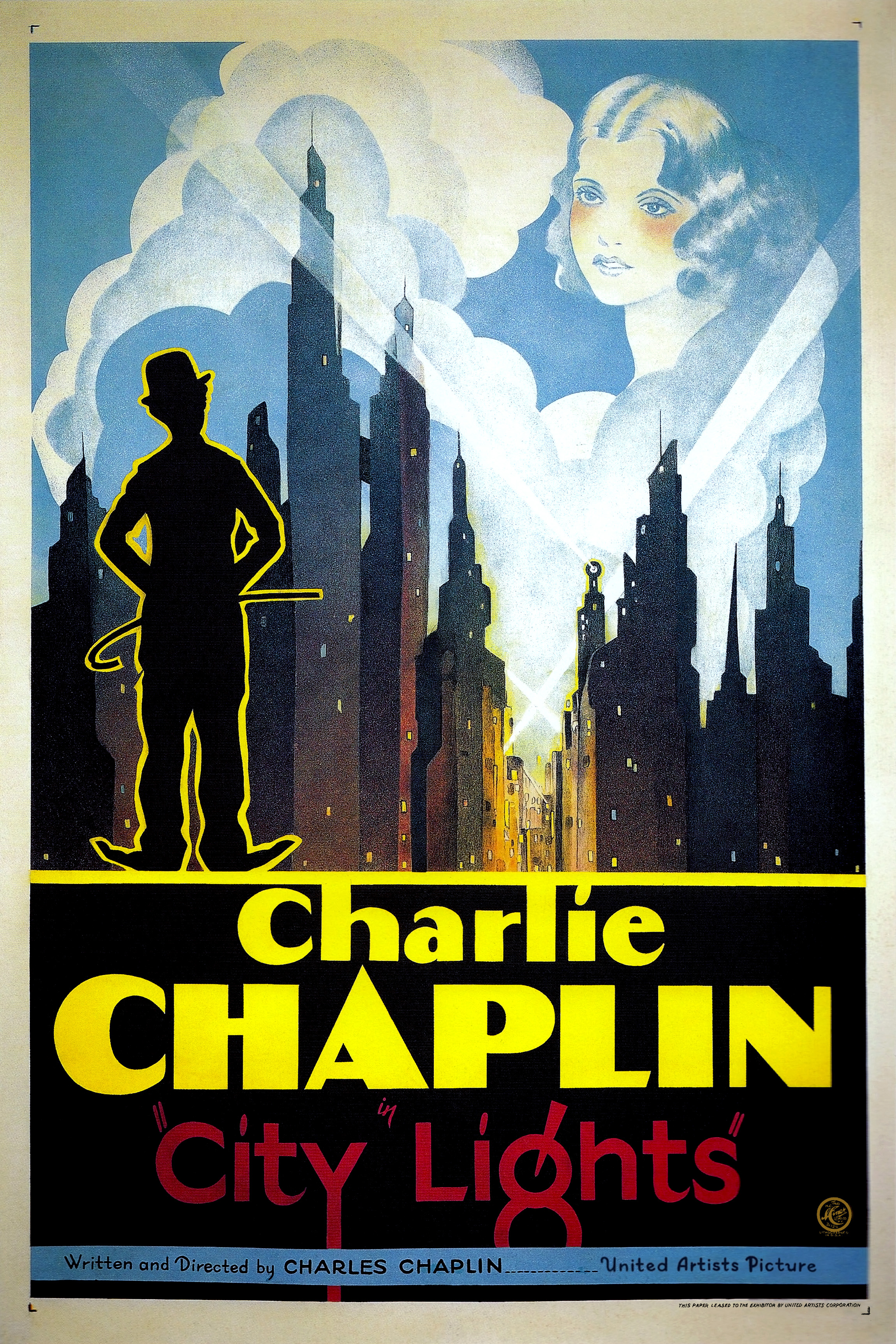
Cartel publicitario de la cinta Luces de la ciudad (1931).

Los historiadores del cine utilizan los términos «era dorada de Hollywood» y narrativa clásica de Hollywood para designar un estilo visual y de sonido sobre un modo de producción artística, que se volvió recurrente en la industria cinematográfica entre las décadas de 1920 y 1960. Este período se inició desde el estreno de los largometrajes en sonido sincronizado The Jazz Singer (1927) y Lights of New York (1928), abarcando hasta la producción de las últimas películas narrativas en los años 1960 como: The Bellboy (1960), Breakfast at Tiffany's (1961), The Hustler (1961), El Cid (1961), La conquista del Oeste (1962), What Ever Happened to Baby Jane? (1962), To Kill a Mockingbird (1962), Freud (1962), La pantera rosa (1963), Marnie (1964), El tren (1964), My Fair Lady (1964), The Sound of Music (1965), Doctor Zhivago (1965), Fantastic Voyage (1966), The Party (1968), Chitty Chitty Bang Bang (1968), The Love Bug (1968), Hello, Dolly! (1969), Willy Wonka & the Chocolate Factory (1971) o Bedknobs and Broomsticks (1971). Varios autores destacan el final de esta época entre 1969 y 1972, cuando se introdujo el sistema Dolby como formato principal para la reducción del ruido en el sonido cinematográfico, a la vez que las películas del Nuevo Hollywood prosperaban ampliamente durante la segunda mitad de los años 1960 y a lo largo de la década de 1970.

Logo del largometraje Casablanca (1942).

El estilo clásico significa fundamentalmente un cine basado en el principio de la continuidad o en la edición con un estilo "invisible". Es decir, la cámara y la grabación de sonido no deben llamar la atención del espectador. En esa época, las películas en los estudios de Hollywood se rodaban de forma parecida a la que se utilizaba para ensamblar los coches en las cadenas de montaje de Henry Ford. No había dos películas exactamente iguales, pero la mayoría seguían varios géneros cinematográficos: animación, aventura, bélico, cómico, ciencia ficción, dramático, épico, fantástico, histórico, misterio, musical, negro, romántico, serial, terror, wéstern, etc., y los mismos equipos creativos solían trabajar en las películas producidas por el mismo estudio. Por ejemplo, Cedric Gibbons y Herbert Stothart siempre trabajaron en las películas de MGM; Alfred Newman trabajó para 20th Century-Fox durante veinte años; casi todas las películas de Cecil B. De Mille fueron producidas por Paramount Pictures; las películas del director Henry King fueron en su mayoría rodadas para 20th Century Fox, etc. Se podía llegar a adivinar qué estudio había producido cada película por los actores que aparecían en ella, ya que cada estudio tenía su propio estilo y su toque característico que hacía posible averiguarlo (una cualidad que ya no existe en la industria cinematográfica actual). Asimismo, muchos actores realizaban una exitosa transición entre distintos géneros narrativos. Por ejemplo, Cary Grant participó tanto en dramas como Sólo los ángeles tienen alas (1939), en comedias como The Philadelphia Story (1940) y Arsenic and Old Lace (1944), hasta en suspenses como Notorious (1946) y North by Northwest (1959). De hecho, Marilyn Monroe participó tanto en películas de cine negro como The Asphalt Jungle (1950) y Niágara (1953), además de en comedias románticas como Los caballeros las prefieren rubias (1953), How to Marry a Millionaire (1953) y The Seven Year Itch (1955). También, la mayoría de las películas del cine clásico hollywoodense se basaban constantemente en novelas y obras teatrales, como Mutiny on the Bounty (1935), Cumbres Borrascosas (1939), La mujer fantasma (1941), El hombre que vino a cenar (1942), El tercer hombre (1949), Dial M for Murder (1954), Siete novias para siete hermanos (1954), Invasion of the Body Snatchers (1956), El rey y yo (1956), El puente sobre el río Kwai (1957), The Innocents (1961) o Charada (1963).

### Obras representativas

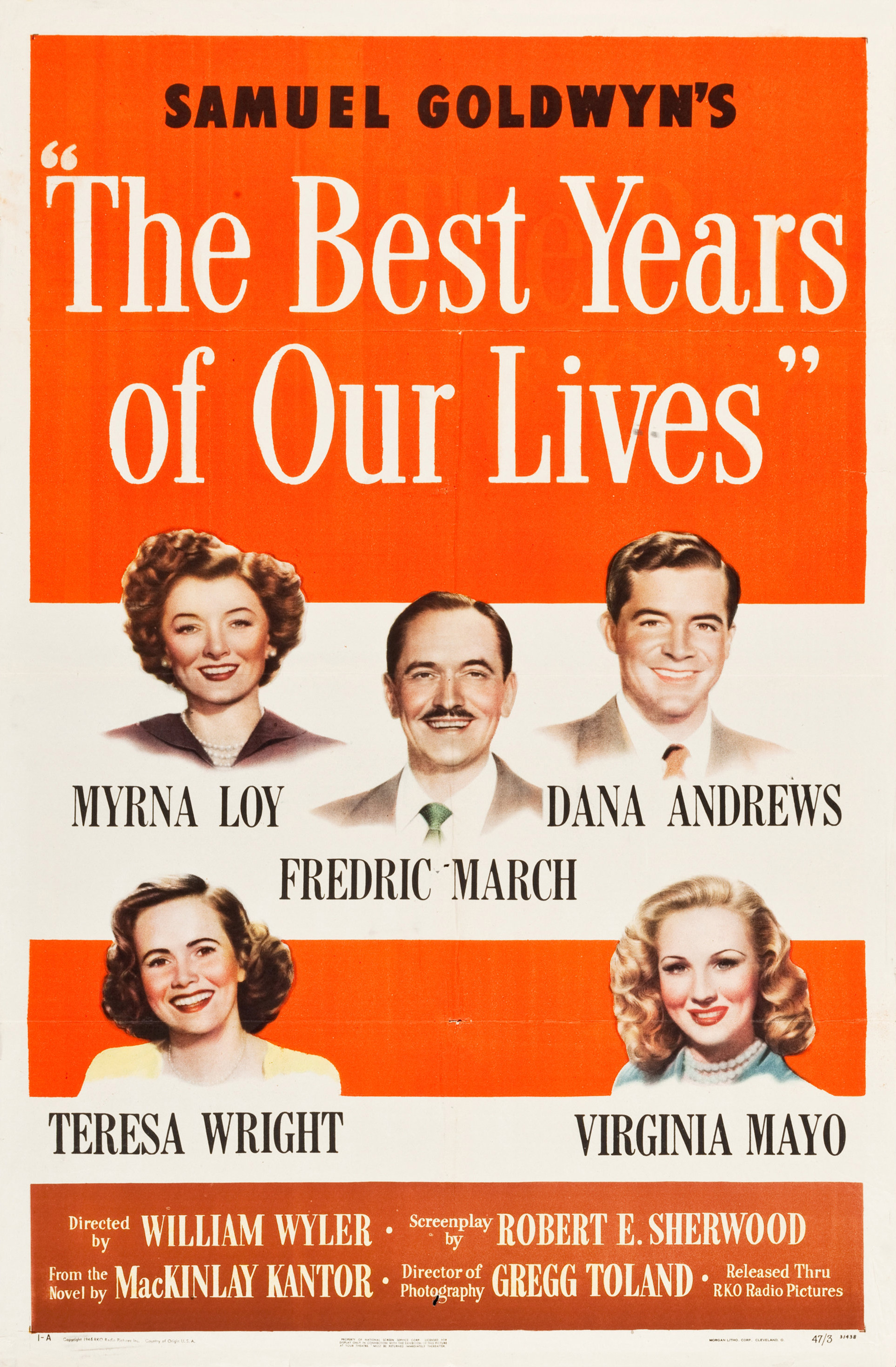
Cartel publicitario del largometraje Los mejores años de nuestra vida (1946).

Cada película tenía ligeras diferencias y, en contraposición a los fabricantes de automóviles, la mayoría de las personas que intervenían en el rodaje eran artistas. Por ejemplo, Tener y no tener (1944) es famosa no solo por su pareja de protagonistas, Humphrey Bogart y Lauren Bacall, sino también por haber sido escrita por dos futuros ganadores del Premio Nobel de Literatura. Ernest Hemingway, autor de la novela en la que se basó la película, y William Faulkner, que trabajó en la adaptación para la pantalla grande. Sin embargo, rodar películas todavía era un negocio y las productoras hacían dinero operando bajo el llamado sistema de estudios. Los principales estudios tenían a miles de personas en nómina: actores, productores, directores, guionistas, especialistas, mecánicos y técnicos. También poseían cientos de teatros en ciudades y pueblos repartidos por todo el país, teatros que proyectaban sus películas y que siempre necesitaban material nuevo. El sistema de estudios en Hollywood alcanzó su mayor apogeo a lo largo de las décadas de 1930, 1940, 1950 y 1960, ya que el cine de la era dorada de Hollywood coincidió con el advenimiento de la Gran Depresión, la Segunda Guerra Mundial y con el inicio de la Guerra Fría, convirtiéndose en un referente del escapismo sociopolítico para gran parte del público.

Logo de la película Vértigo (1958).

Muchos historiadores destacan la gran cantidad de buenas películas que surgieron en este período de férreo control sobre los rodajes. Una de las razones que hizo esto posible fue que, con tantas películas en producción simultáneamente, no todas tenían que ser un éxito de taquilla. De hecho, un estudio podía arriesgarse con un proyecto experimental que tuviese un buen guion y actores prometedores. Por ejemplo: Sin novedad en el frente (1930), El hombre invisible (1933), El prisionero de Zenda (1937), The Adventures of Robin Hood (1938), la serie fílmica de Sherlock Holmes (1939-1946), The Magnificent Ambersons (1942), El orgullo de los Yanquis (1942), La señora Miniver (1942), Cat People (1942), La sombra de una duda (1943), Escuela de sirenas (1944), La escalera de caracol (1946), Canción del sur (1946), Los tres mosqueteros (1948), The Day the Earth Stood Still (1951), Quo Vadis (1951), The Beast from 20,000 Fathoms (1953), Shane (1953), 20.000 leguas de viaje submarino (1954), The Manchurian Candidate (1962), Dead Ringer (1964), La caída del Imperio romano (1964), Thoroughly Modern Millie (1967) e incluso las pioneras 2001: A Space Odyssey (1968) y Tora! Tora! Tora! (1970) cumplían con varias de estas premisas. Además, los directores de gran prestigio profesional, como Frank Capra y Howard Hawks, discutían con los estudios para imponer sus visiones artísticas en sus respectivas filmaciones.
Algunas películas destacadas de la era dorada de Hollywood son:

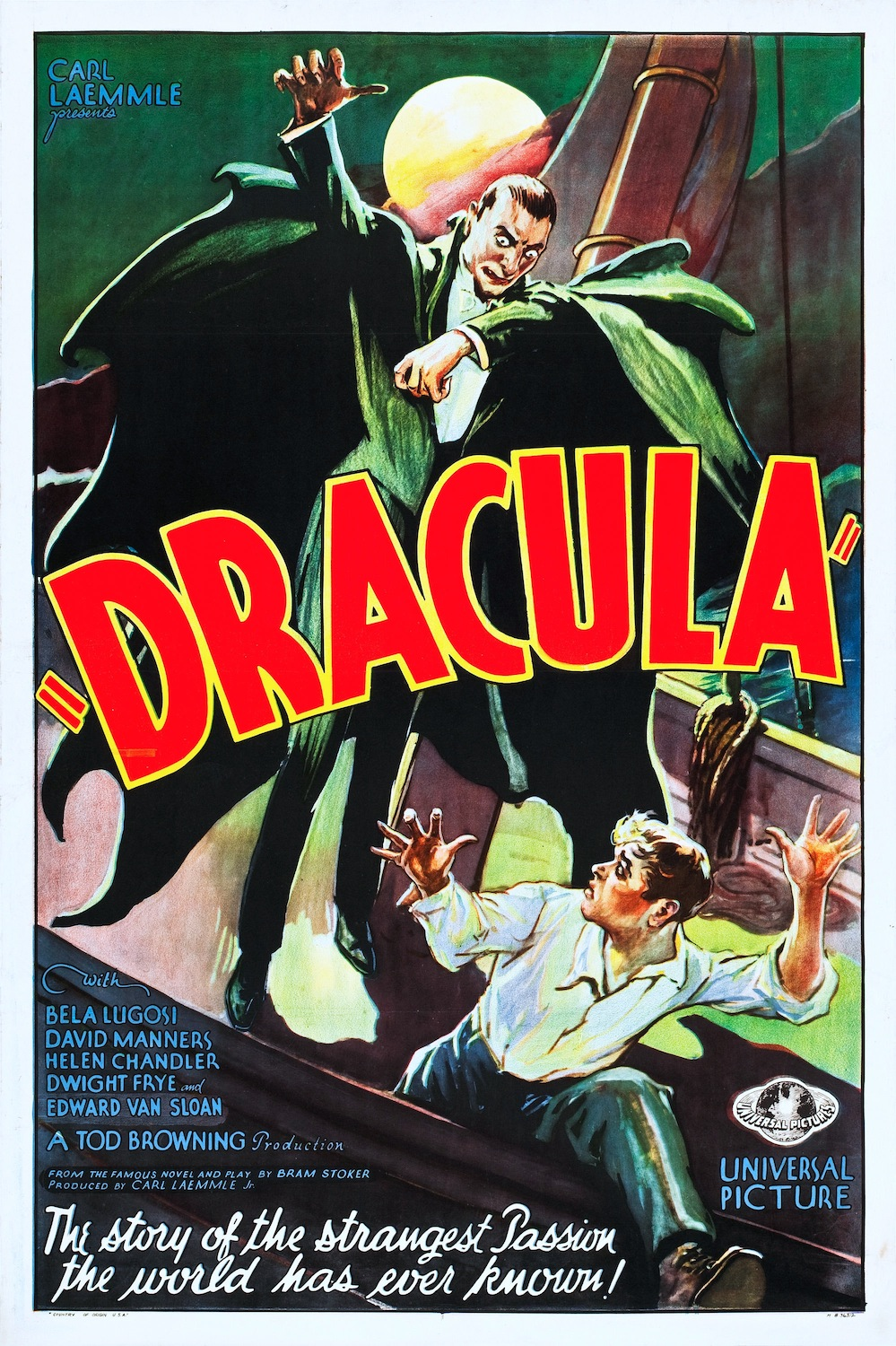
Drácula (1931).
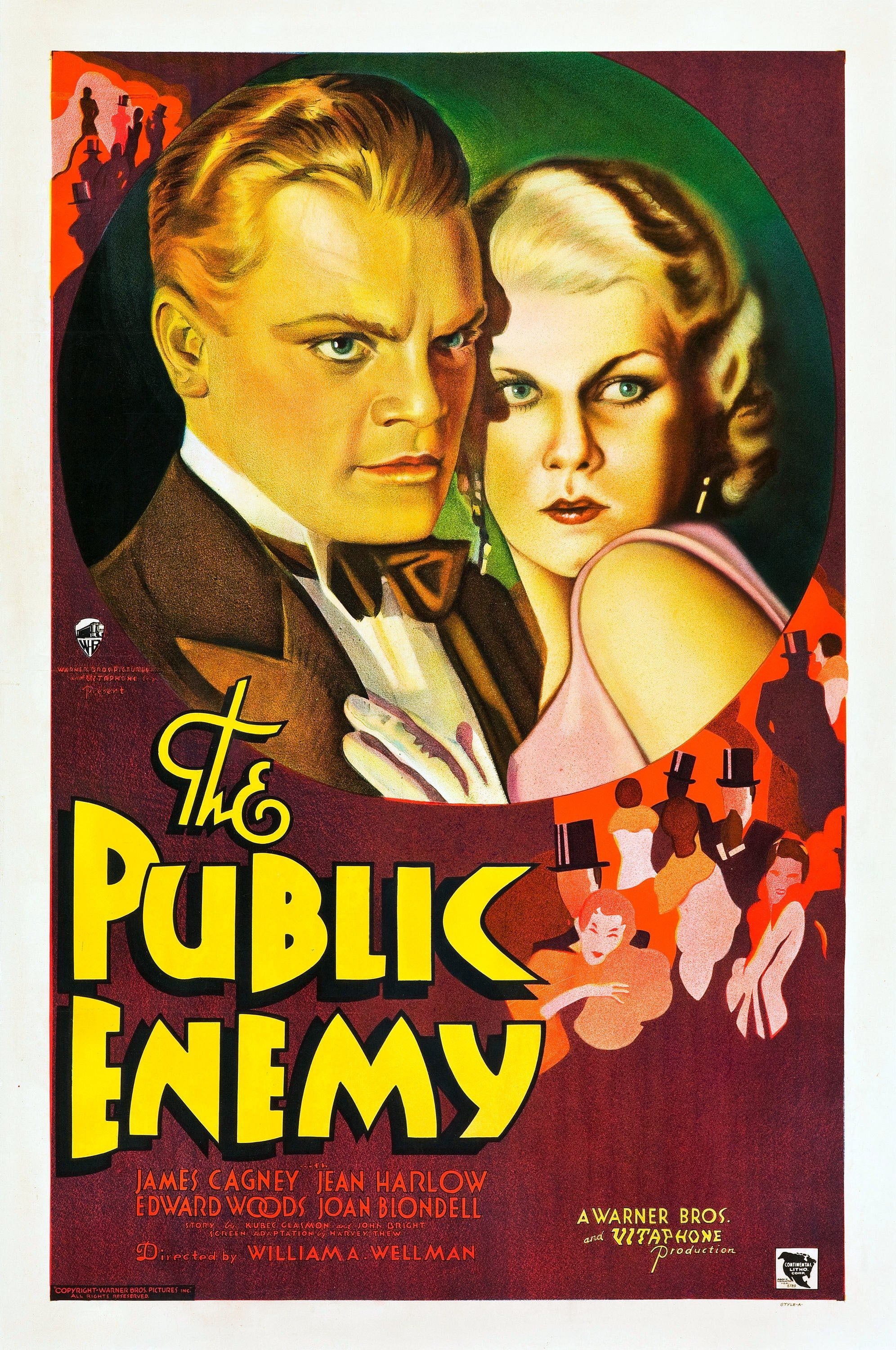
El enemigo público (1931).
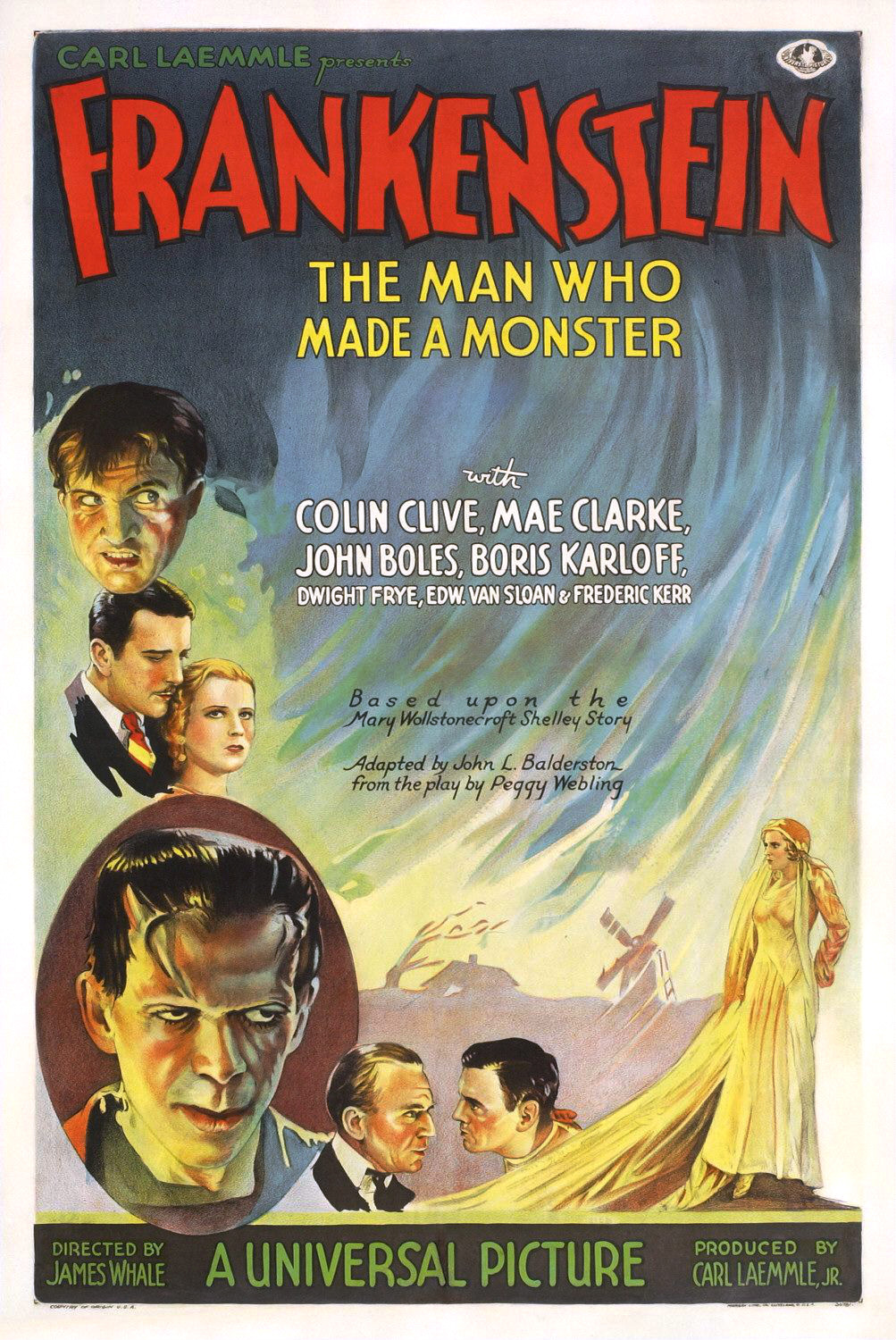
Frankenstein (1931).
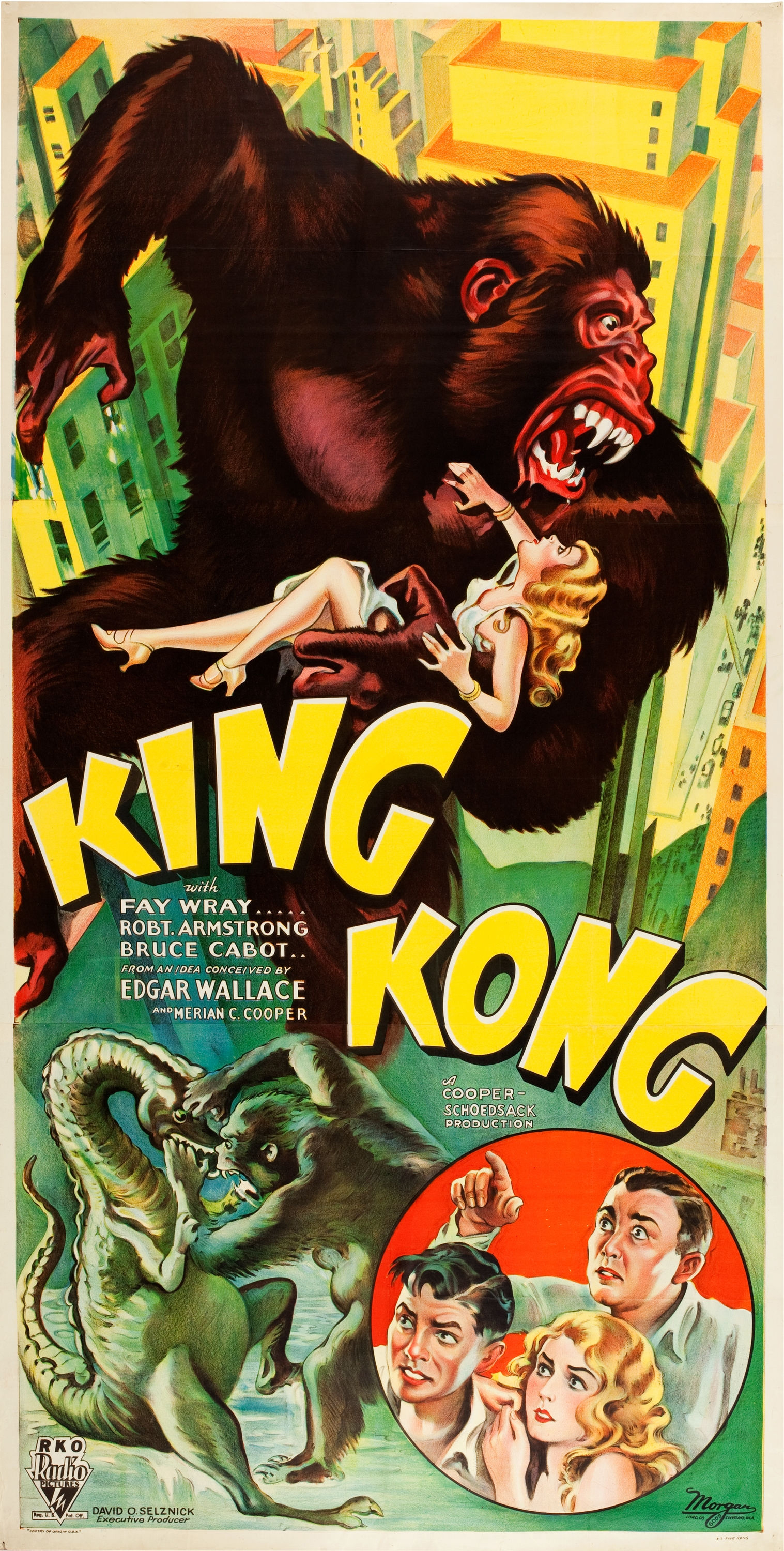
King Kong (1933).
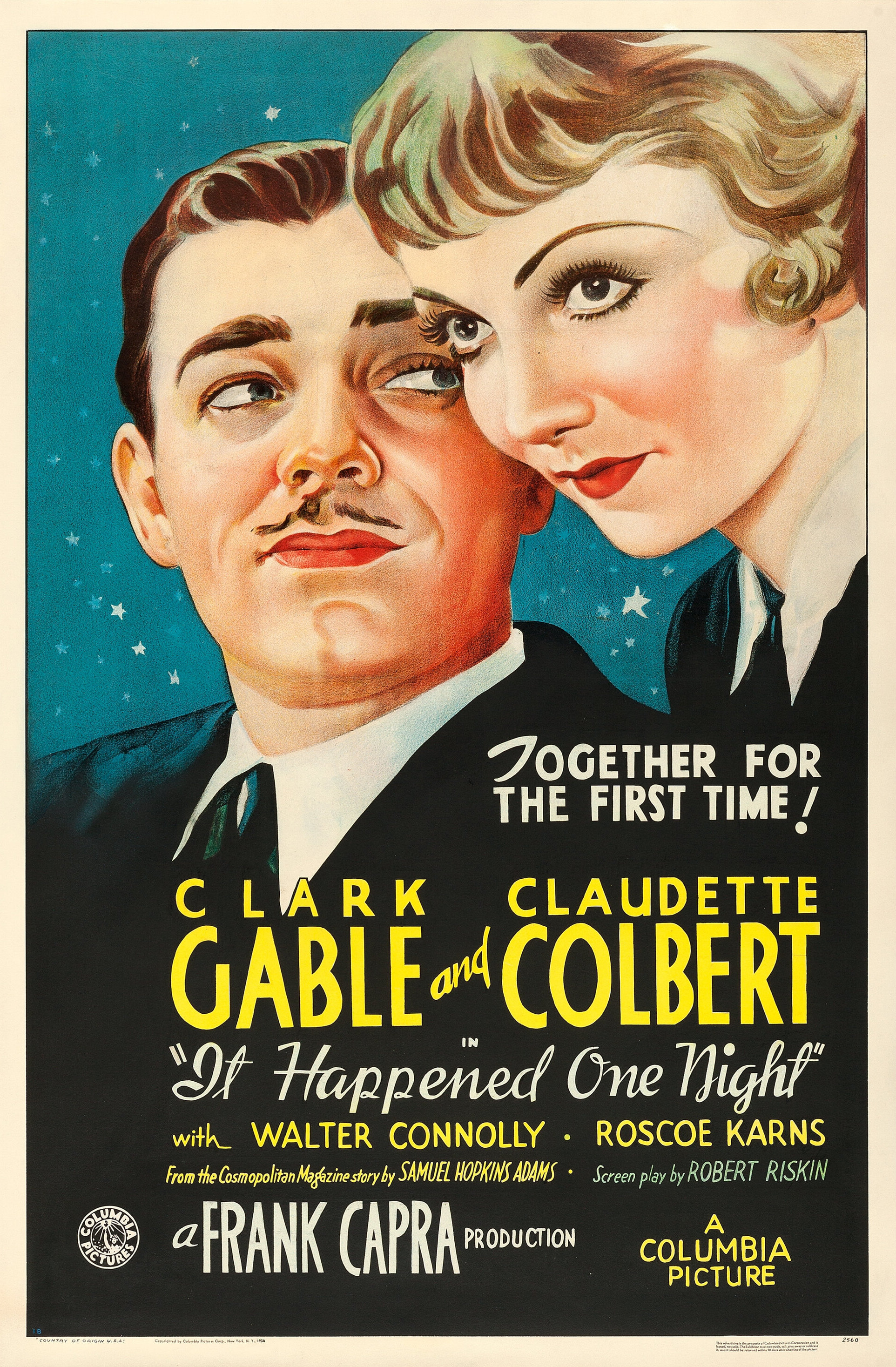
It Happened One Night (1934).
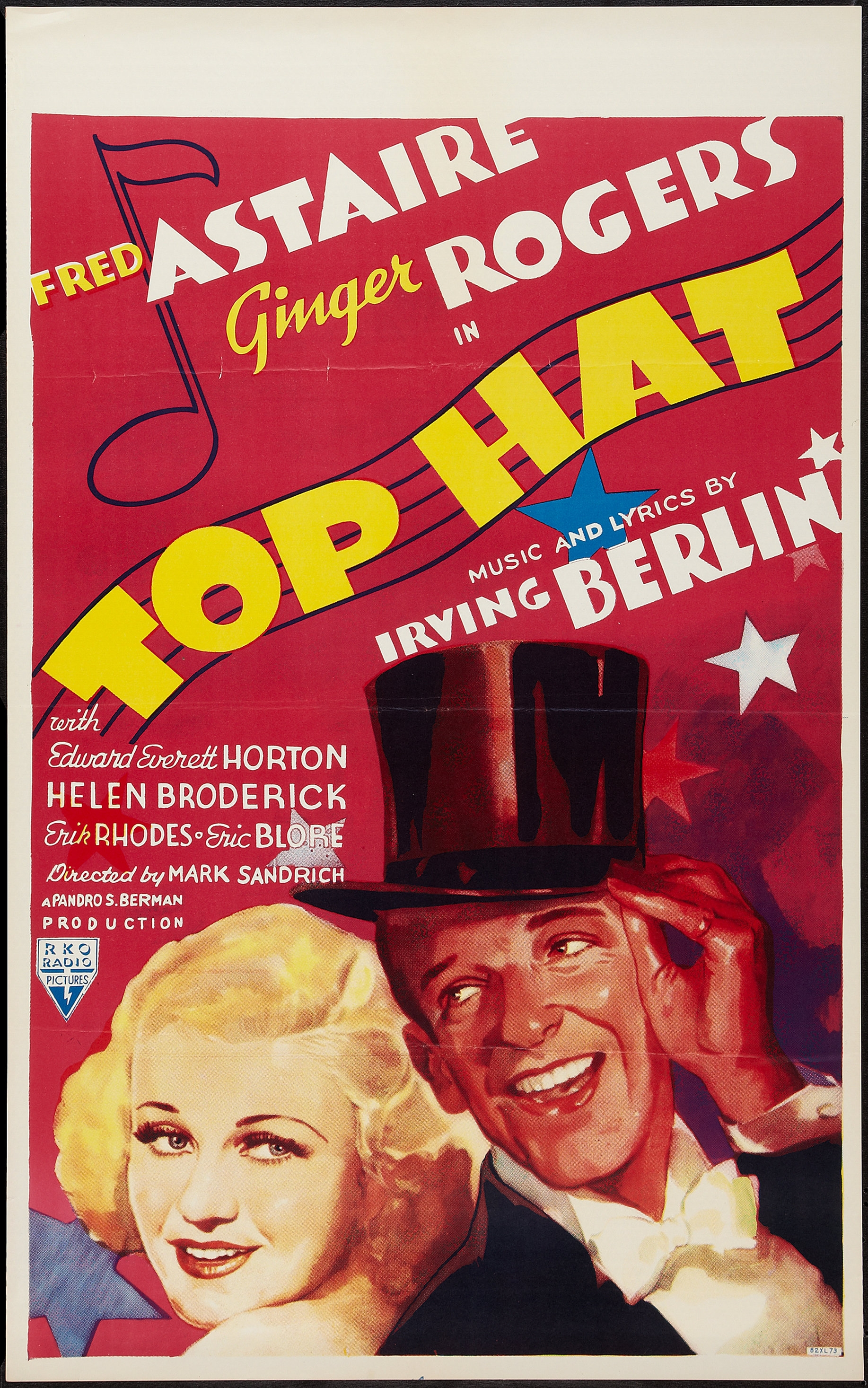
Sombrero de copa (1935).
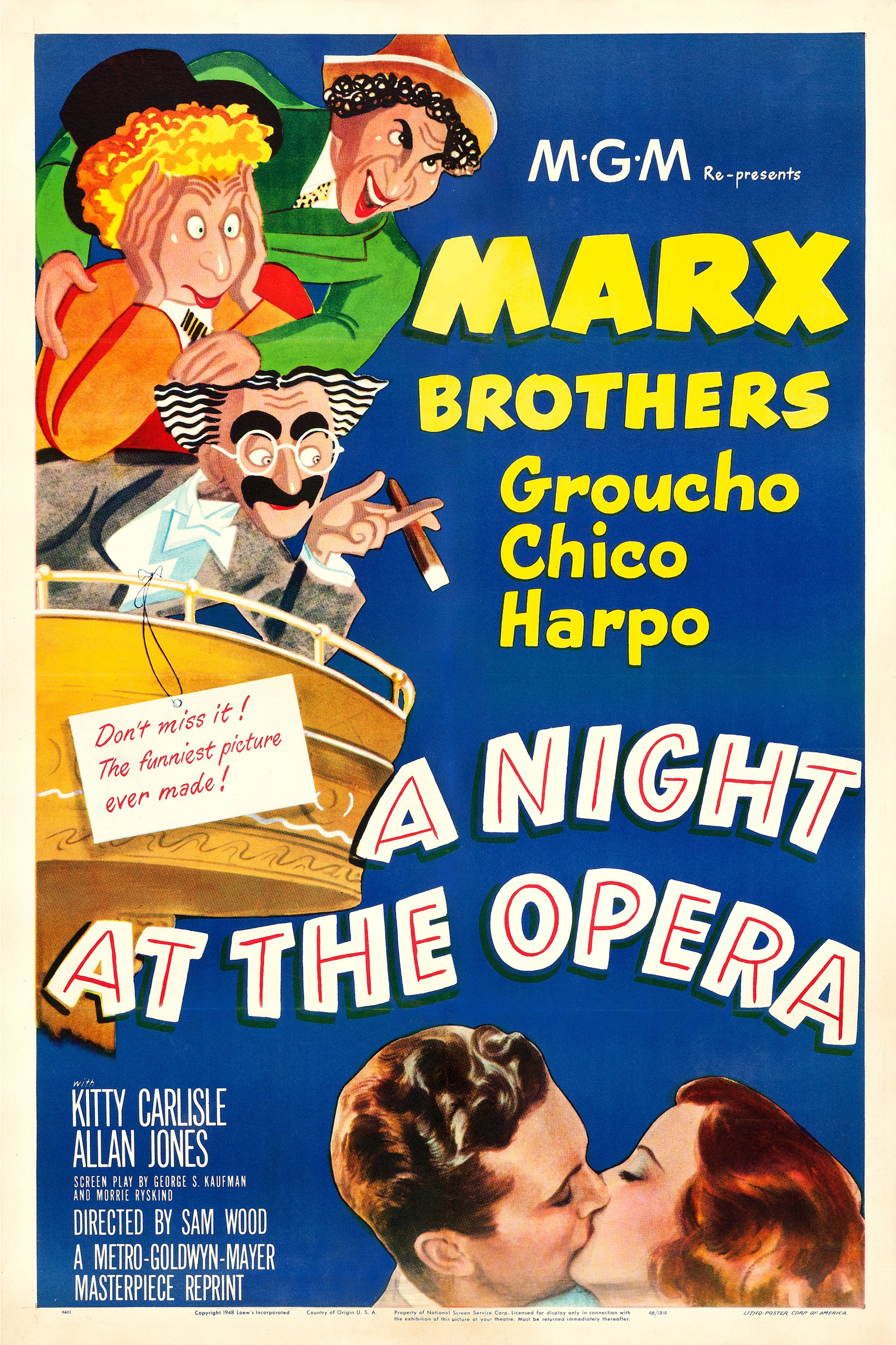
Una noche en la ópera (1935).
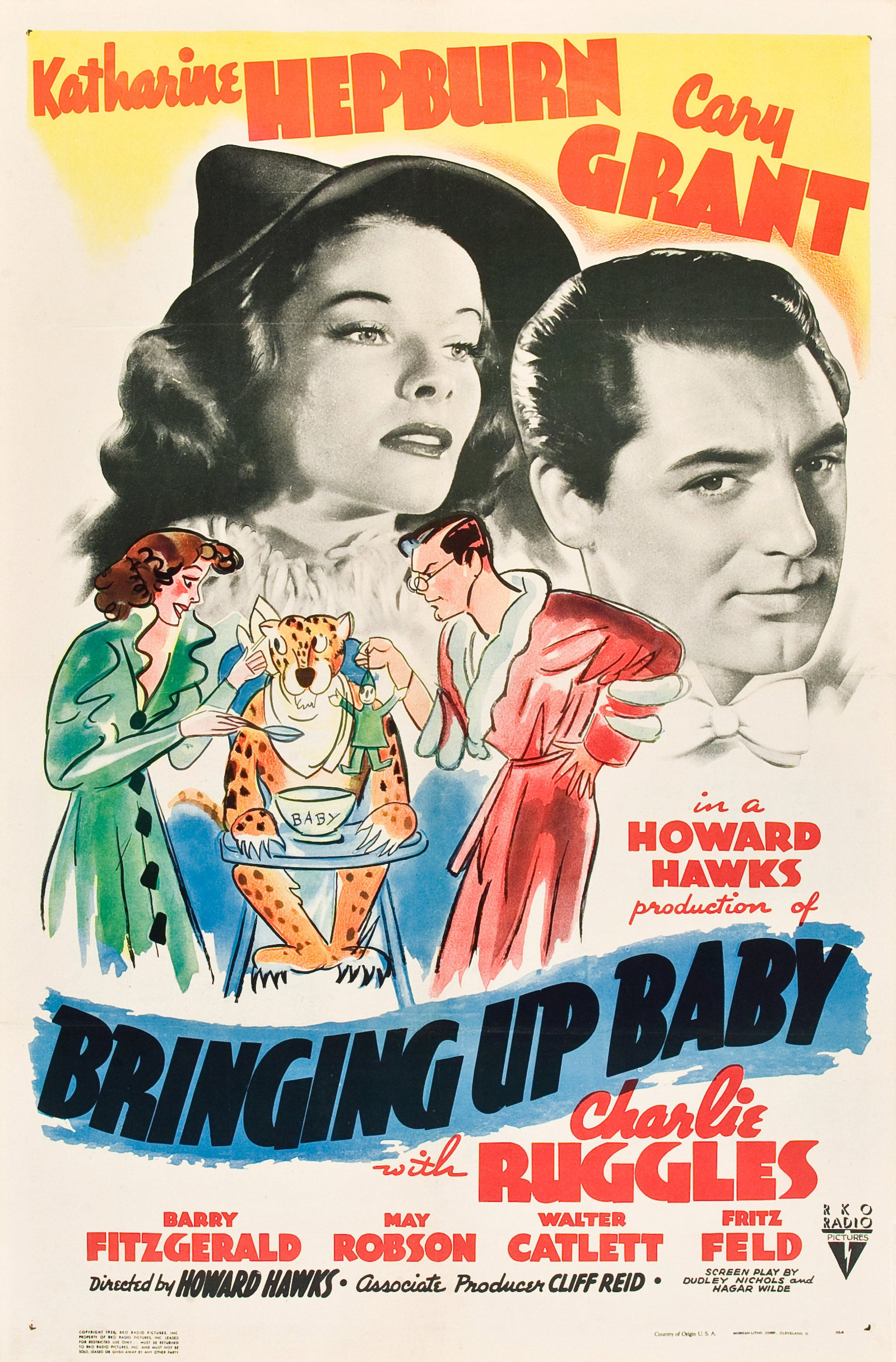
Bringing Up Baby (1938).
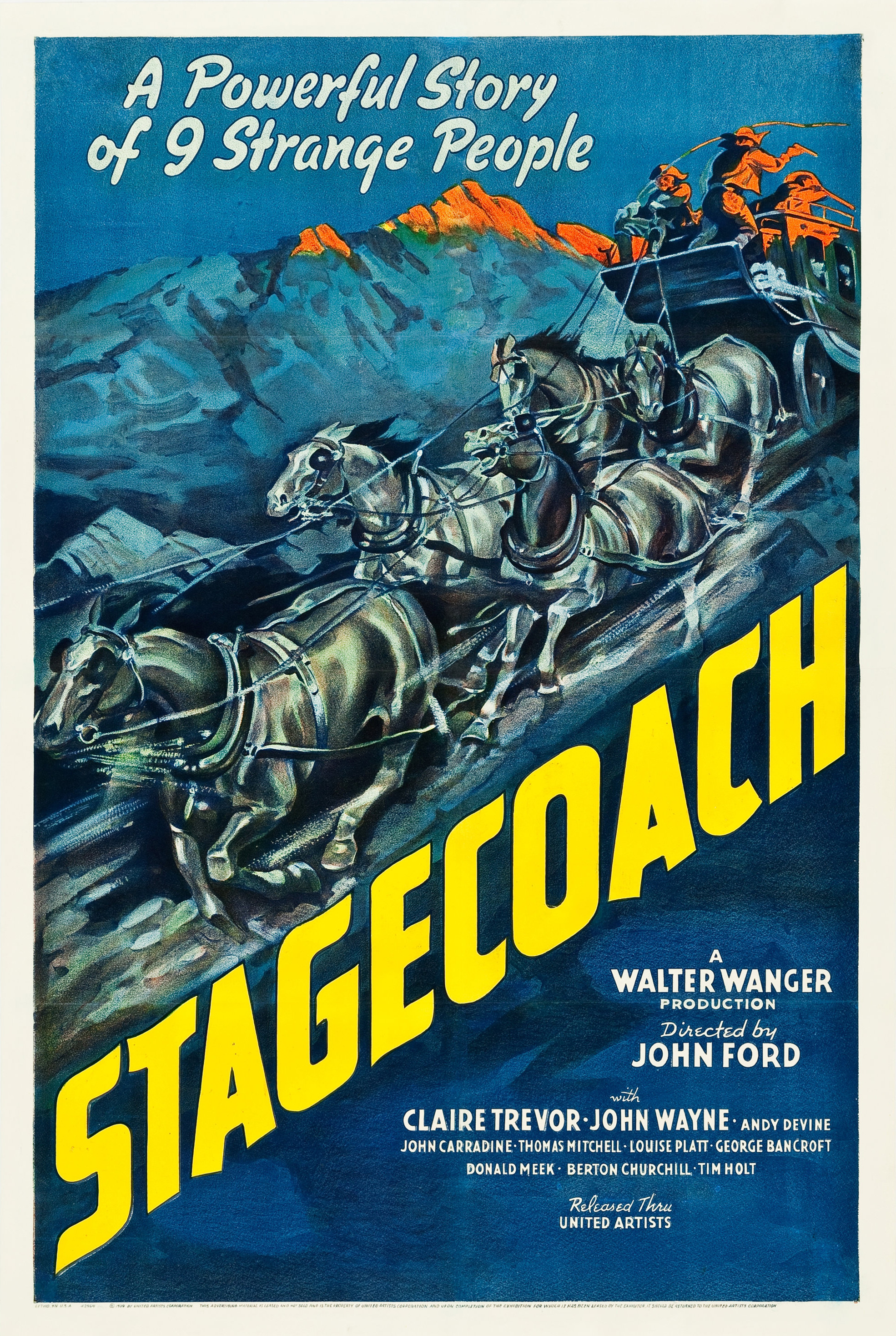
La diligencia (1939).
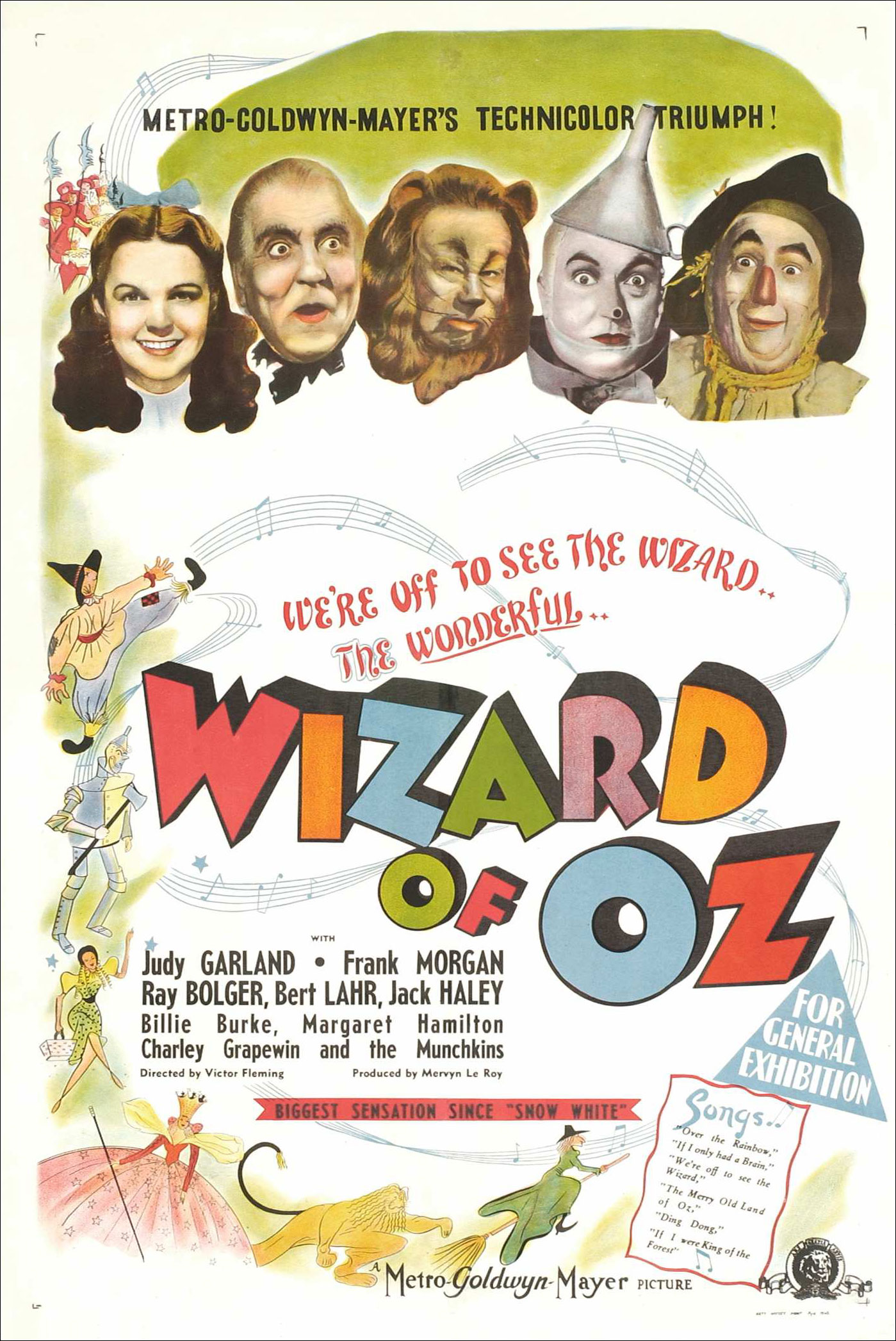
El mago de Oz (1939).
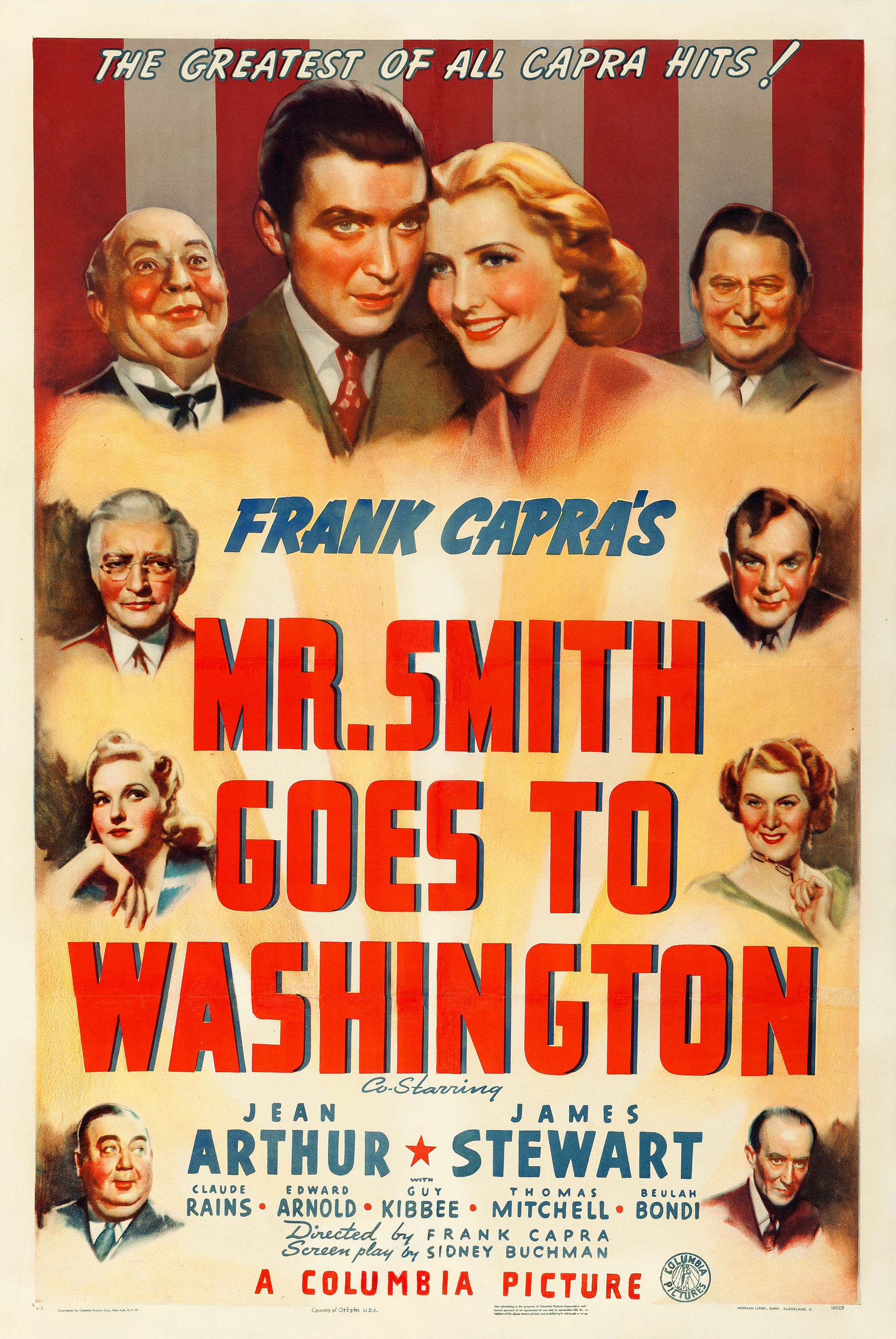
Mr. Smith Goes to Washington (1939).
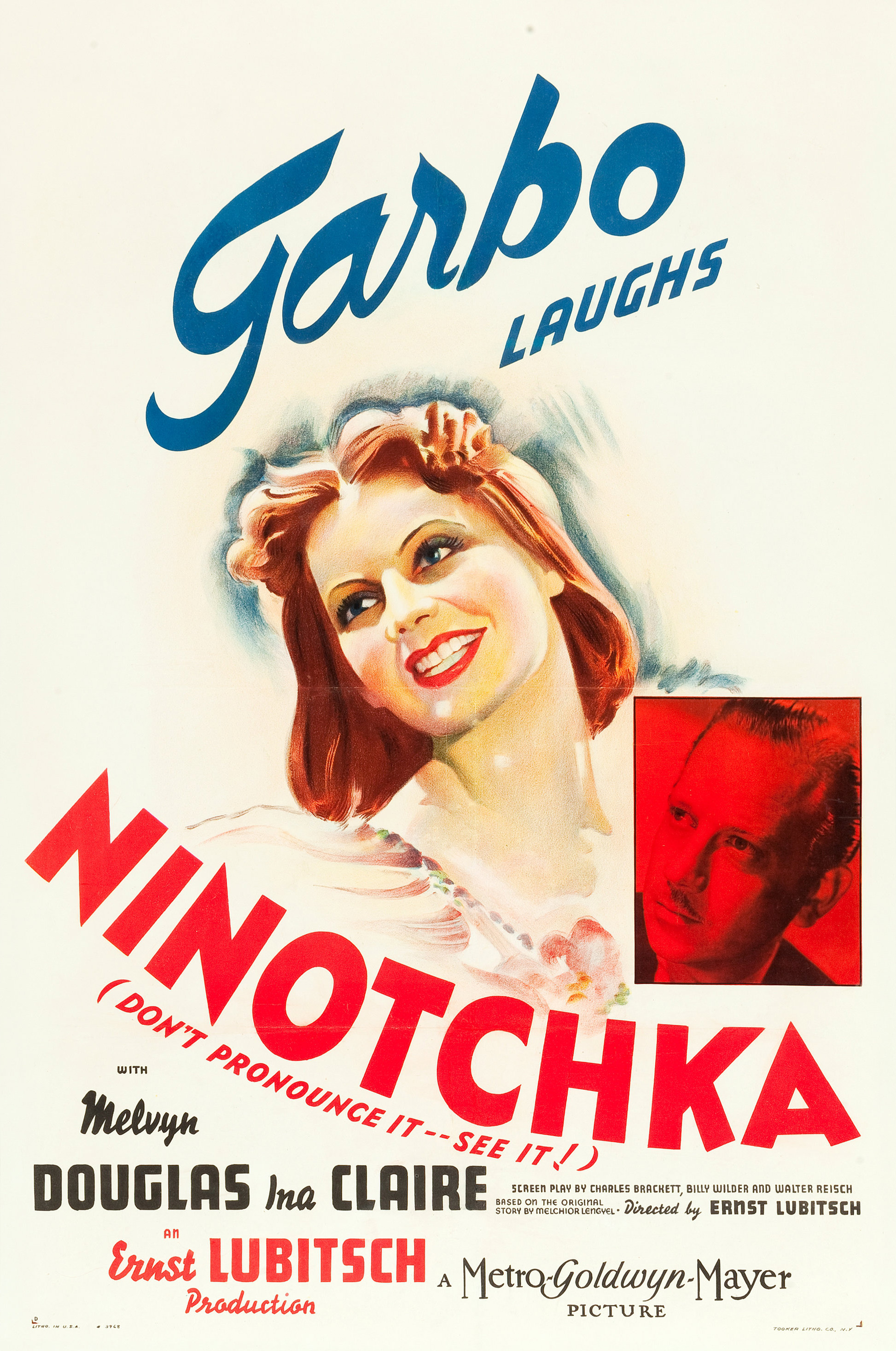
Ninotchka (1939).
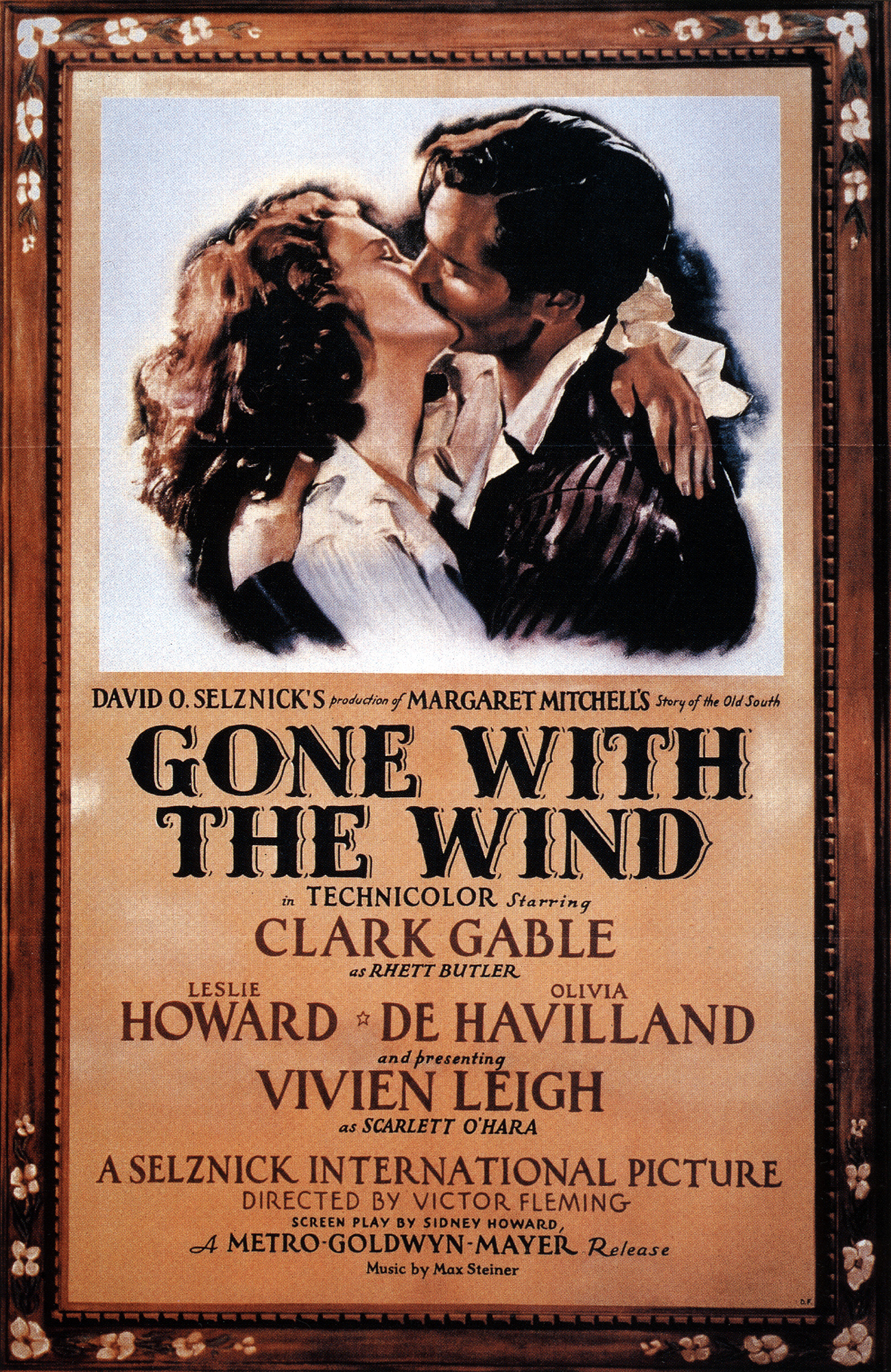
Lo que el viento se llevó (1939).
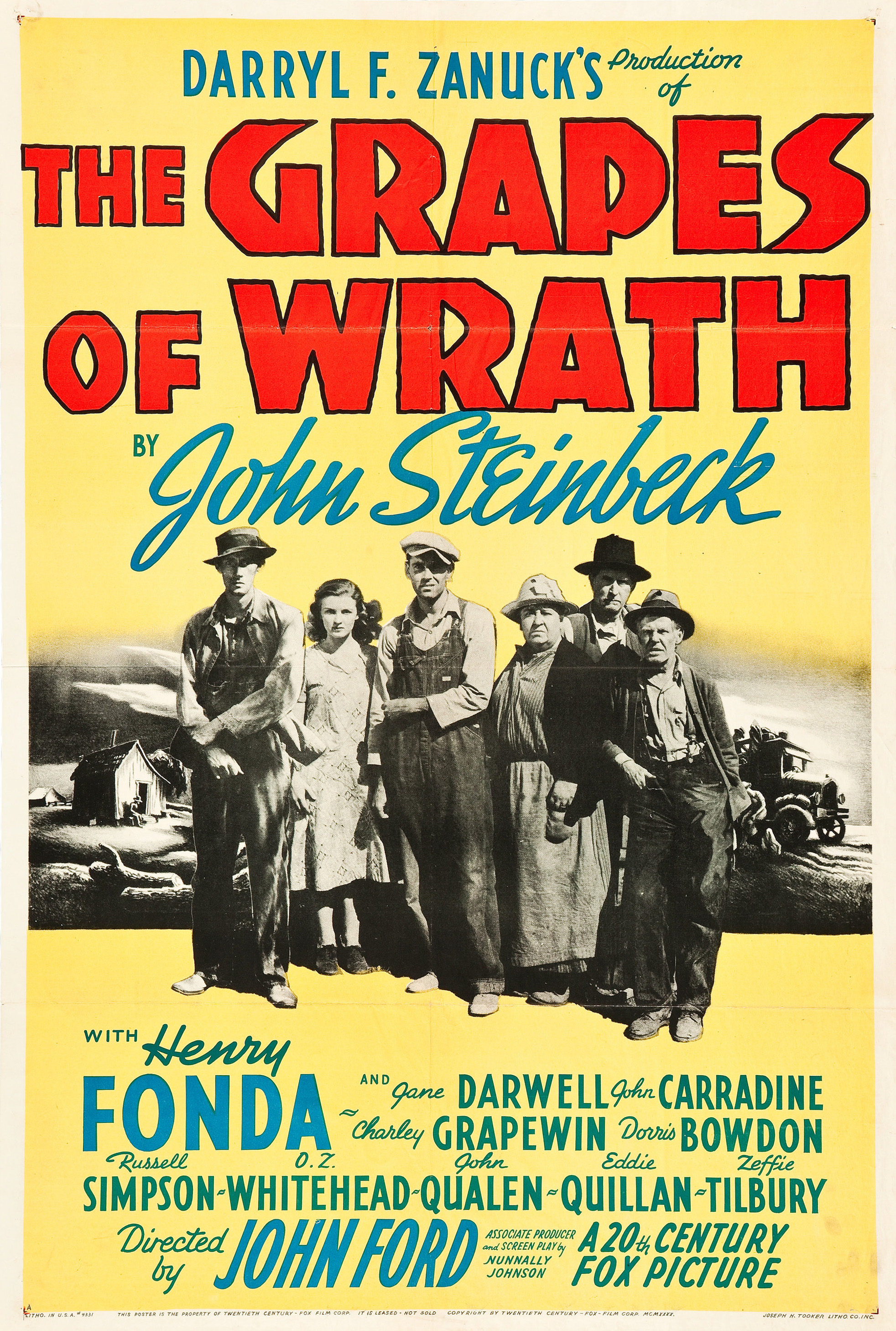
The Grapes of Wrath (1940).
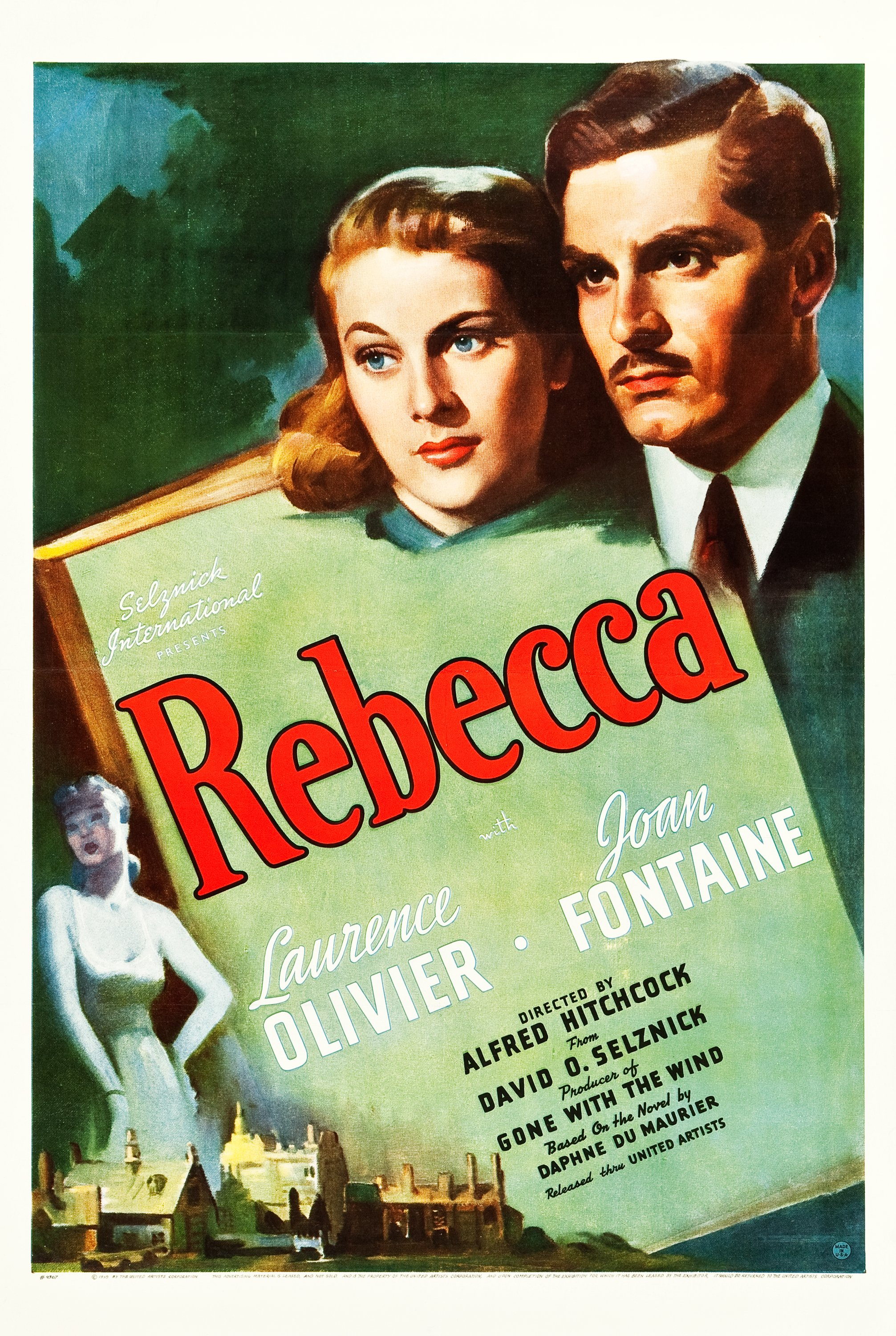
Rebecca (1940).
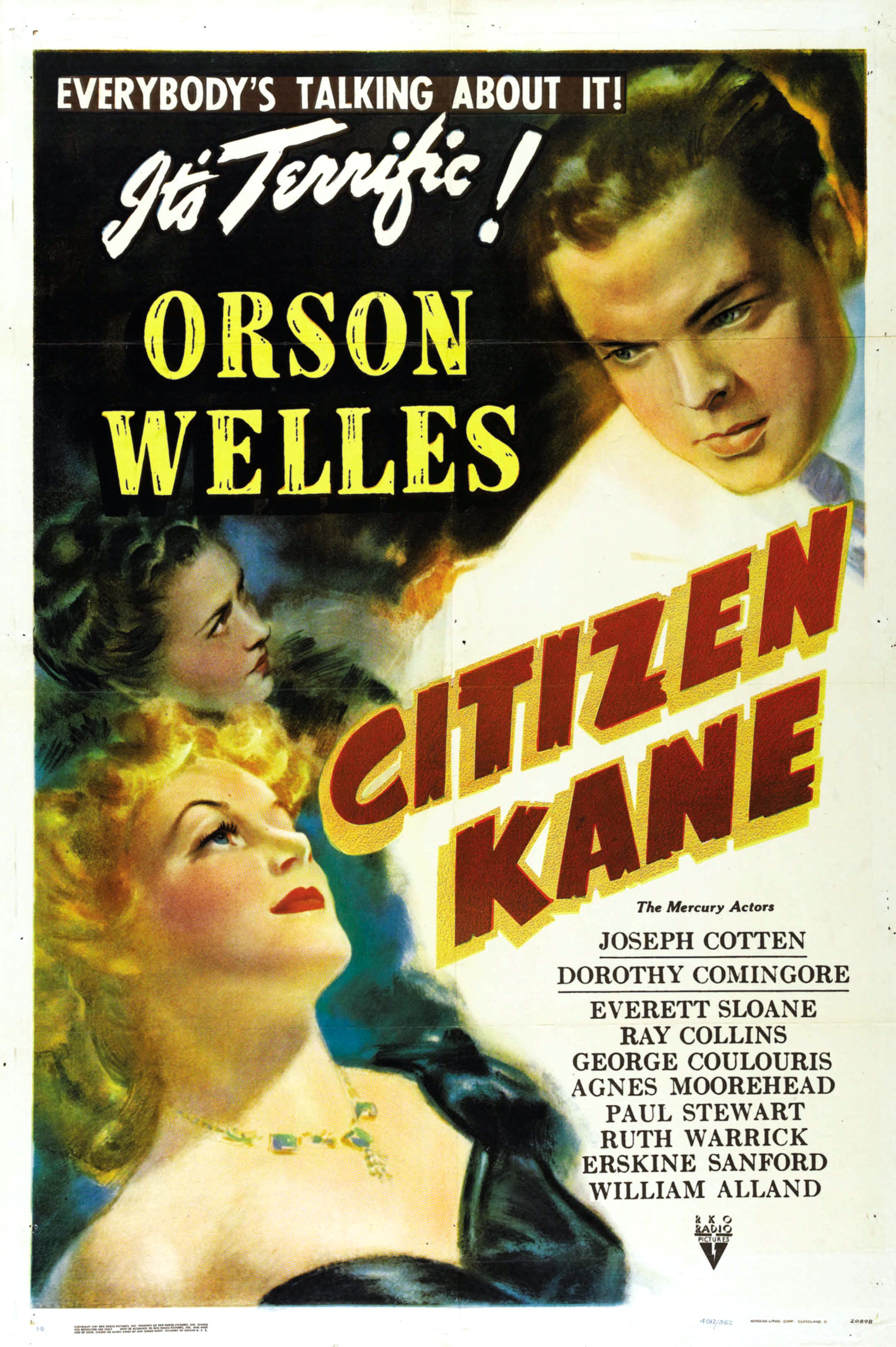
Citizen Kane (1941).
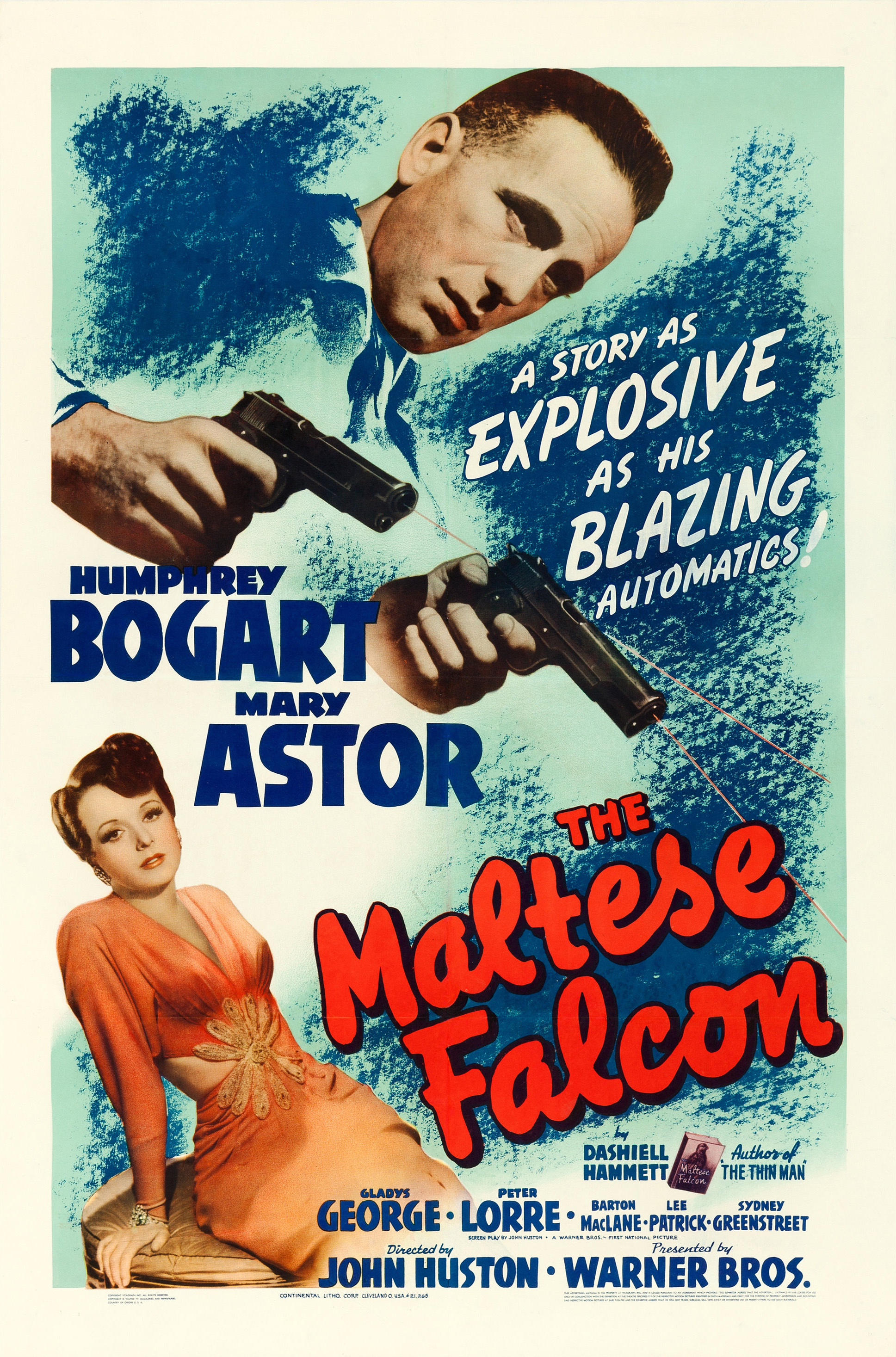
El halcón maltés (1941).
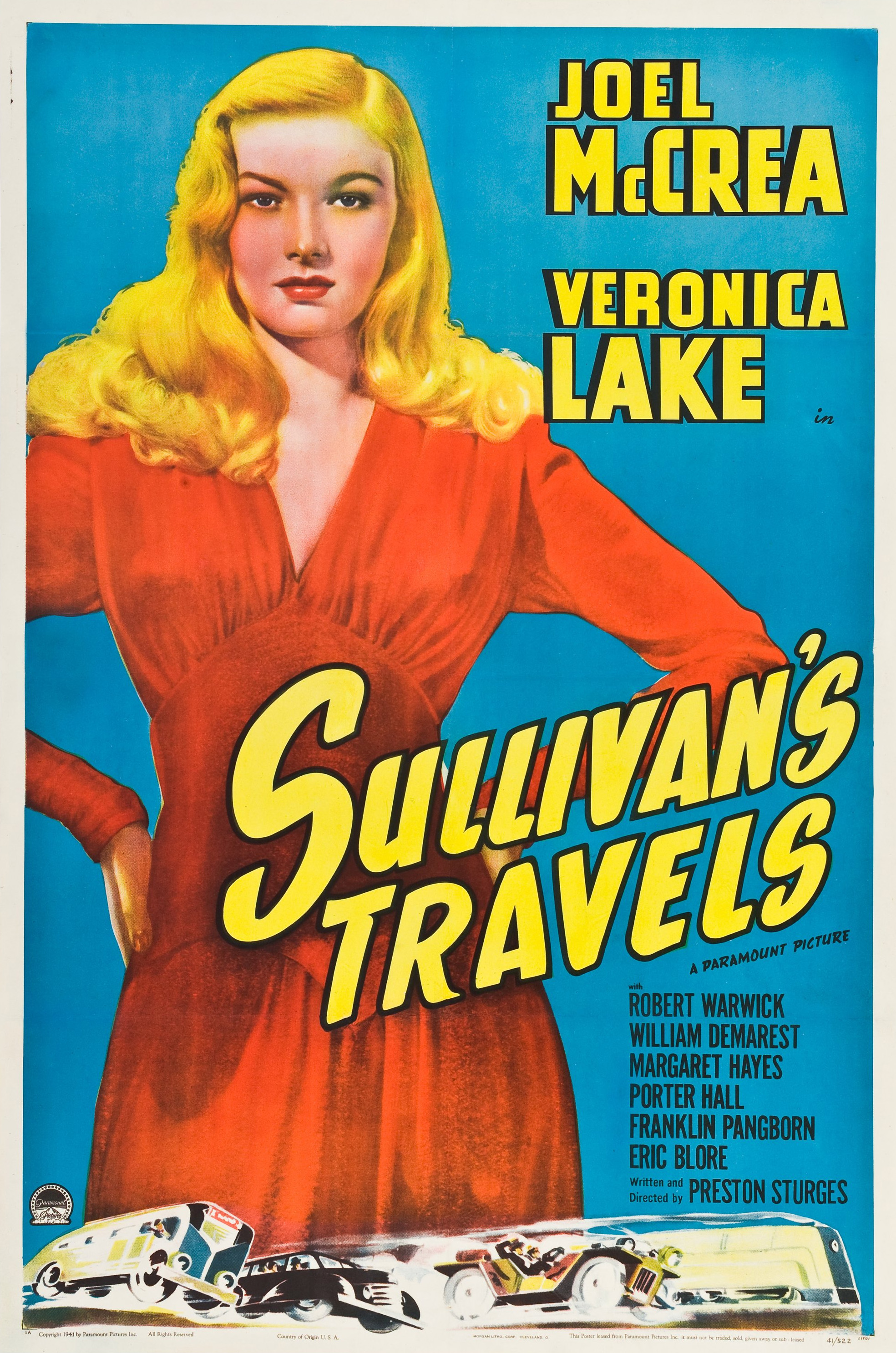
Los viajes de Sullivan (1941).
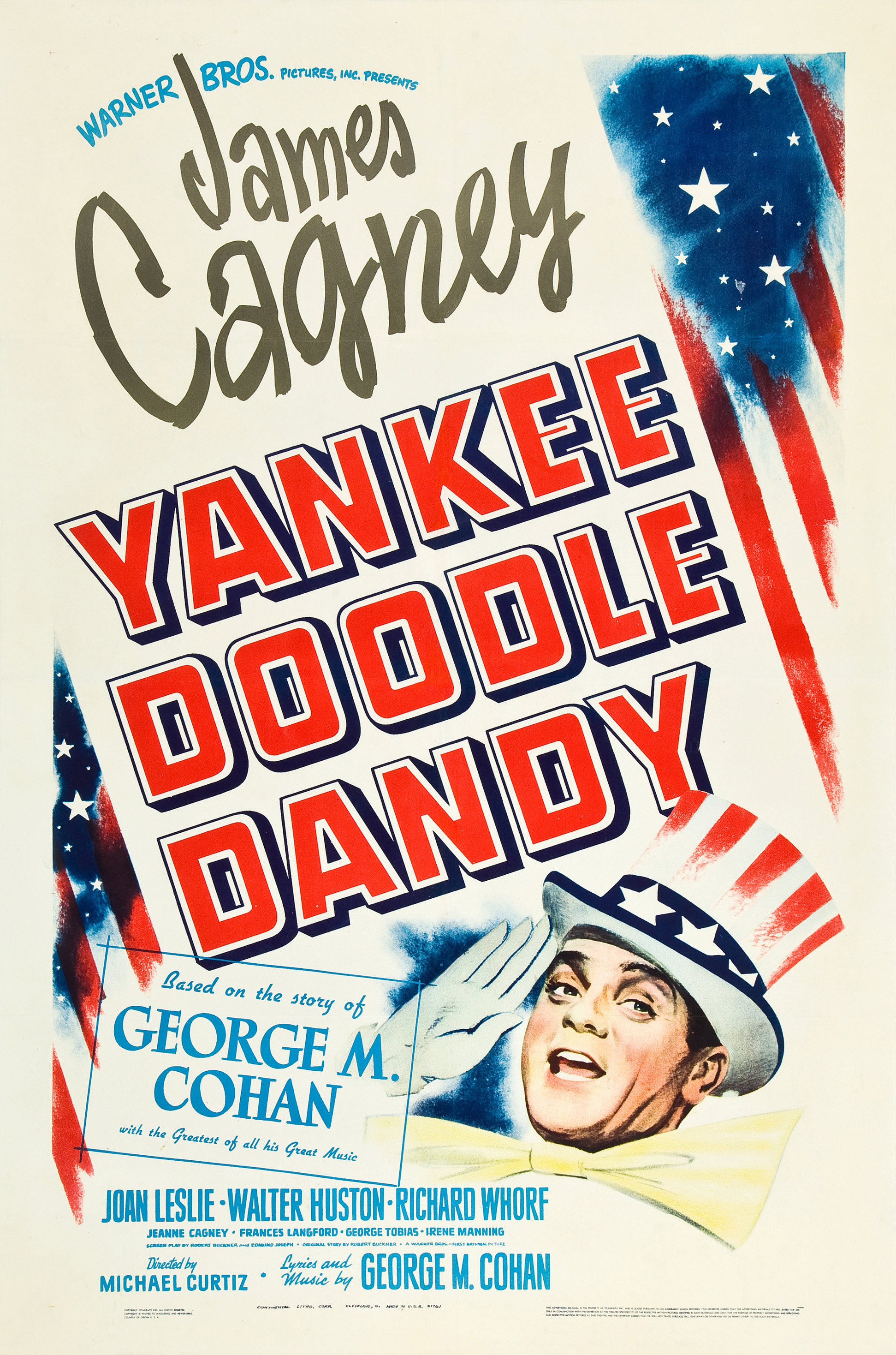
Yanqui Dandy (1942).
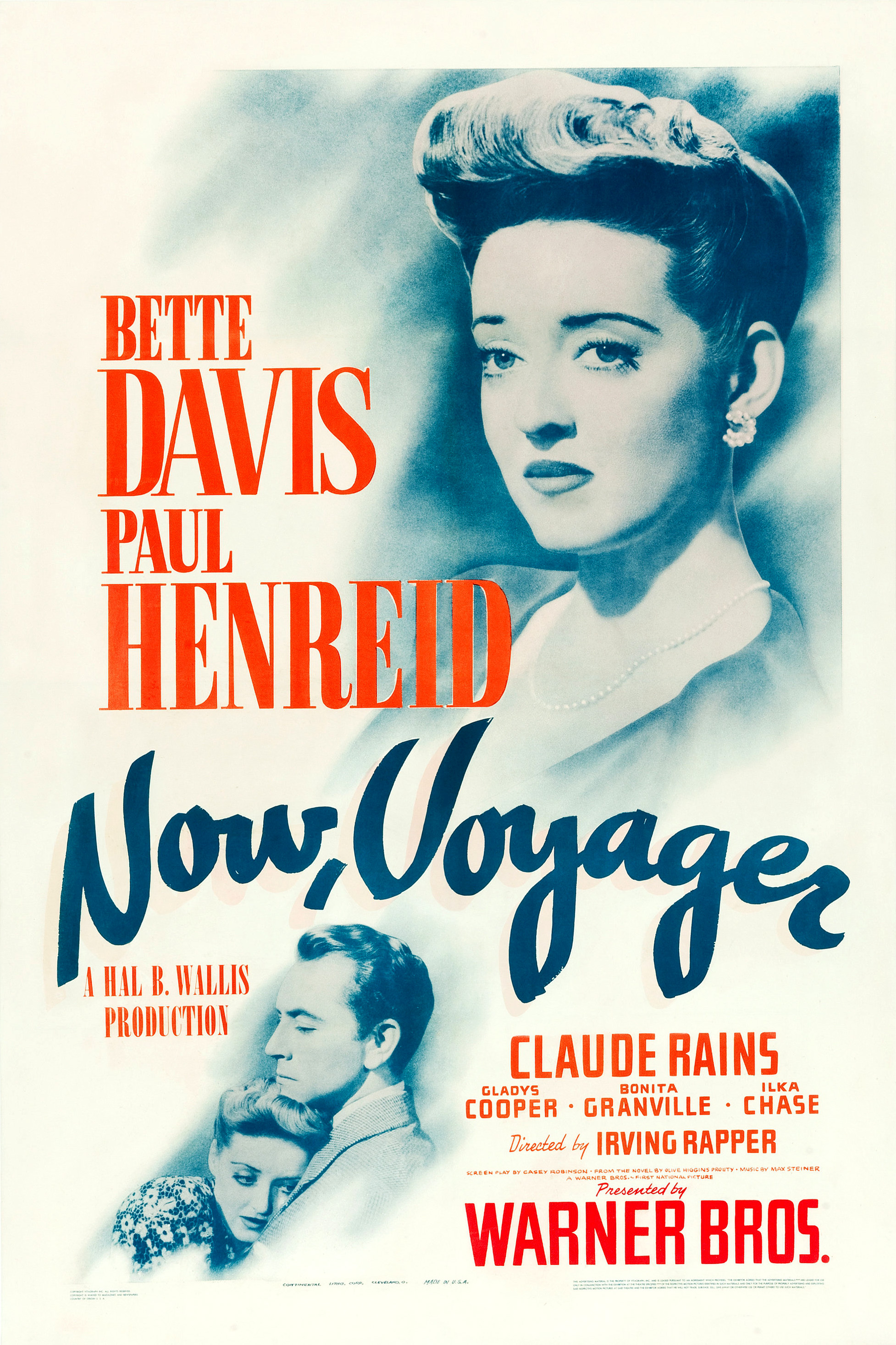
La extraña pasajera (1942).
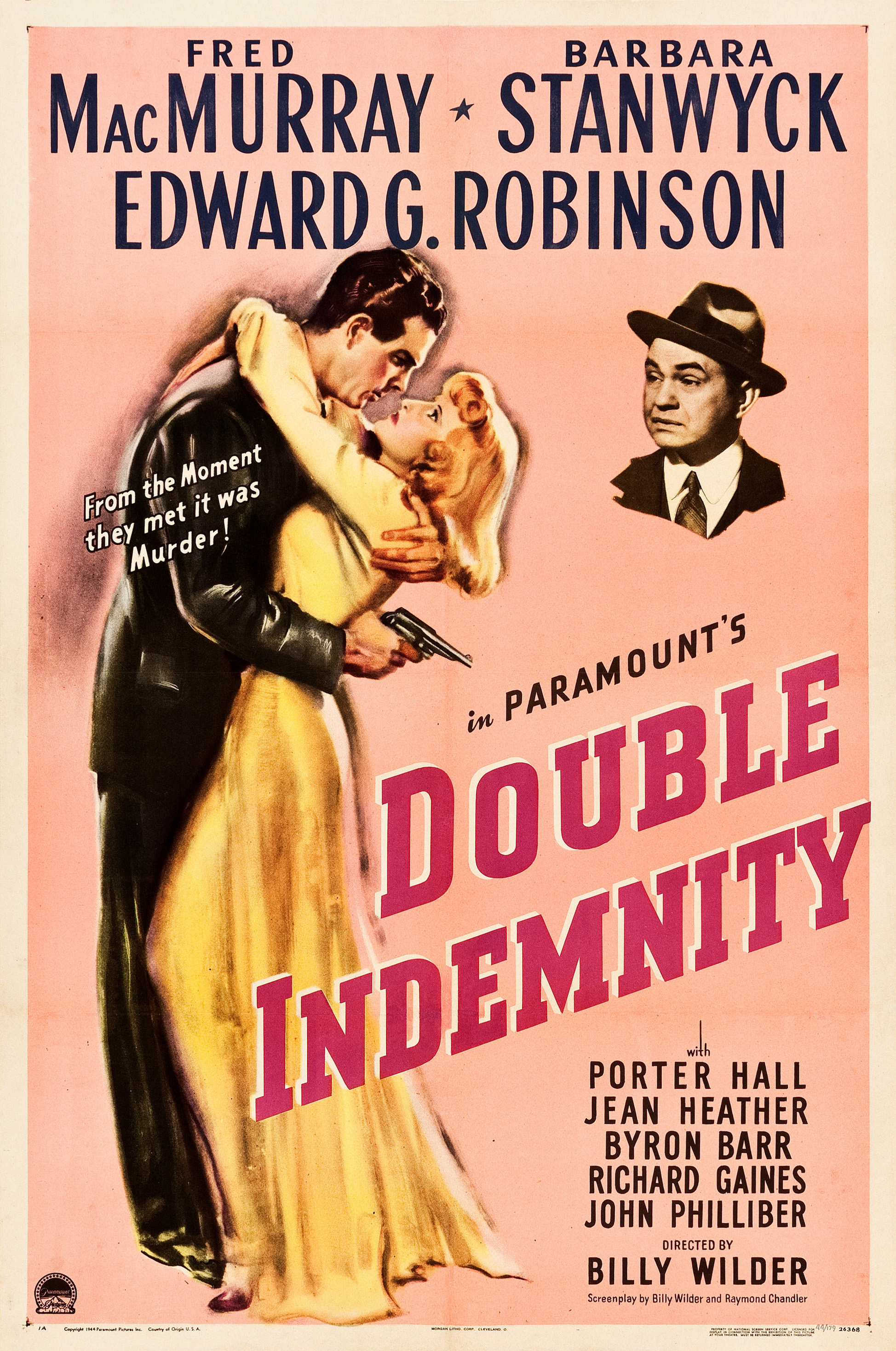
Double Indemnity (1944).
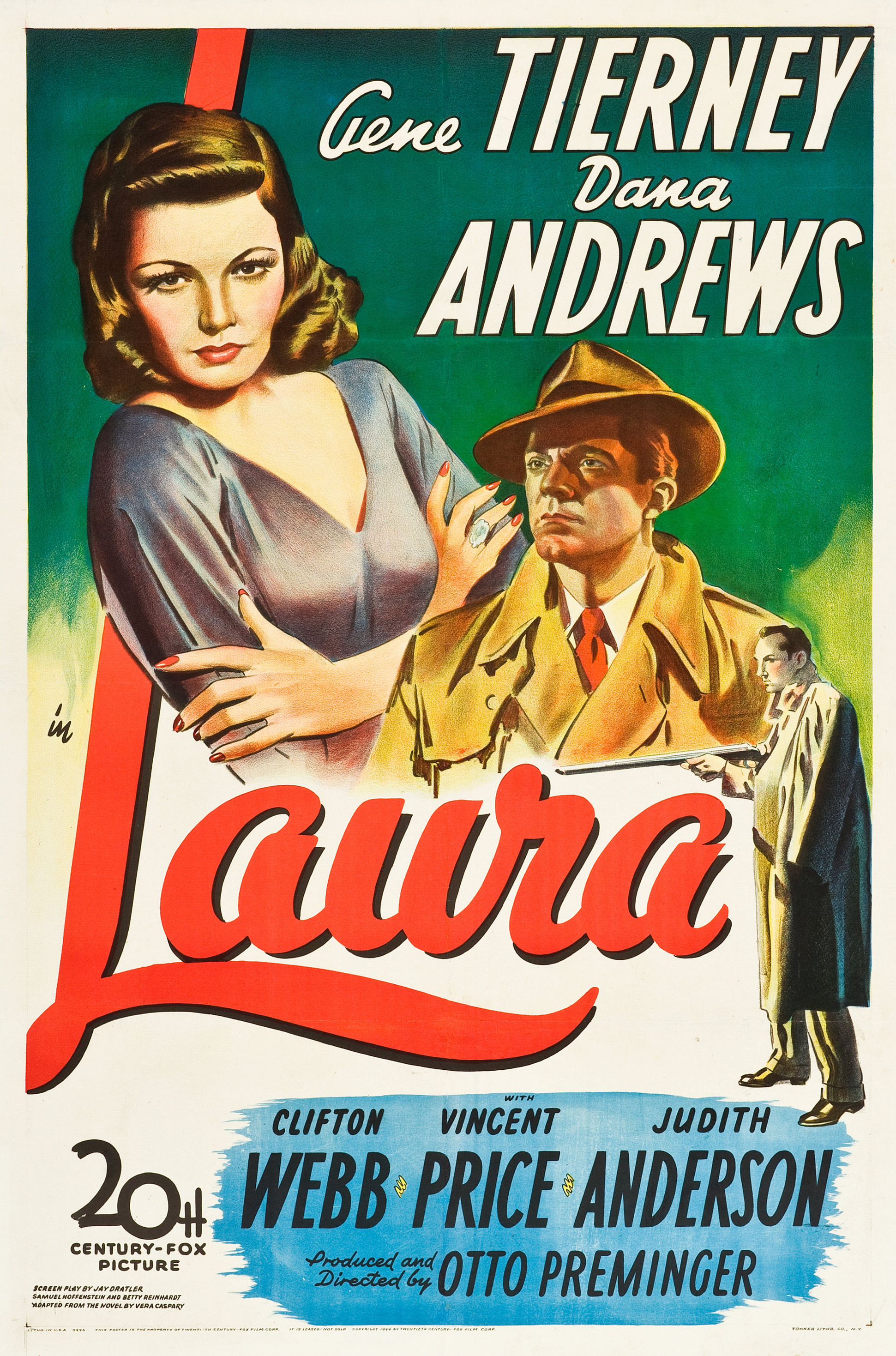
Laura (1944).
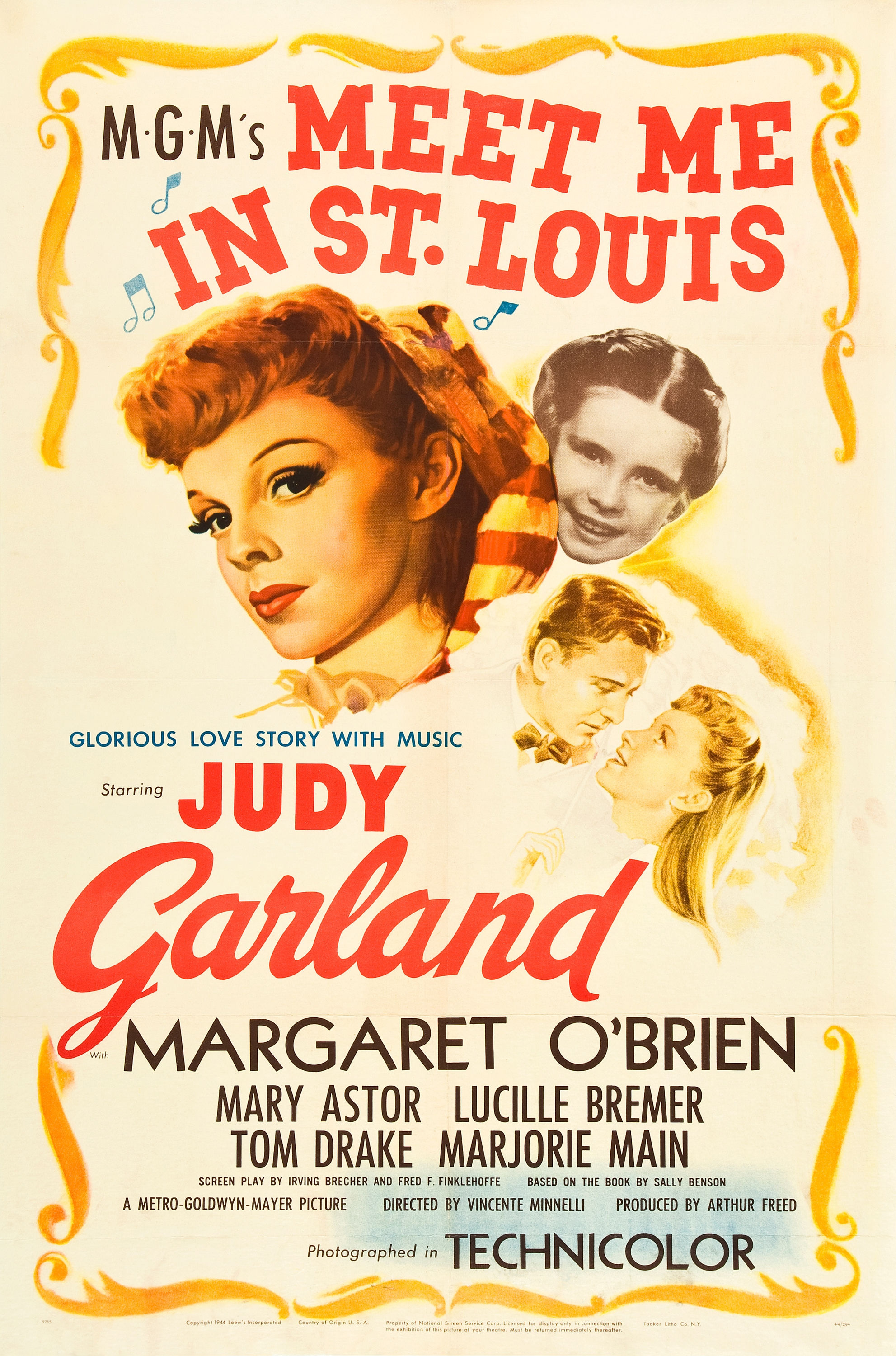
Meet Me in St. Louis (1944).
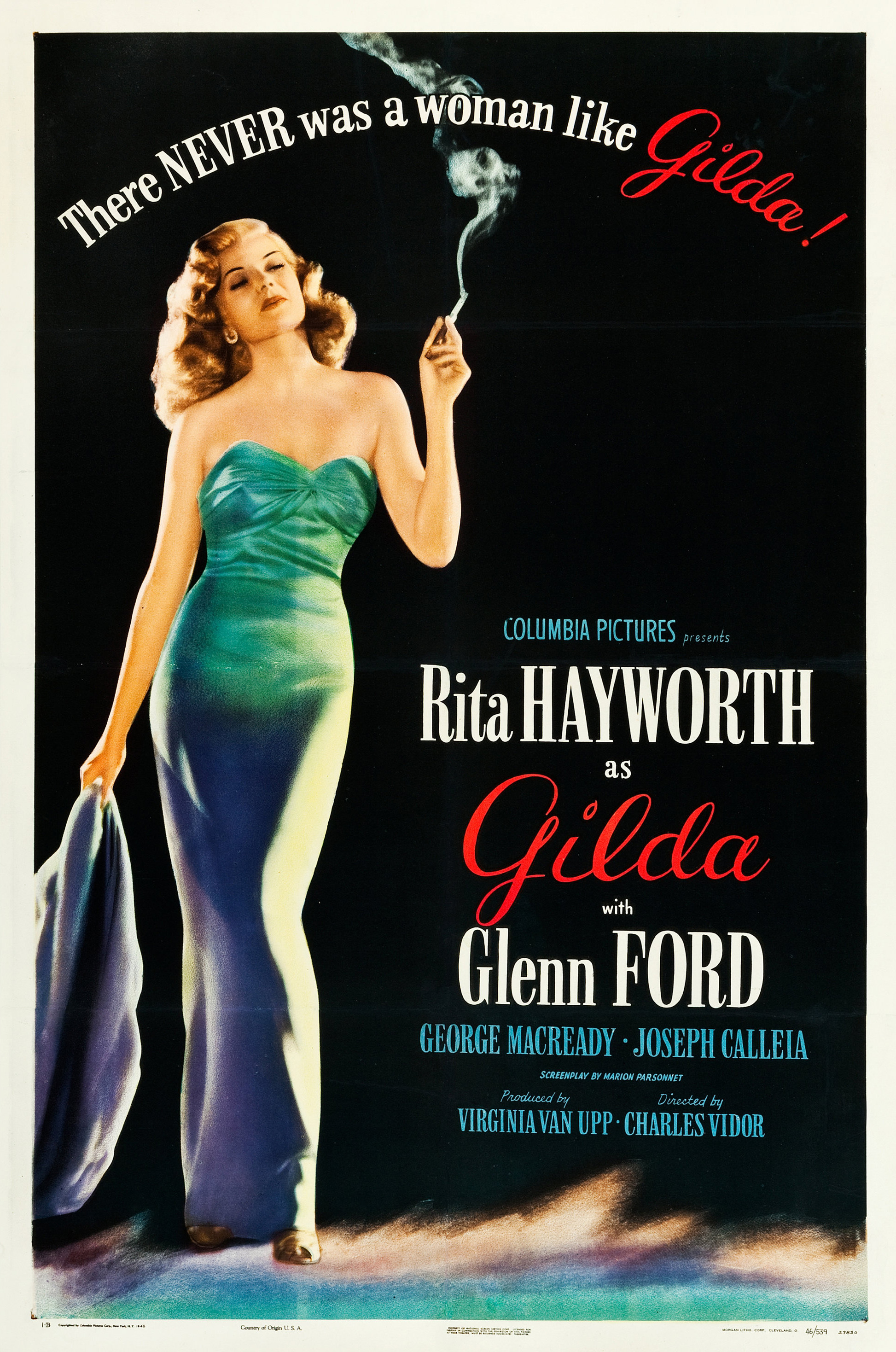
Gilda (1946).
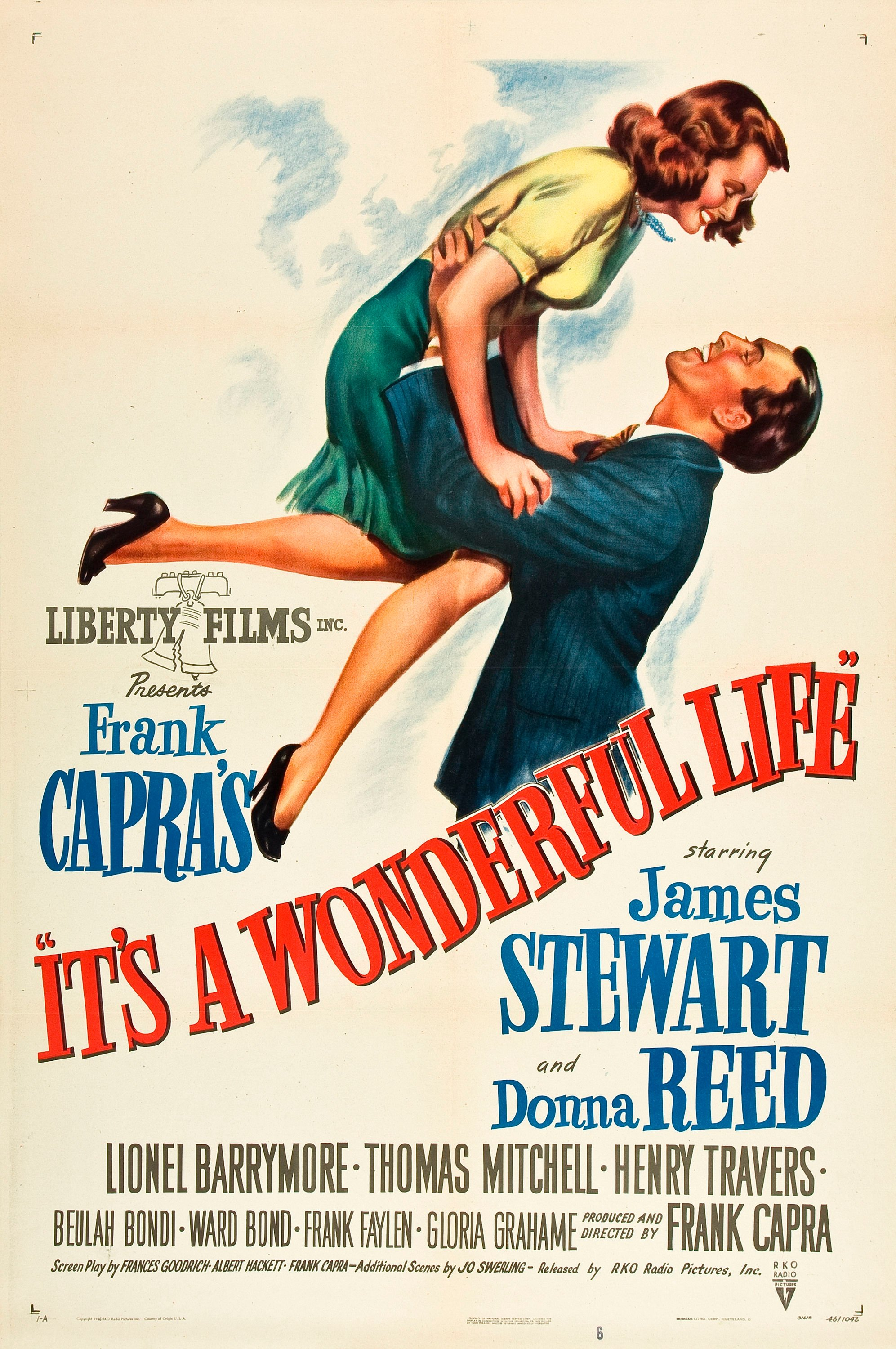
Qué bello es vivir (1946).
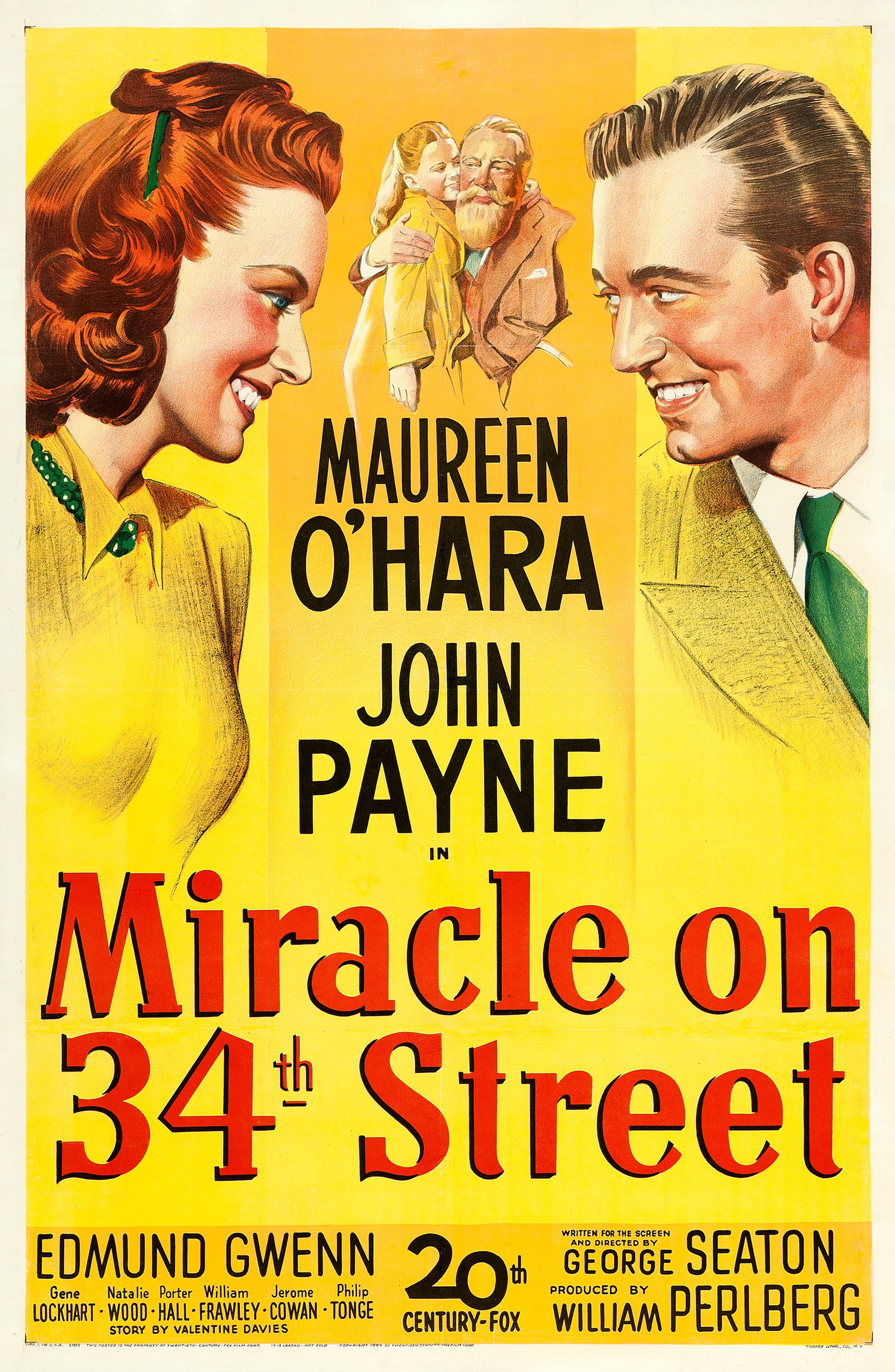
Miracle on 34th Street (1947).
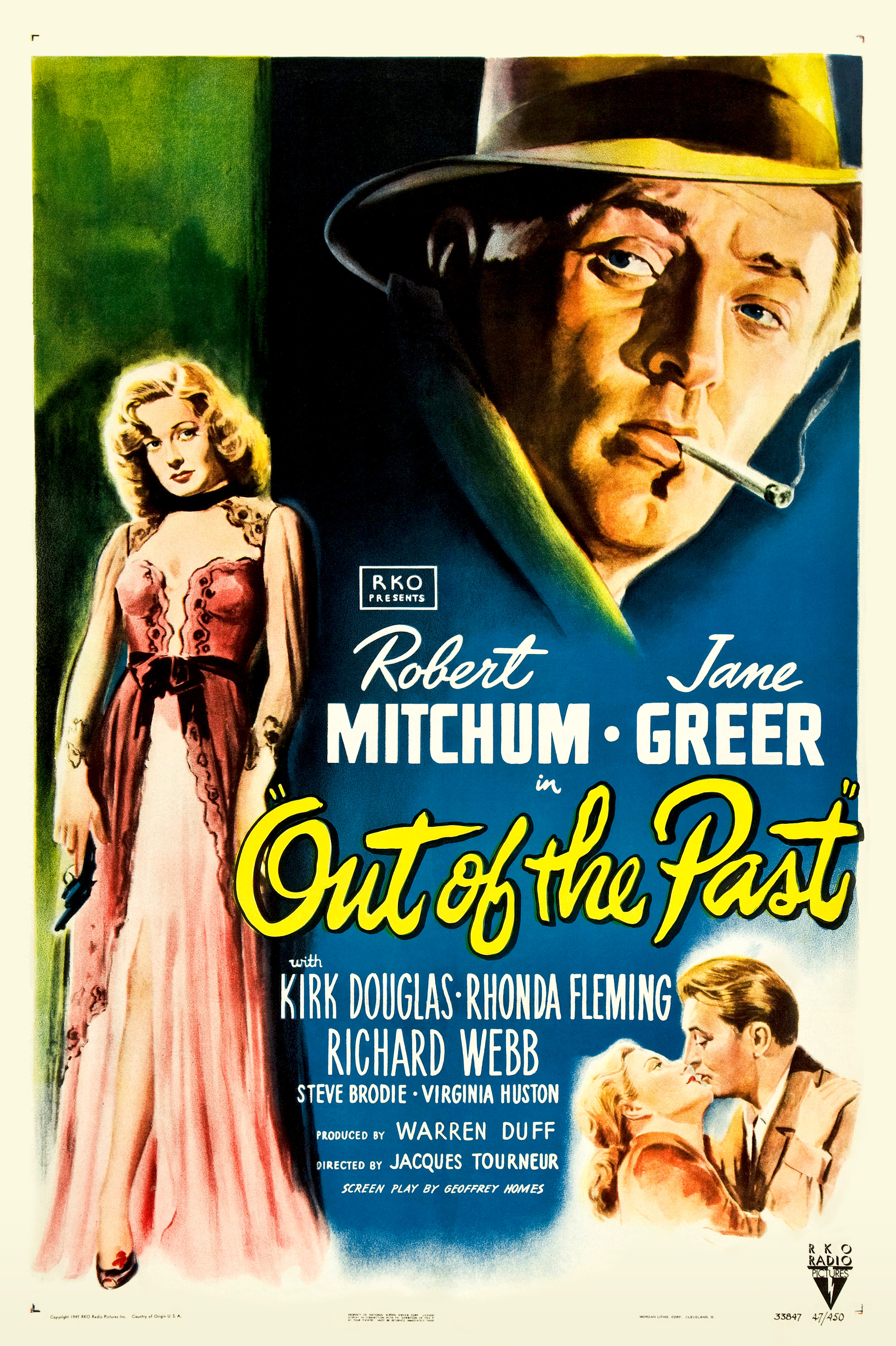
Out of the Past (1947).
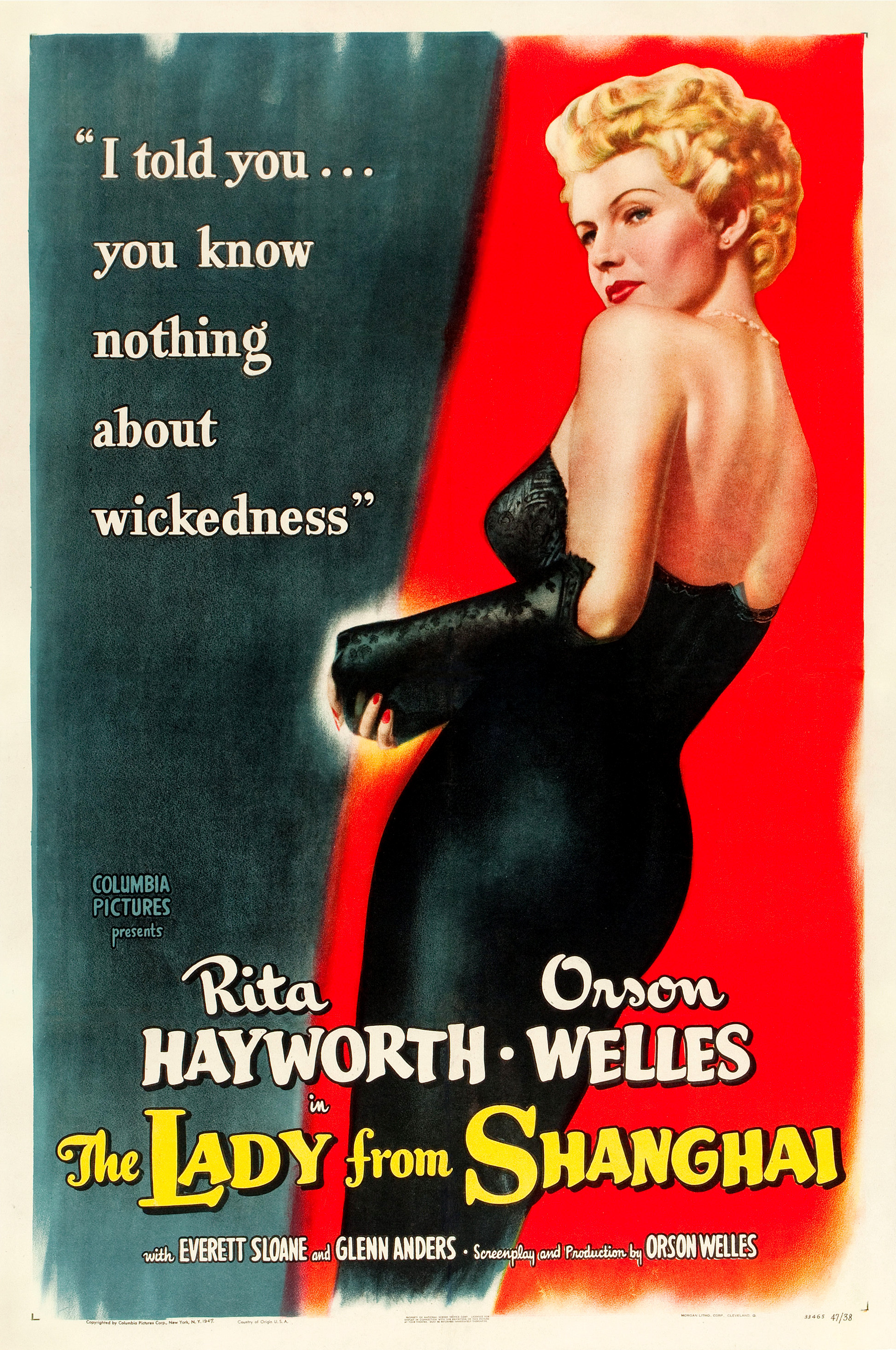
La dama de Shanghái (1947).
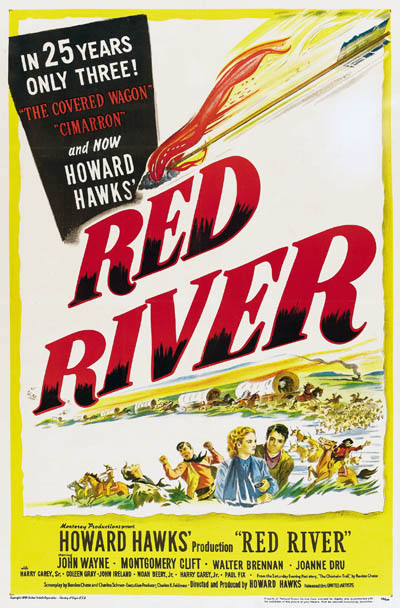
Río Rojo (1948).
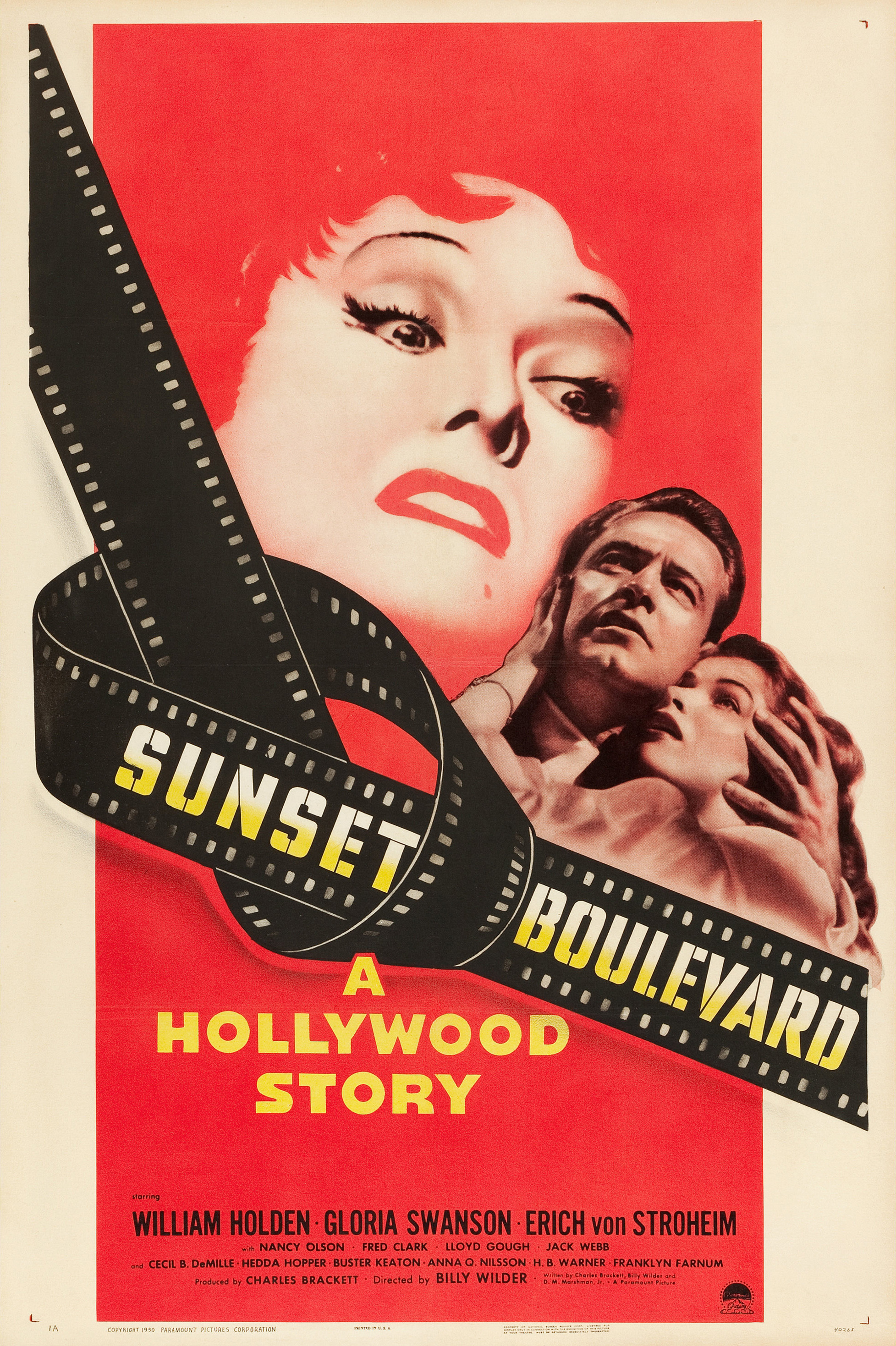
Sunset Boulevard (1950).
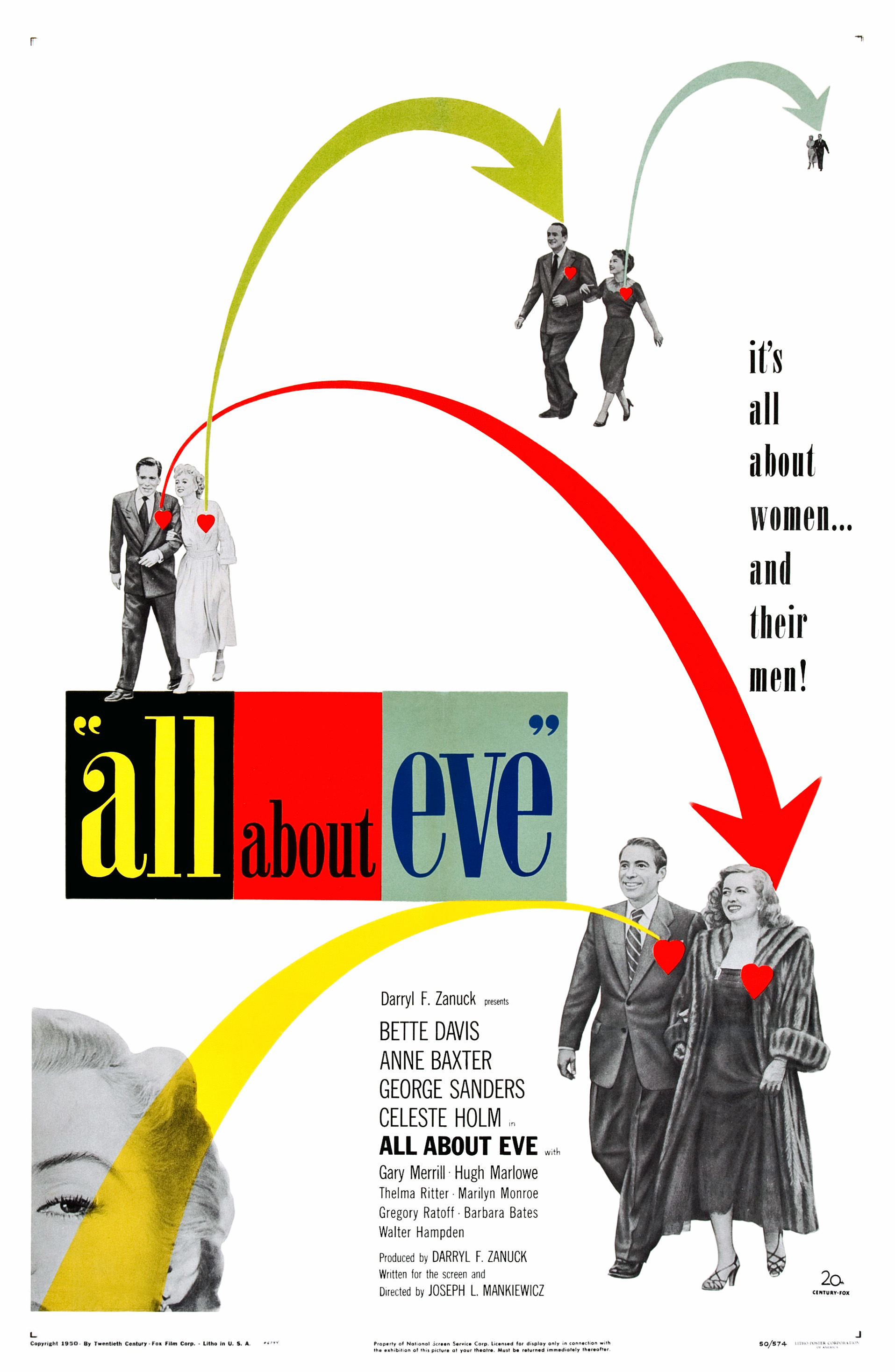
[[All About Eve (1950 poster - retouch).jpg|All About Eve (1950).
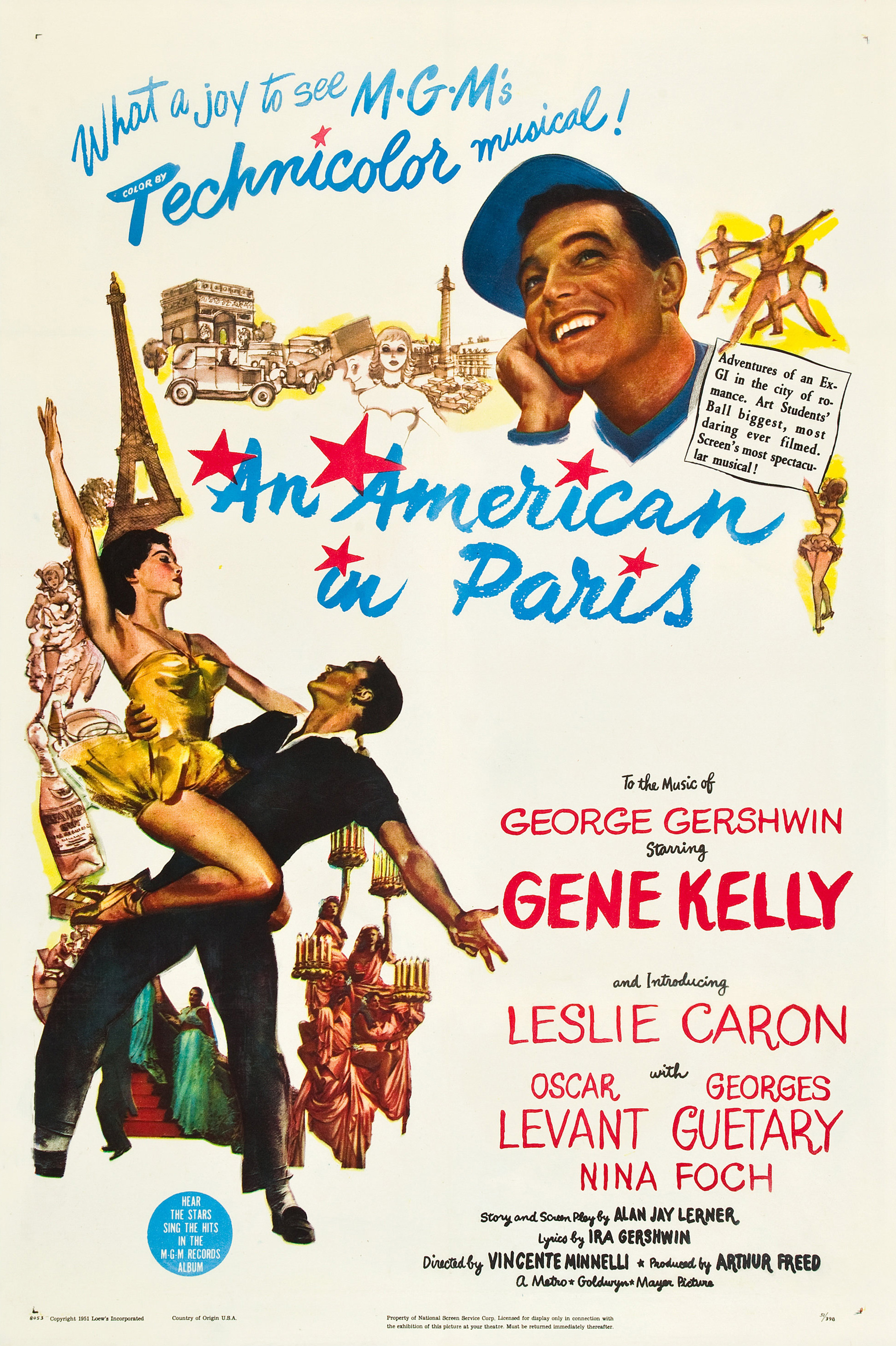
Un americano en París (1951).
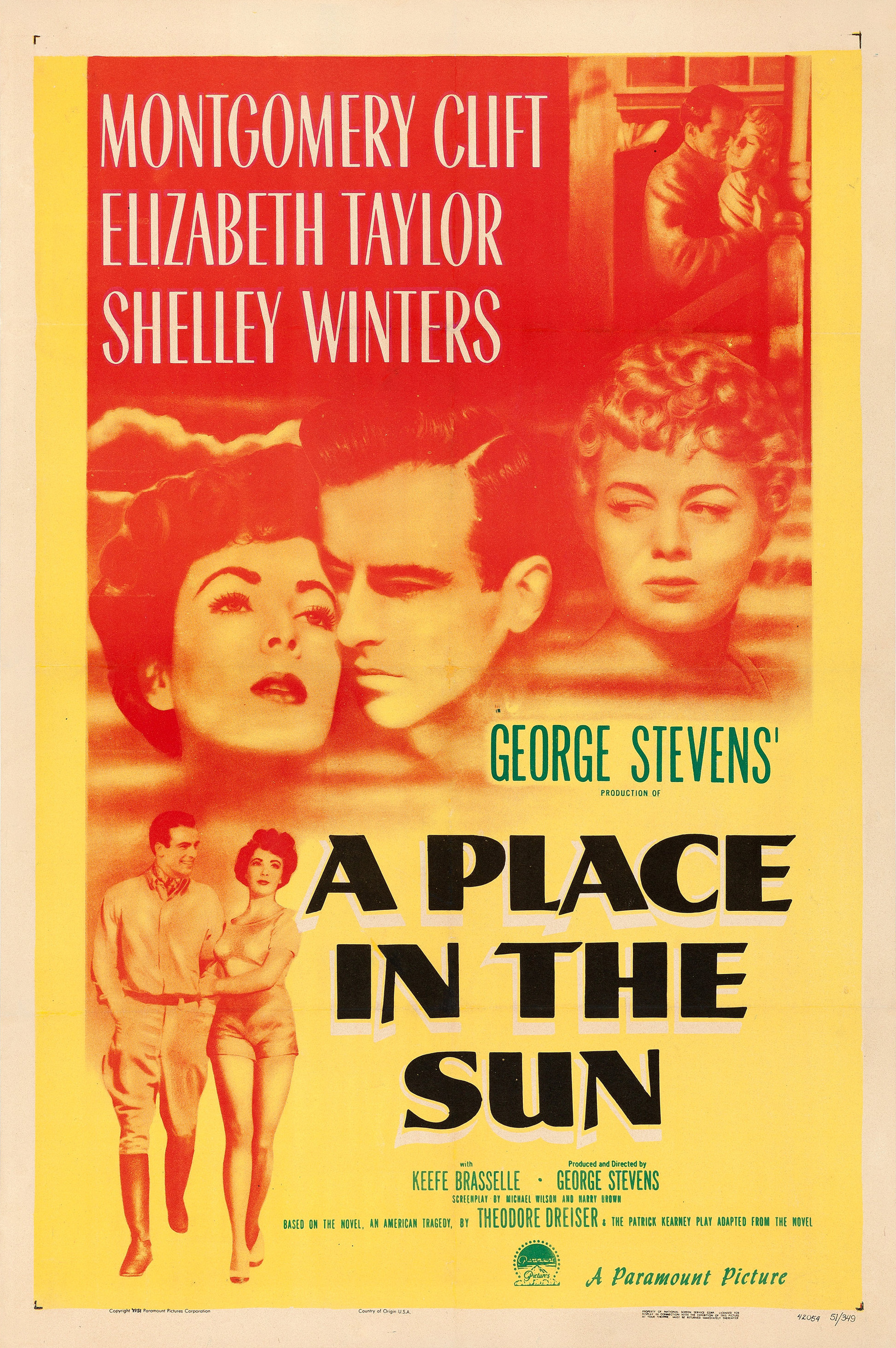
A Place in the Sun (1951).
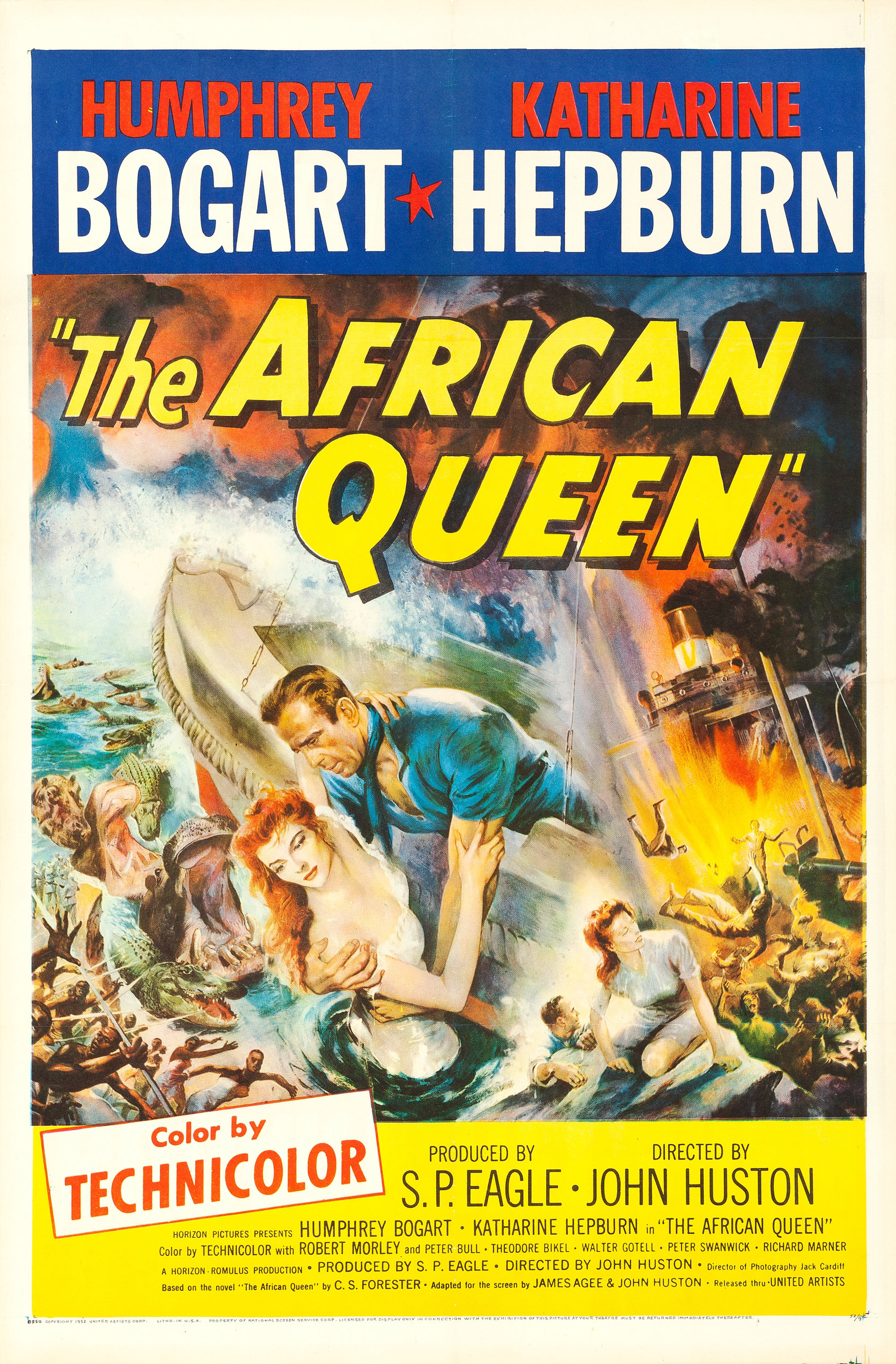
The African Queen (1951).
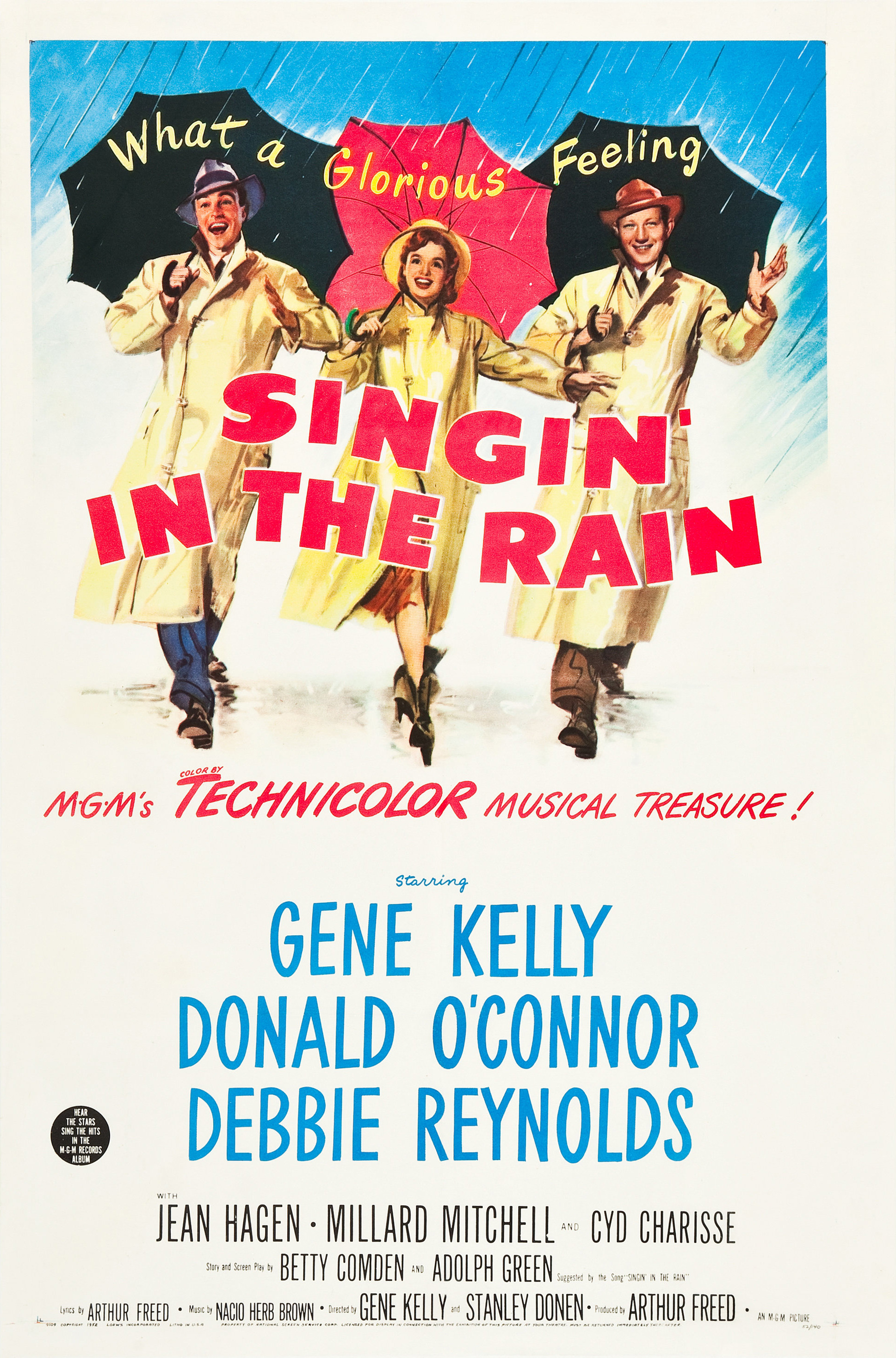
Cantando bajo la lluvia (1952).
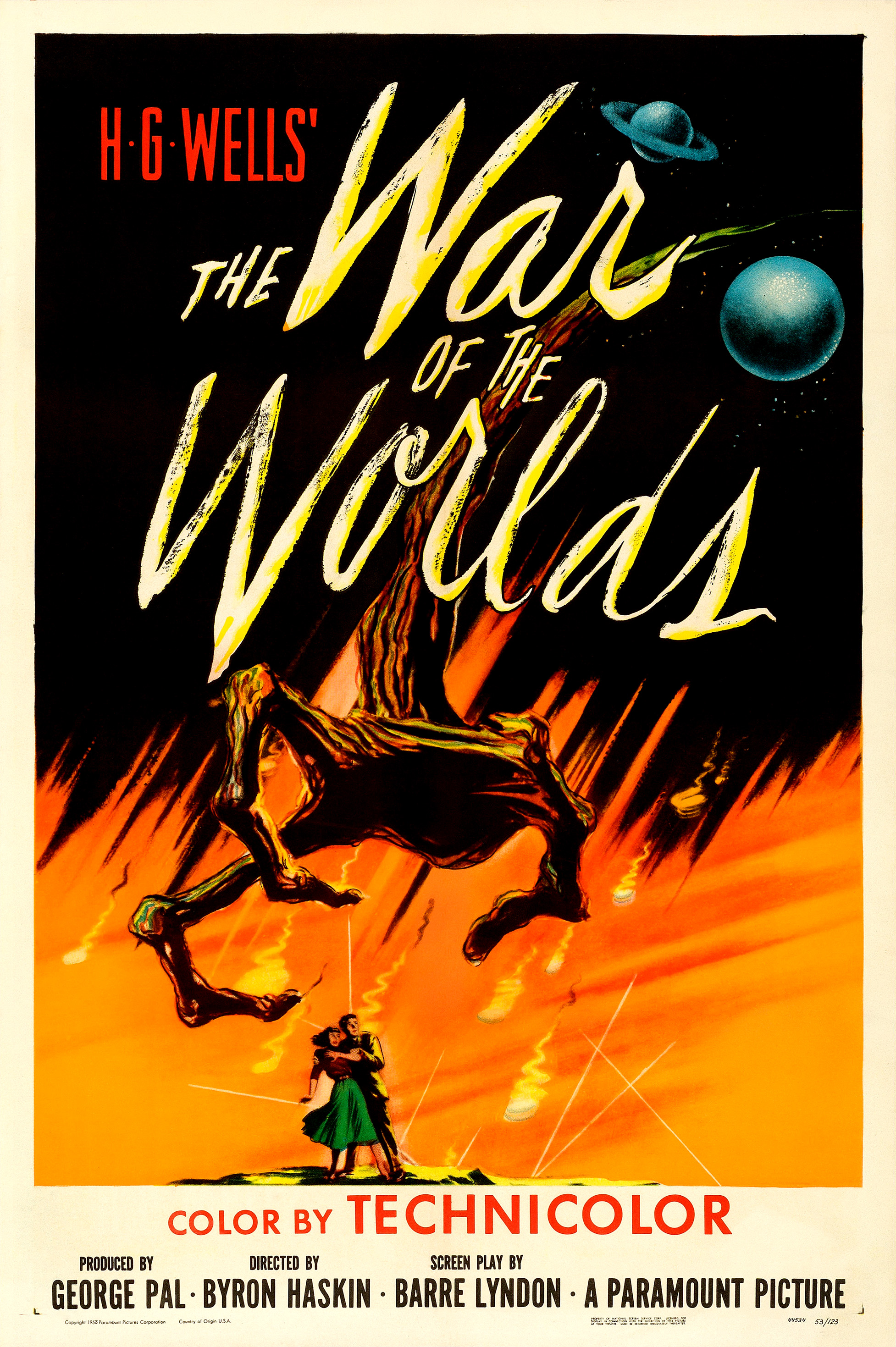
La guerra de los mundos (1953).
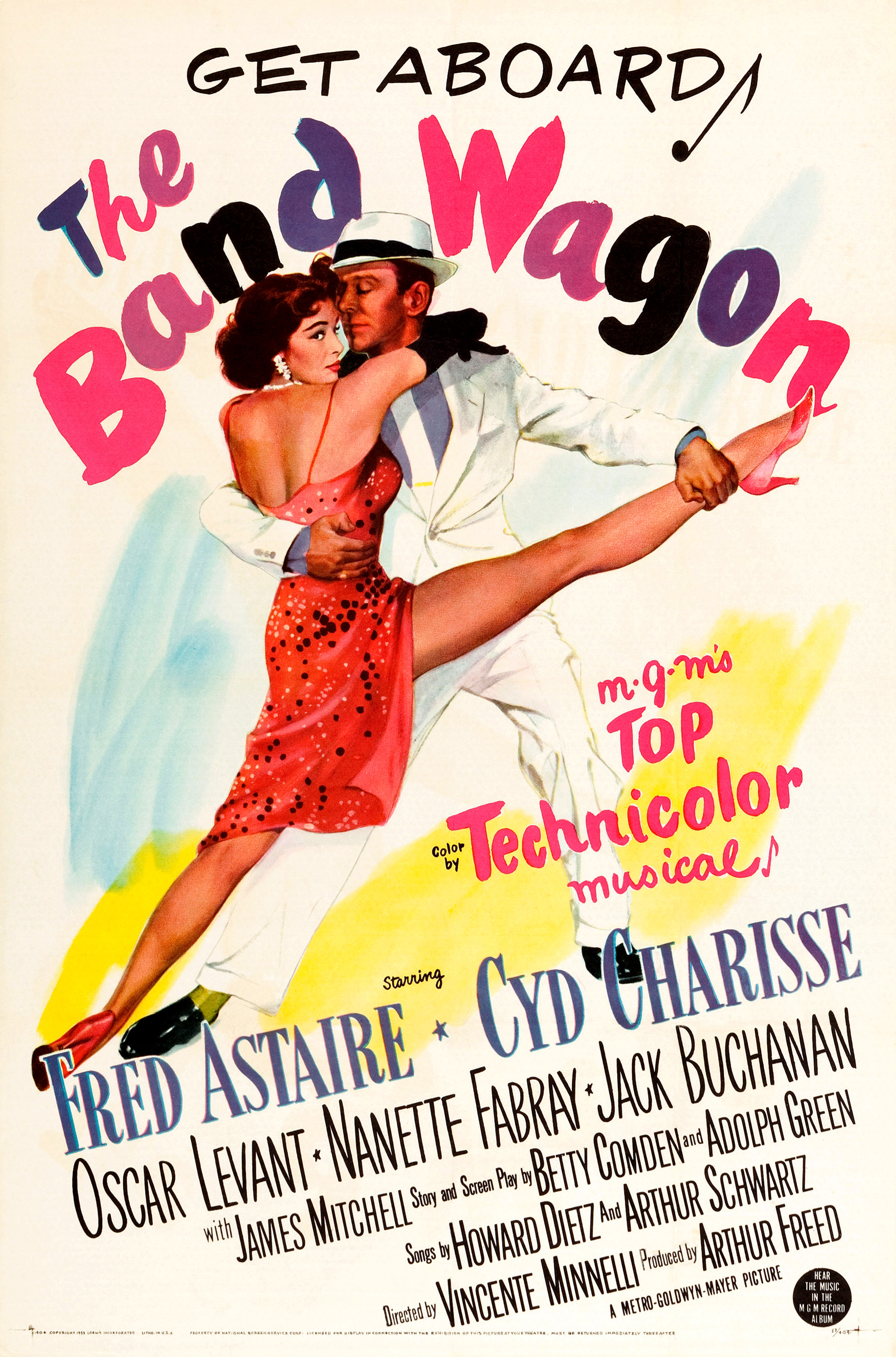
Melodías de Broadway (1953).
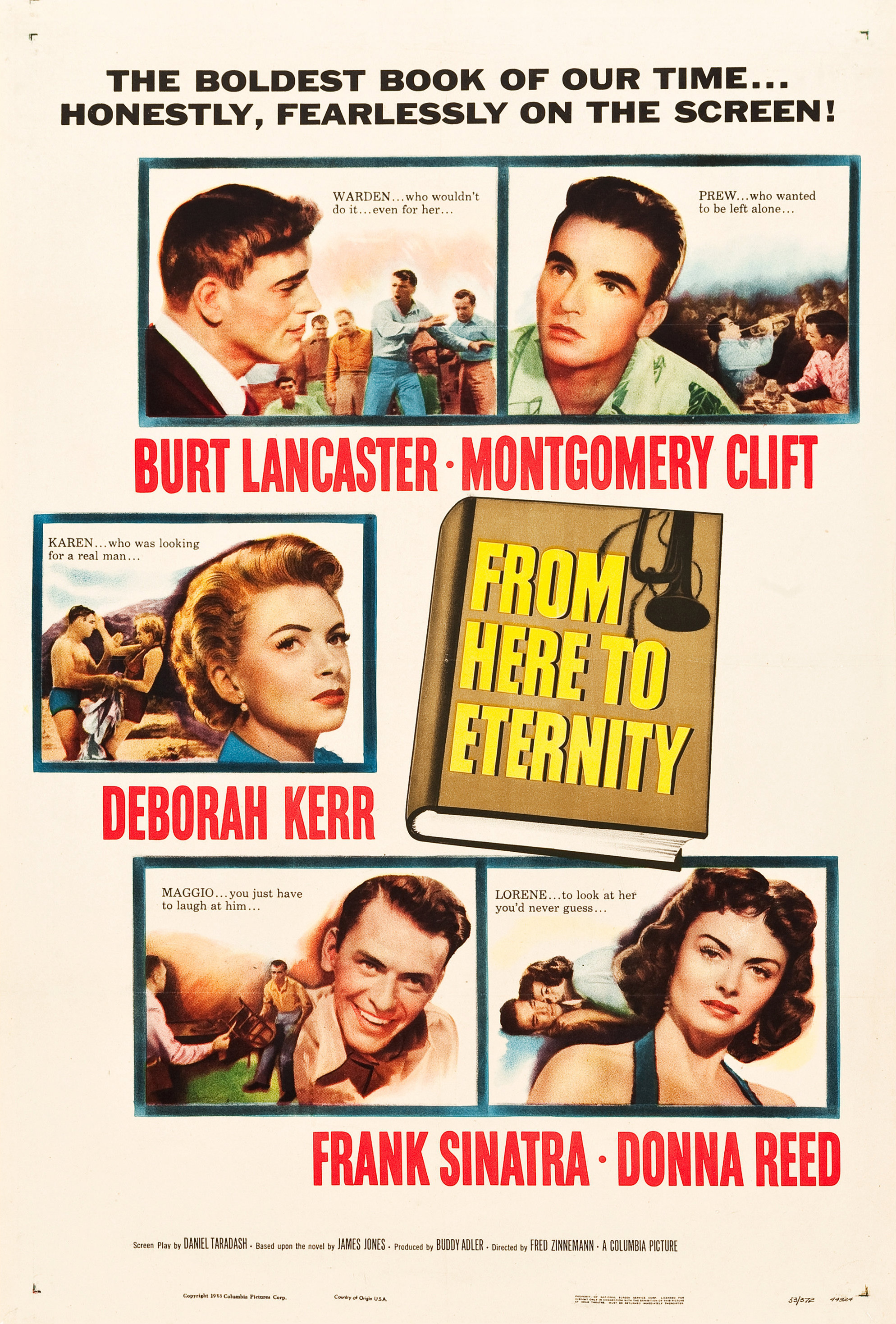
De aquí a la eternidad (1953).
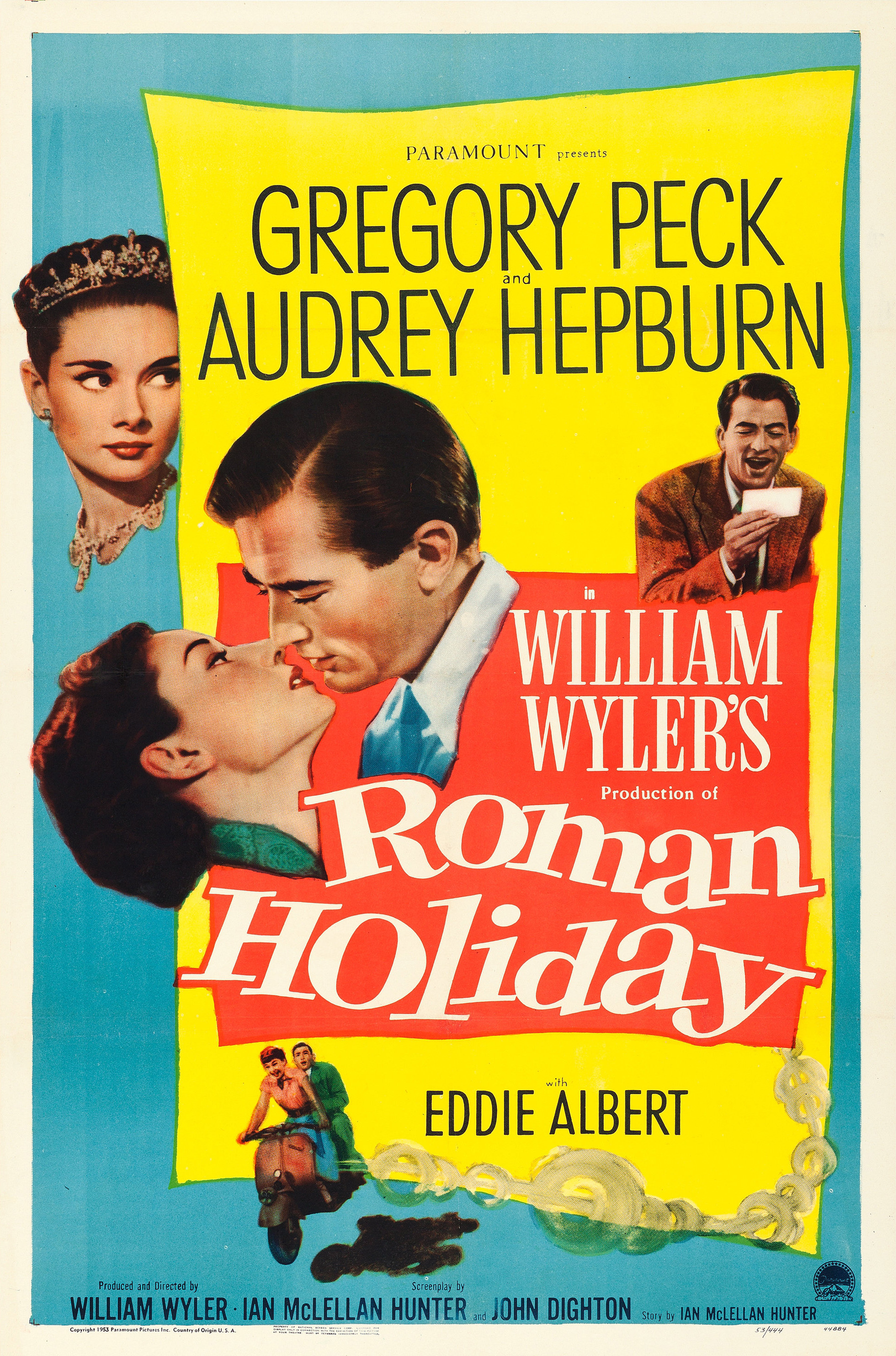
Roman Holiday (1953).
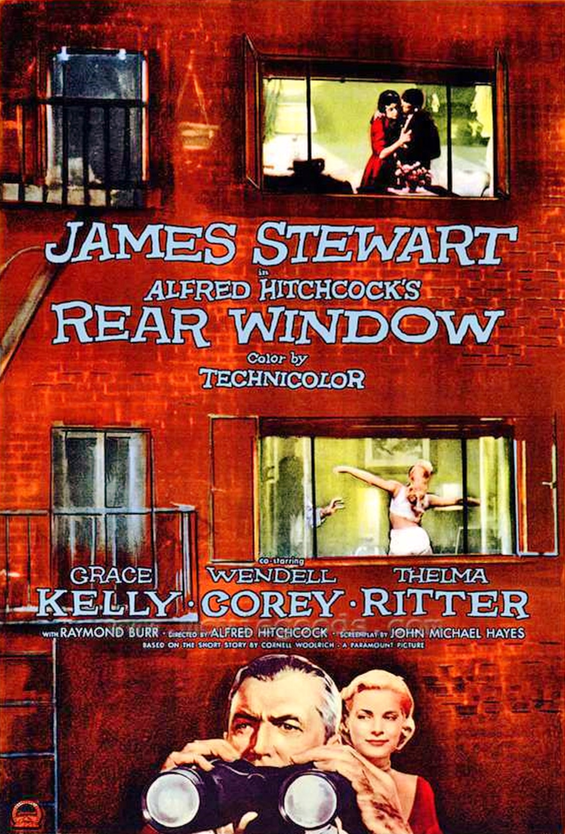
La ventana indiscreta (1954).
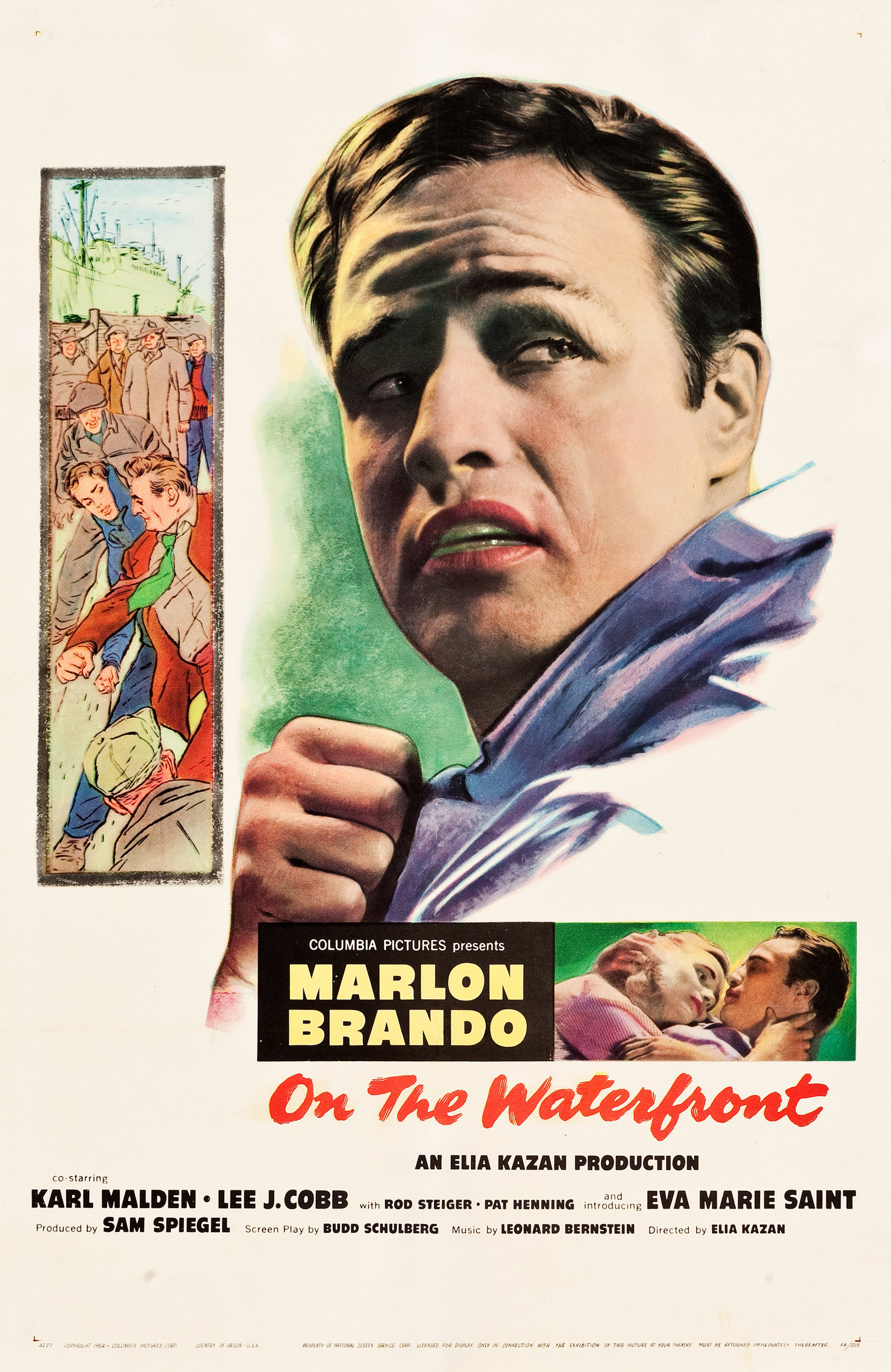
On the Waterfront (1954).
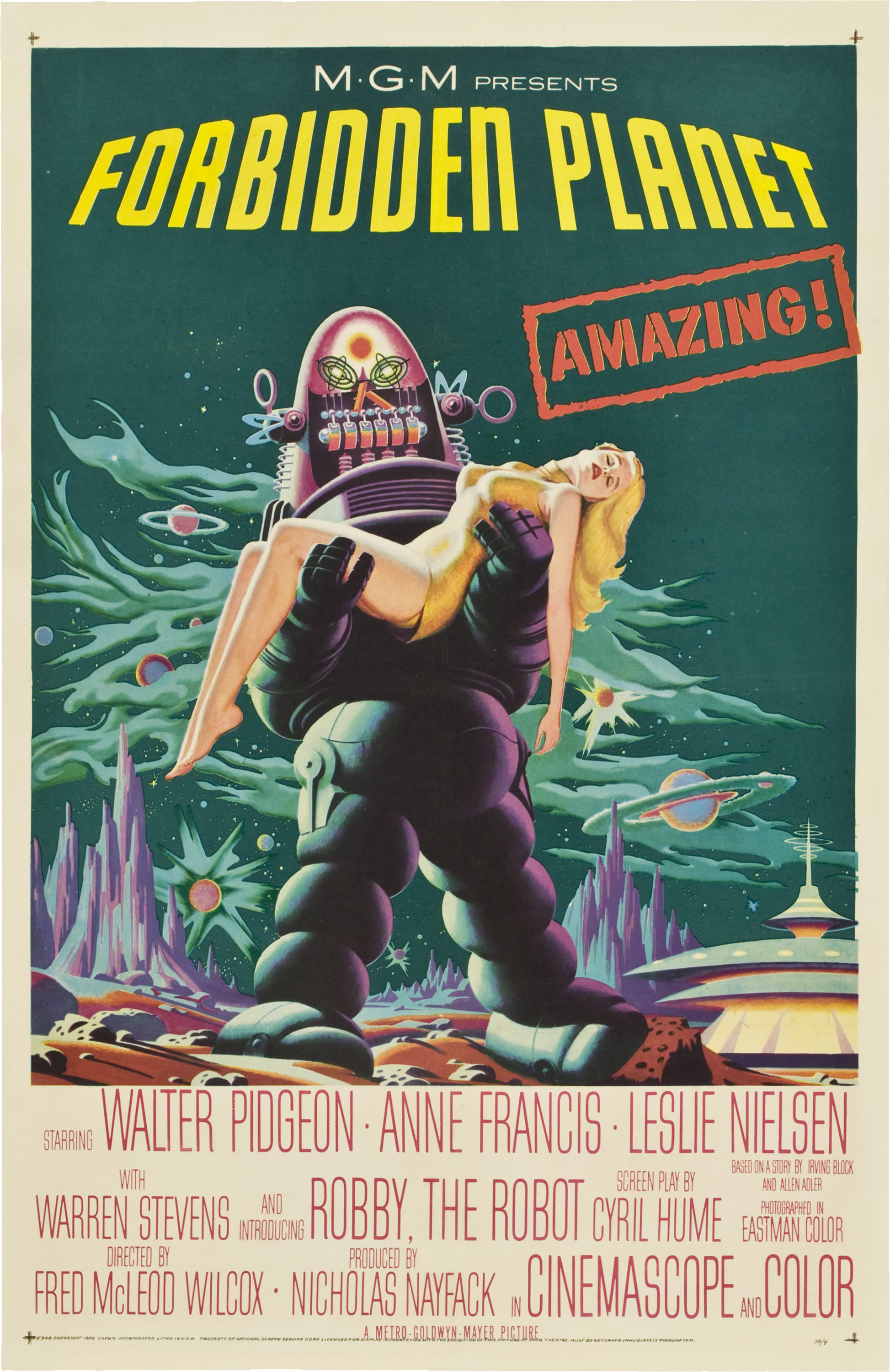
Forbidden Planet (1956).
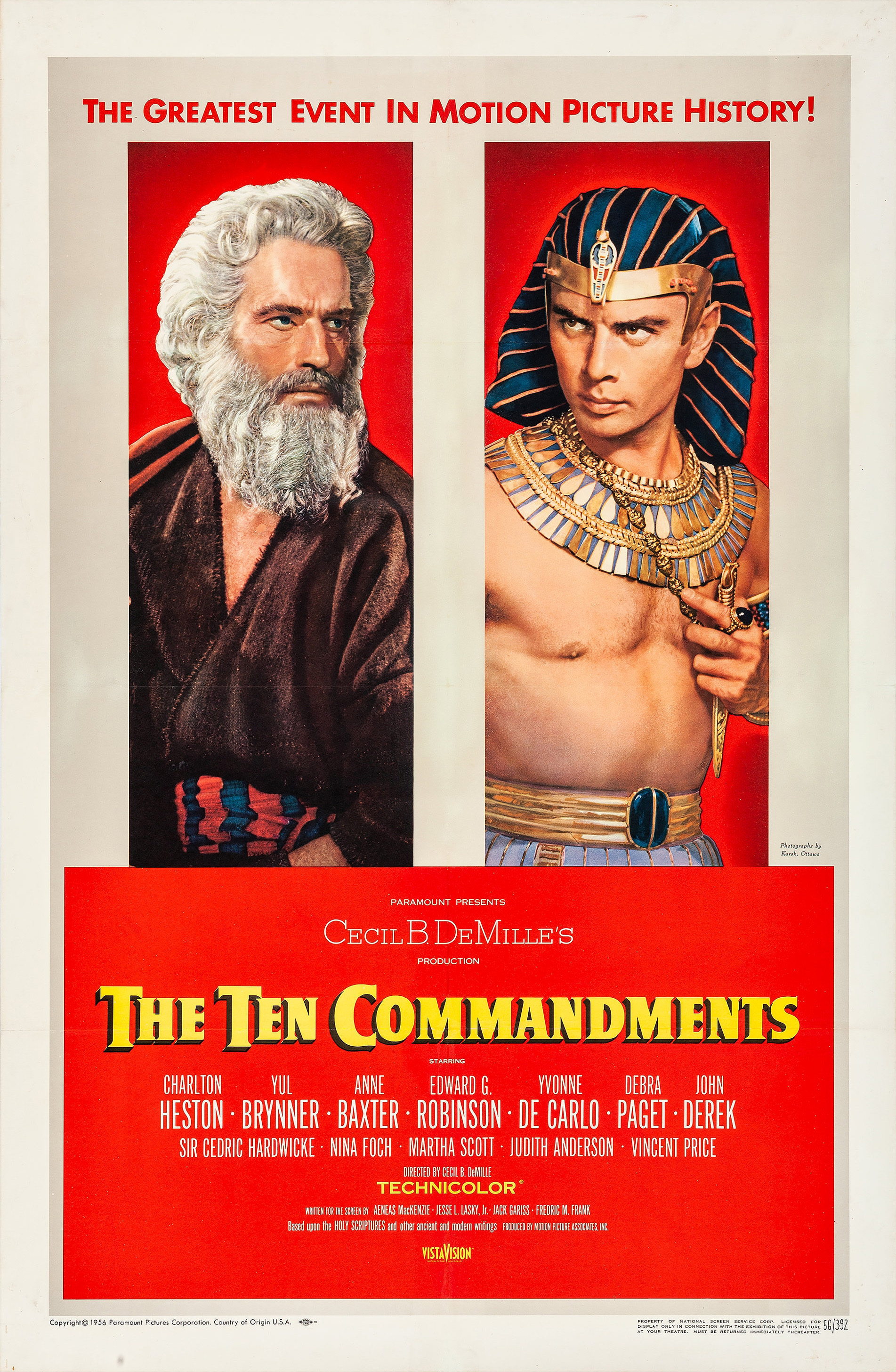
Los diez mandamientos (1956).
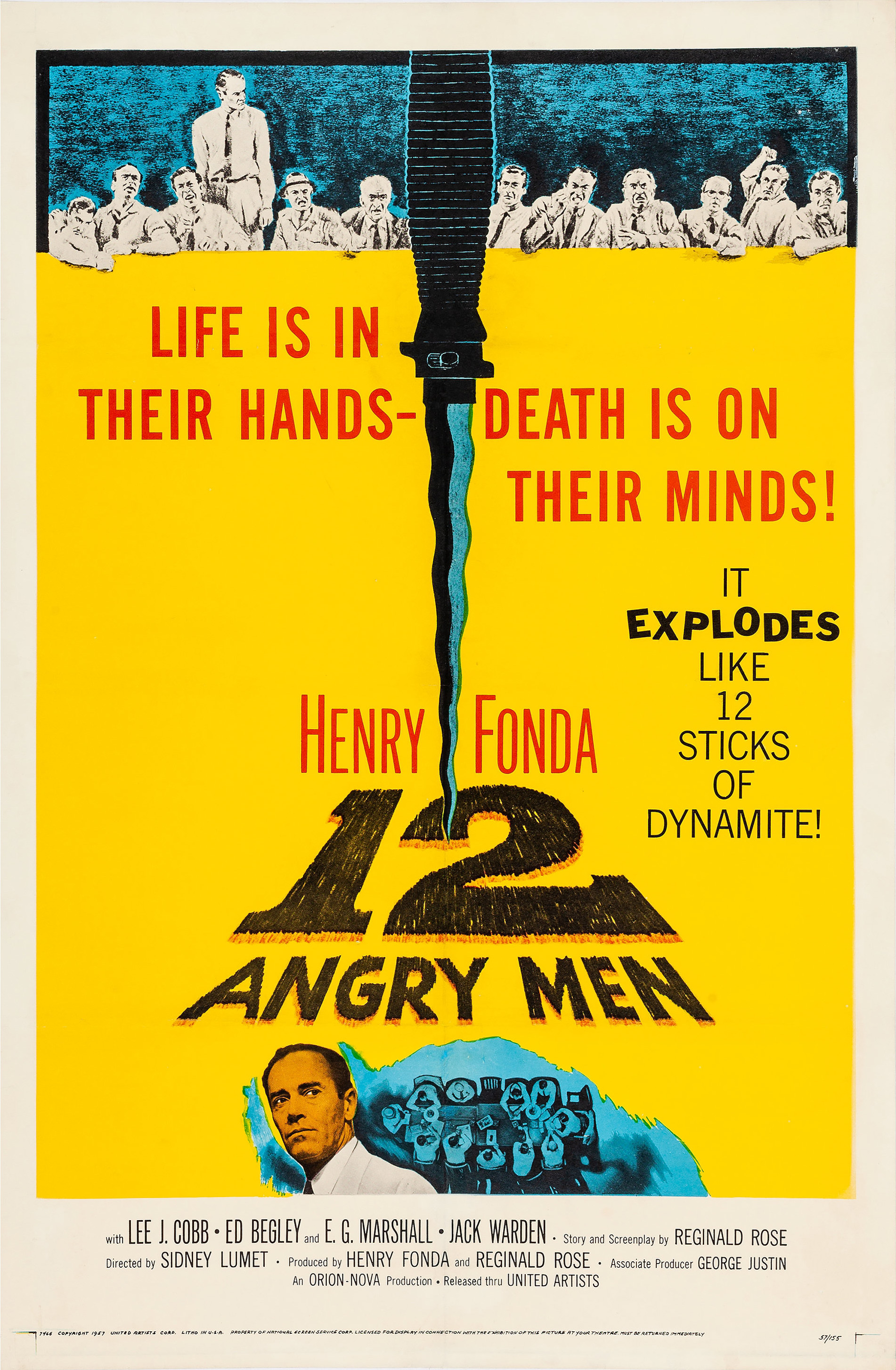
12 Angry Men (1957).
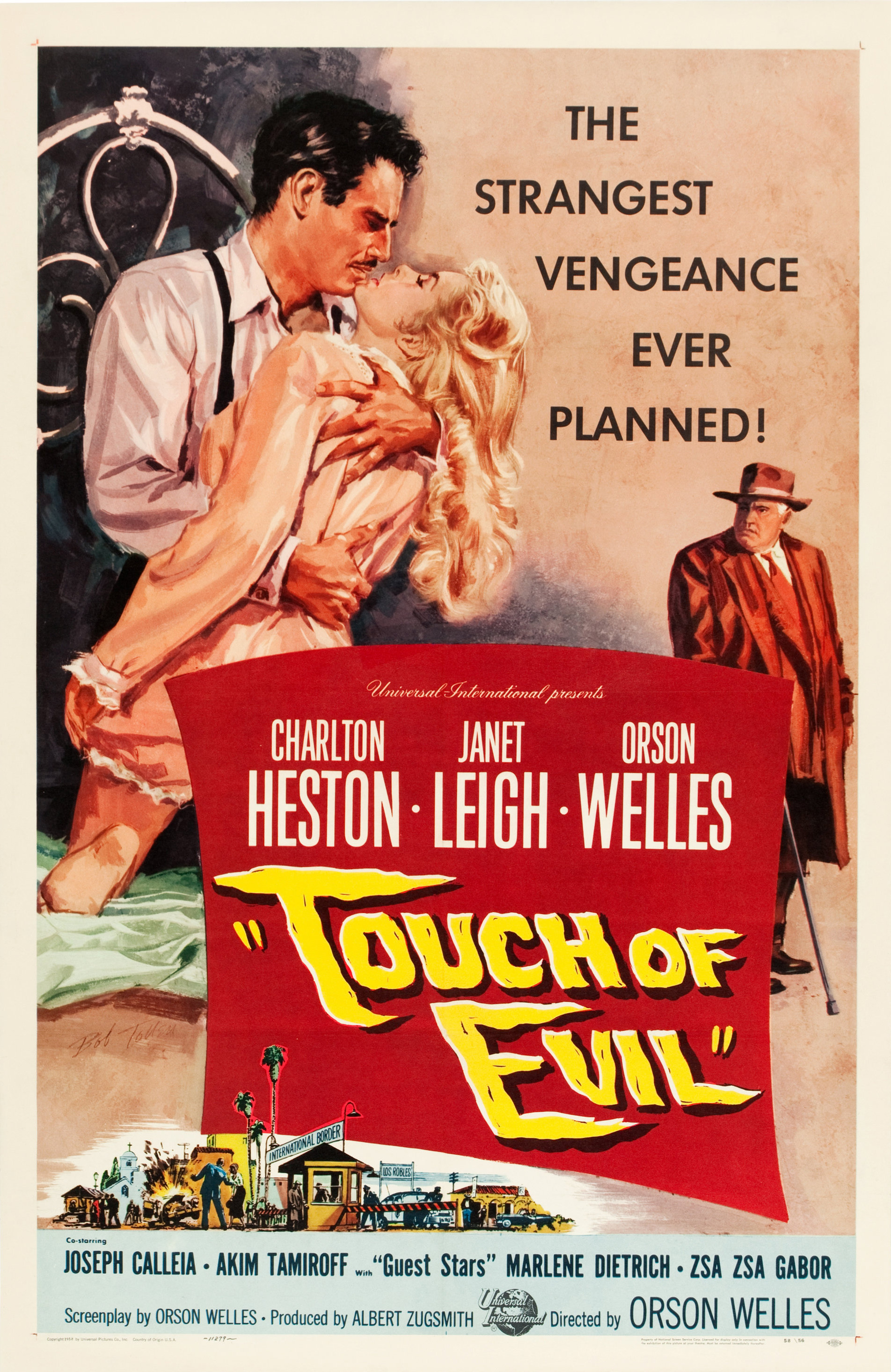
Touch of Evil (1958).
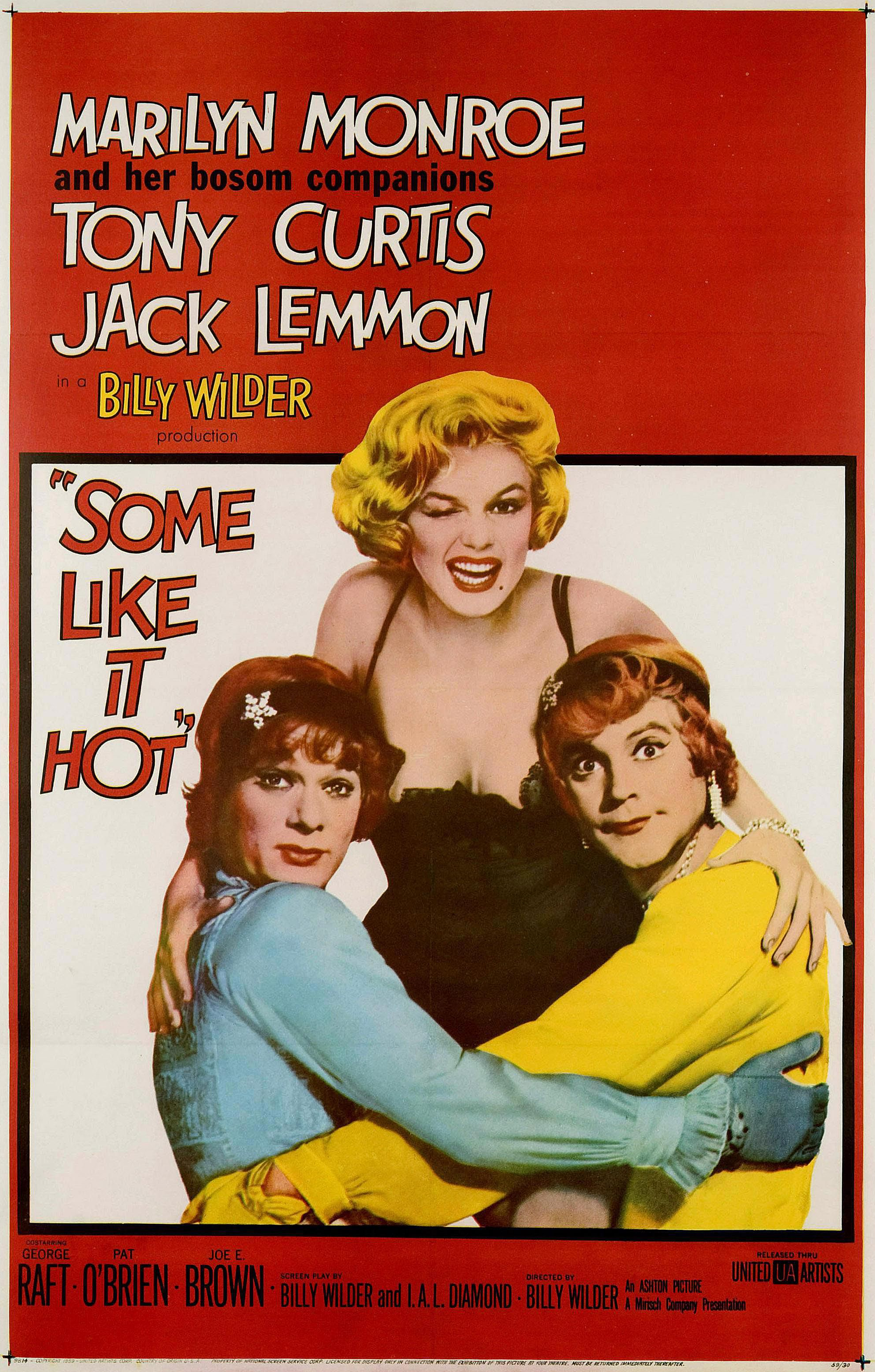
Some Like It Hot (1959).
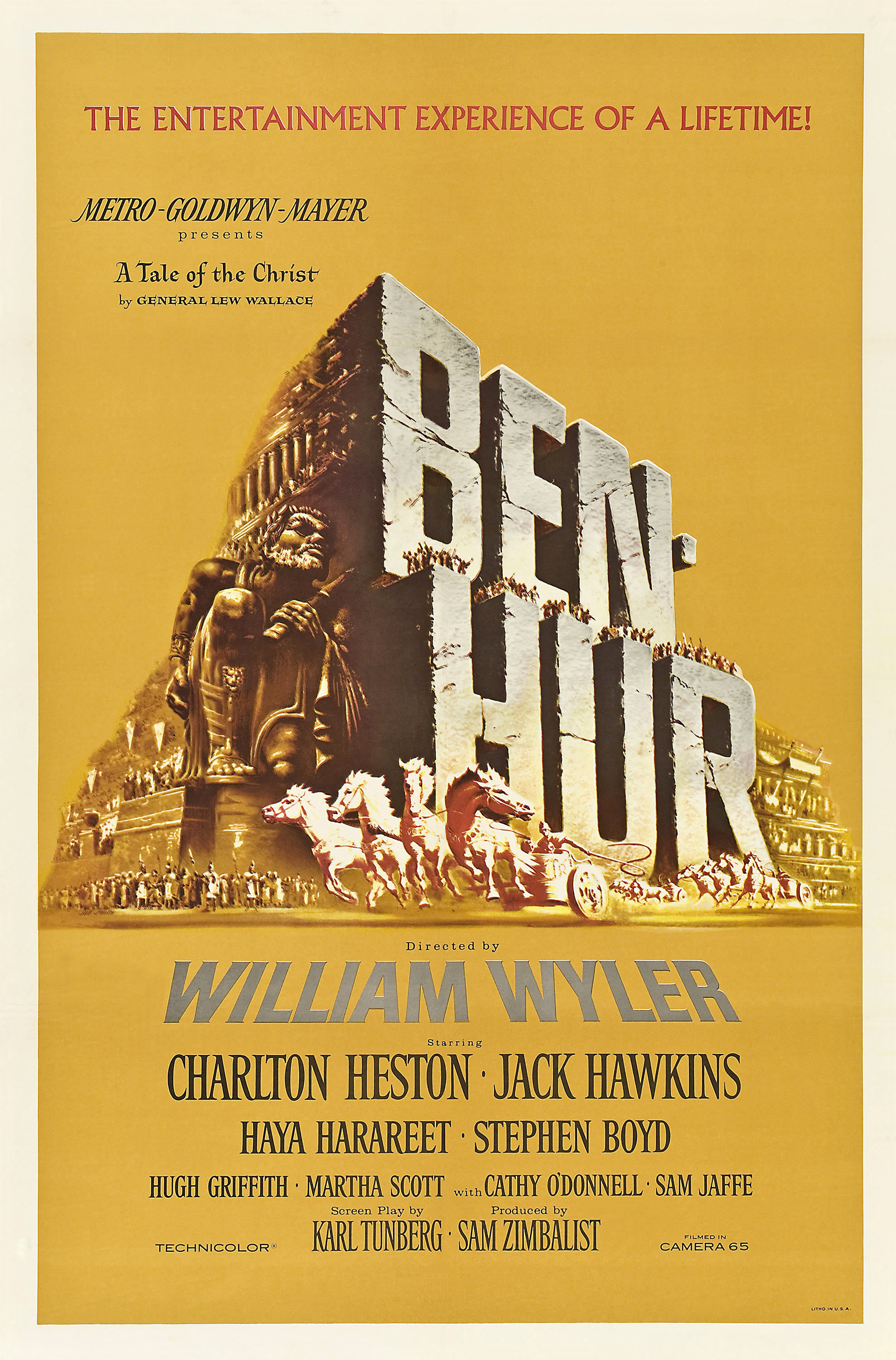
Ben-Hur (1959).
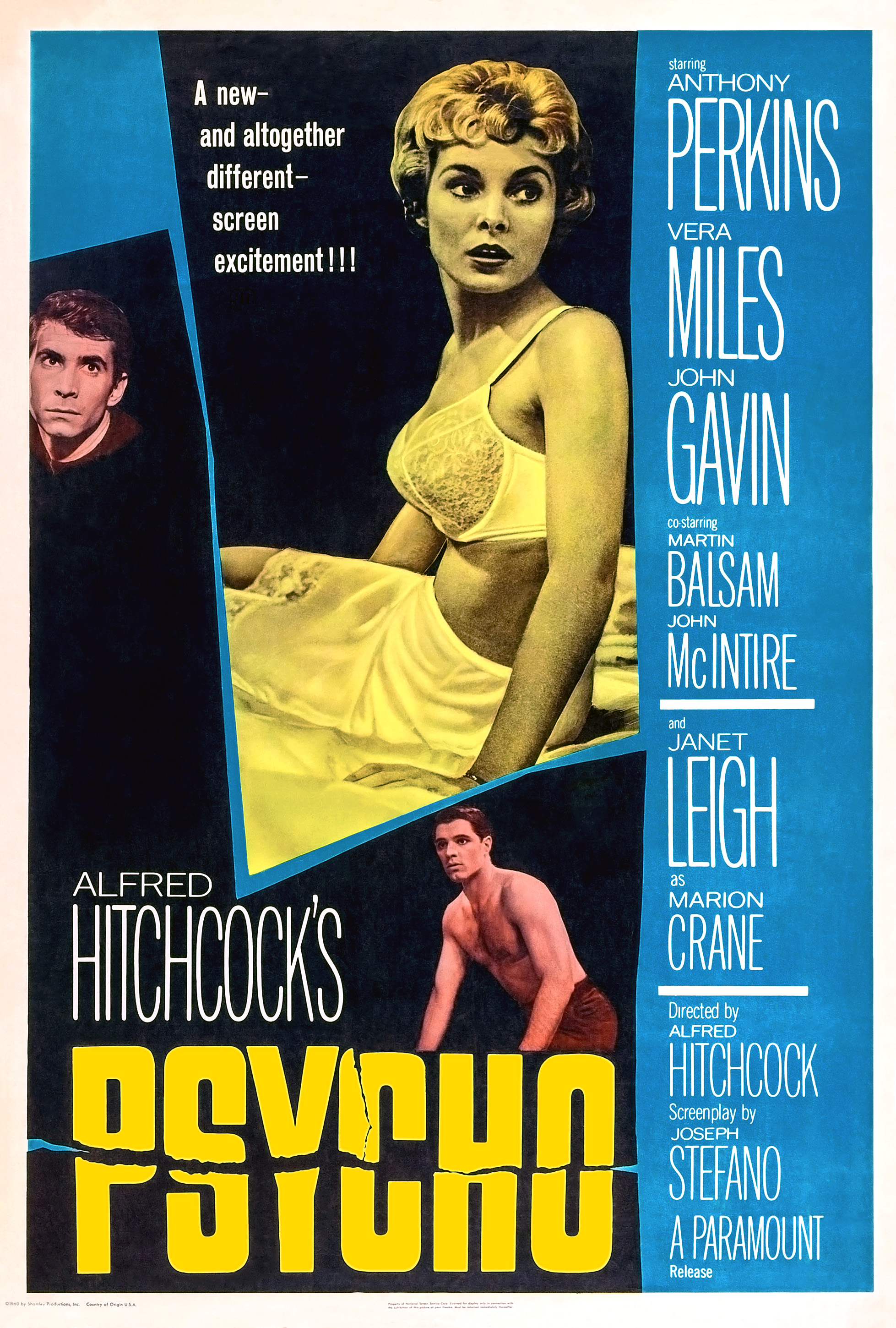
Psicosis (1960).
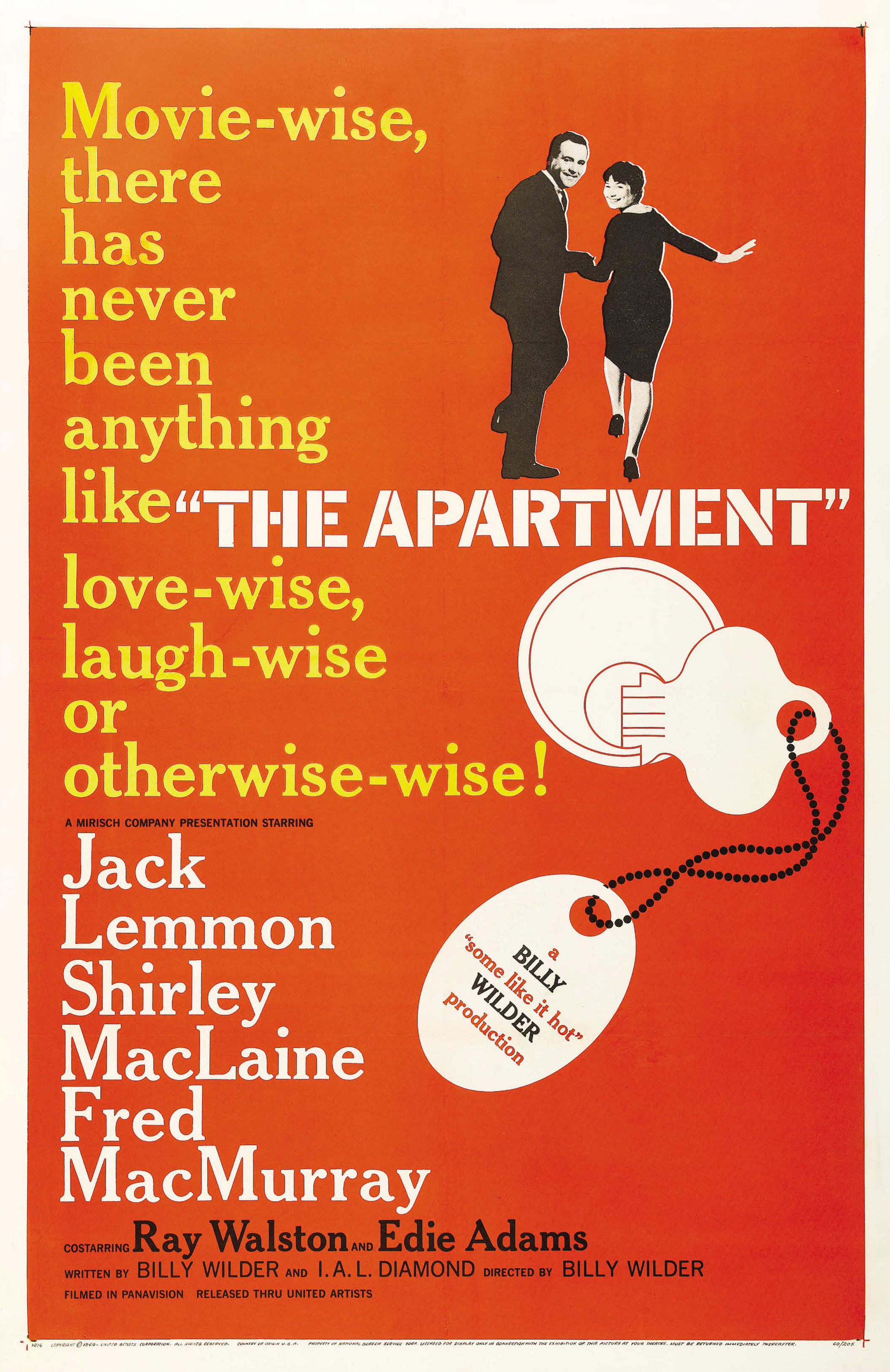
The Apartment (1960).
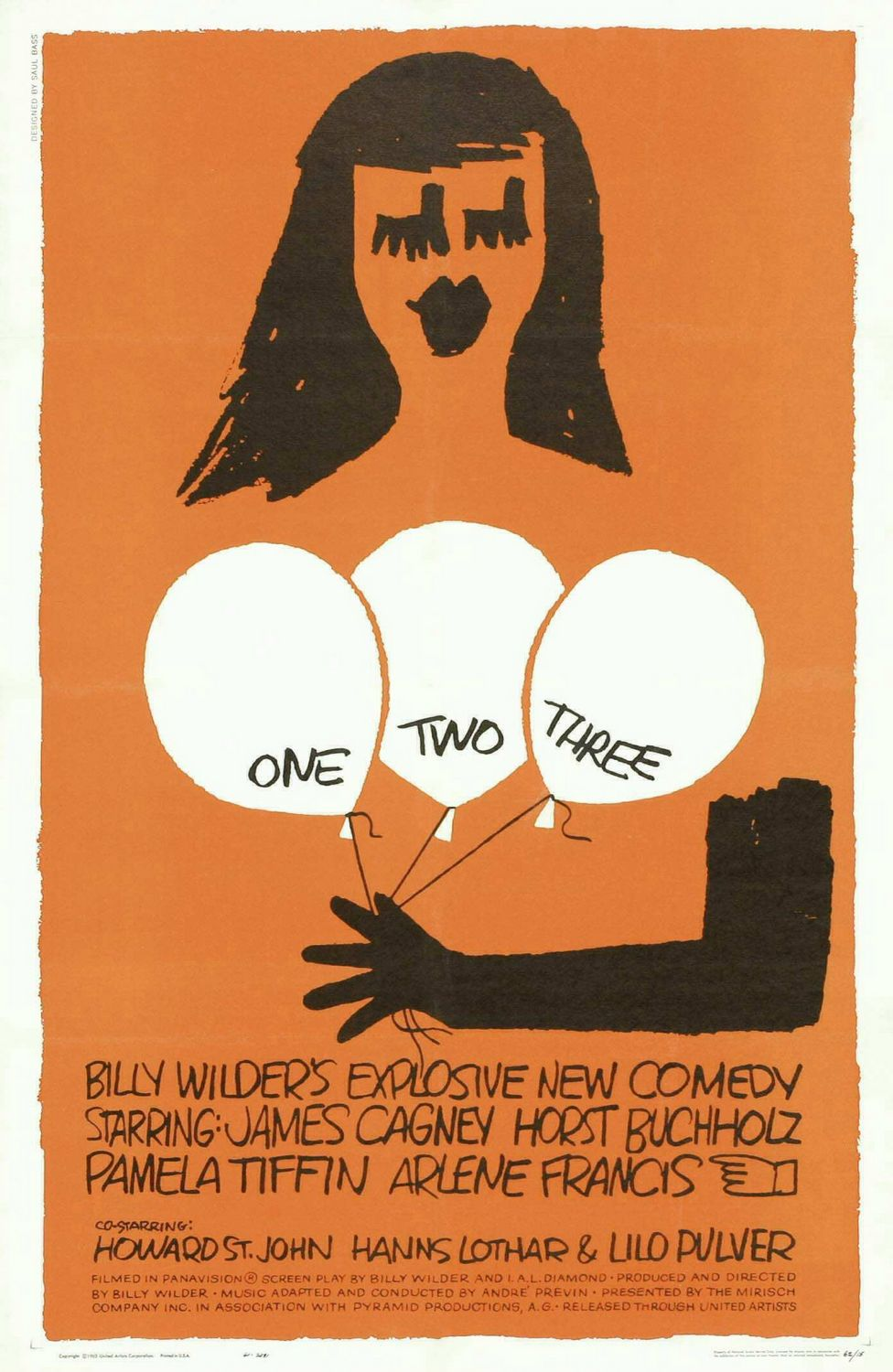
Uno, dos, tres (1961).
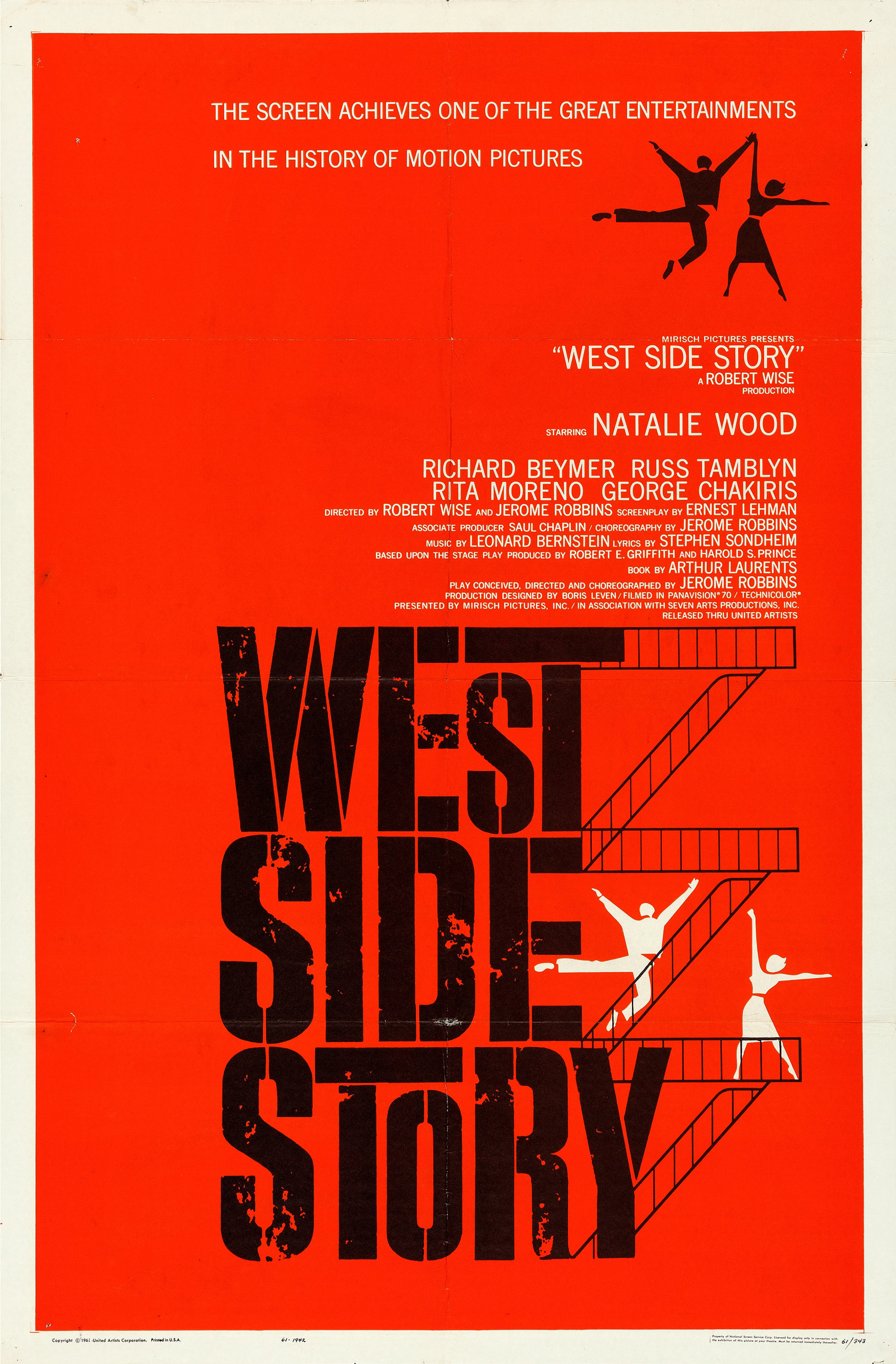
West Side Story (1961).
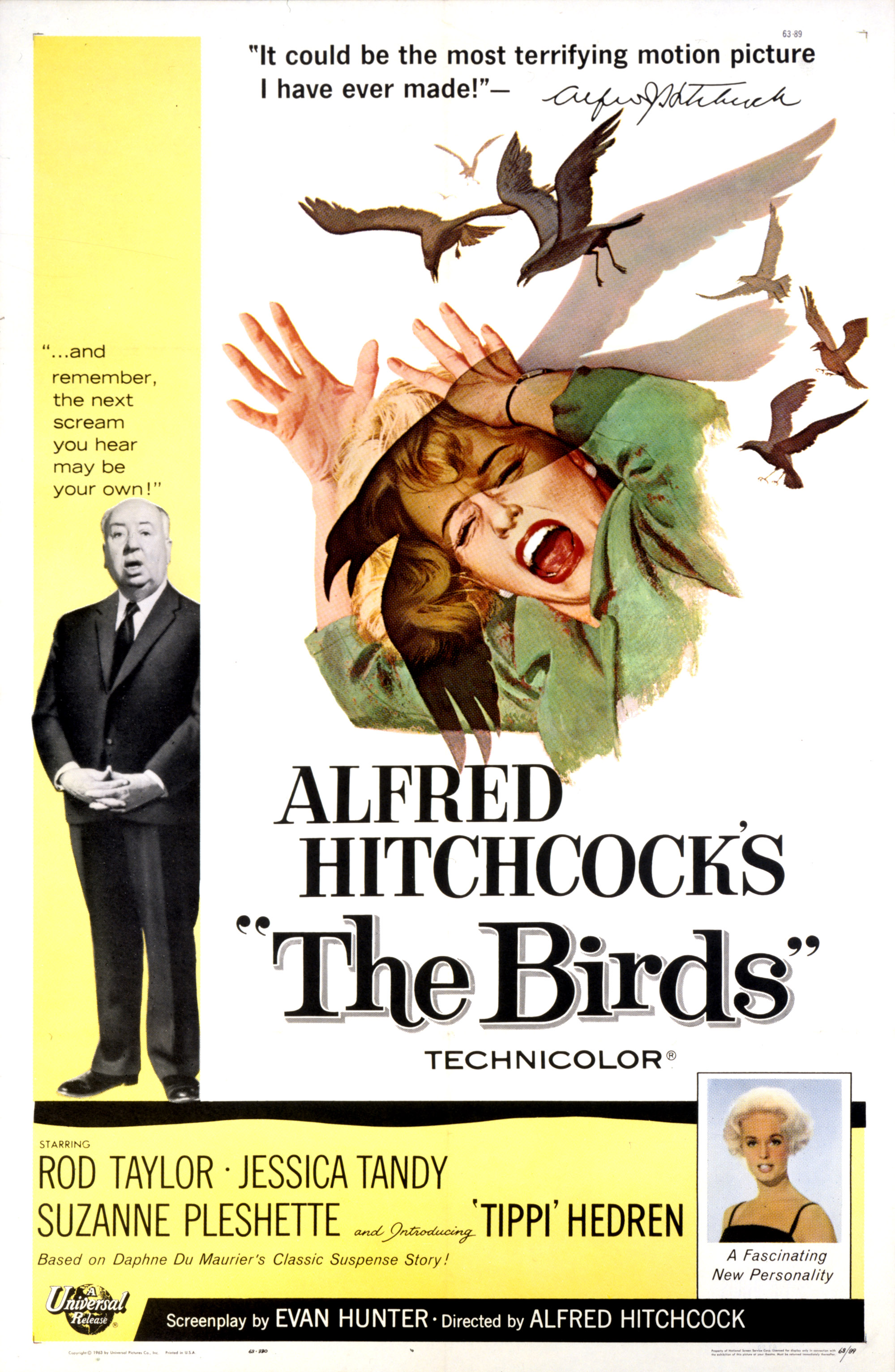
Los pájaros (1963).
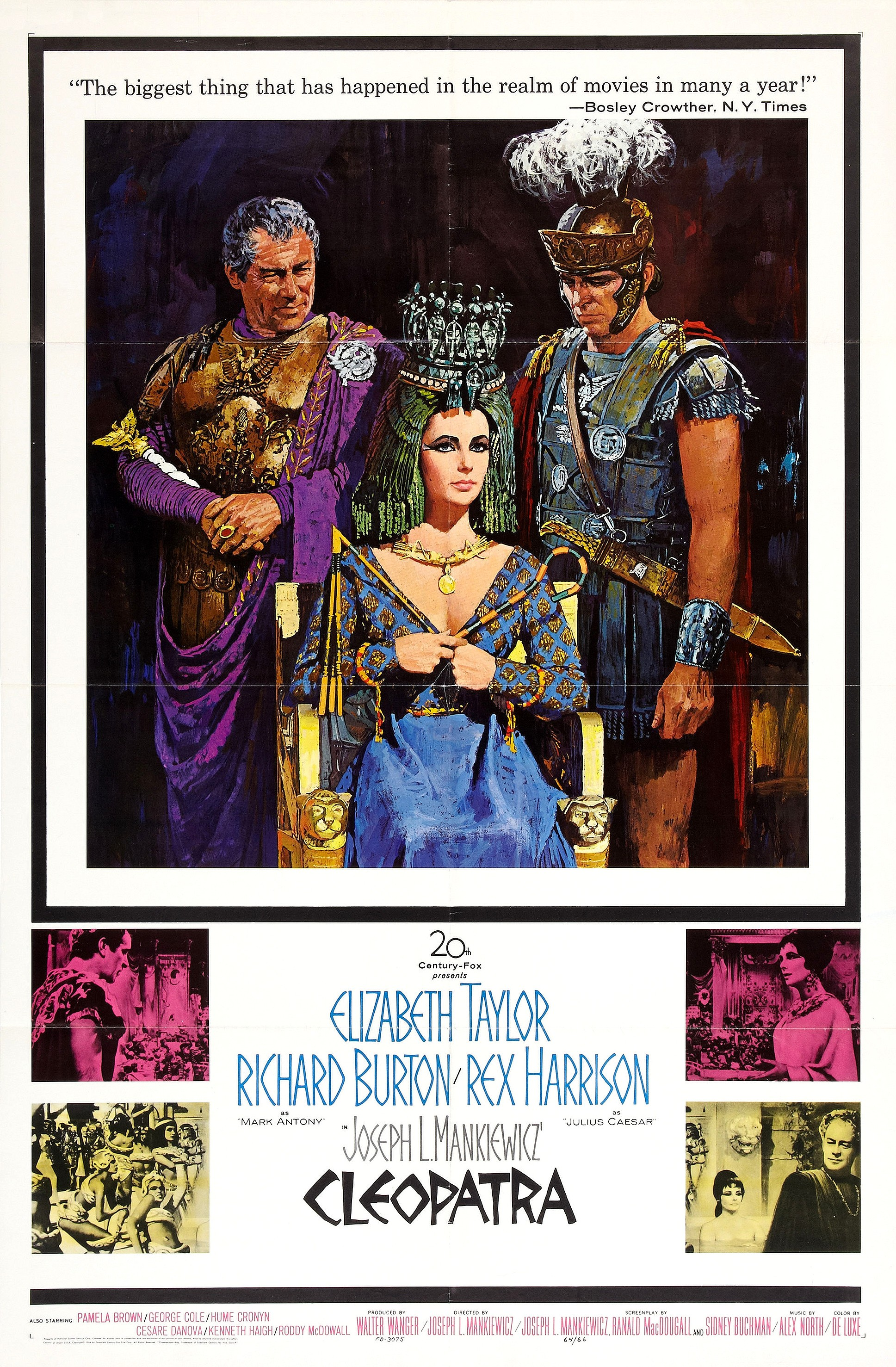
Cleopatra (1963).
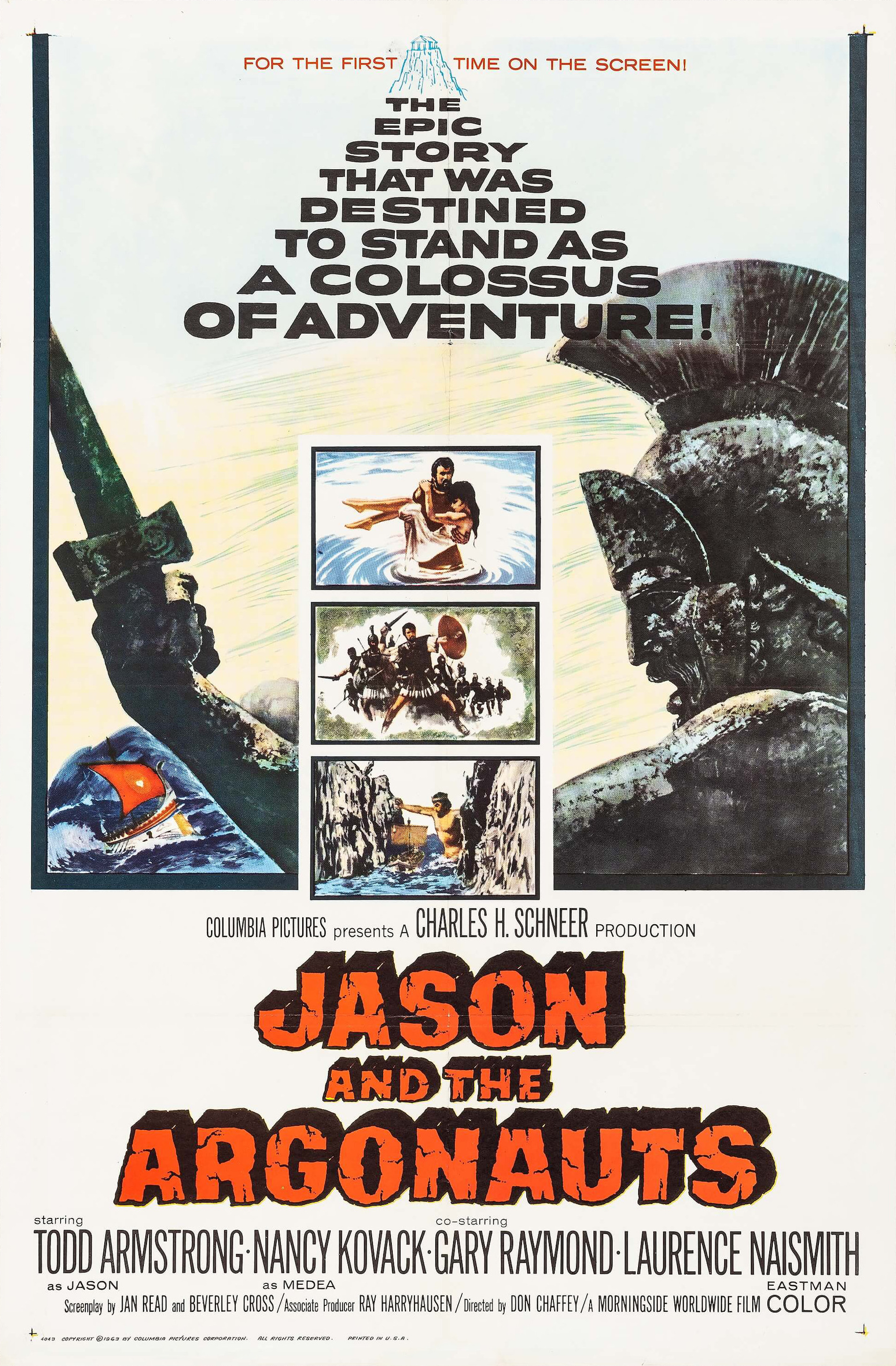
Jasón y los argonautas (1963).

### Celebridades del cine clásico de Hollywood

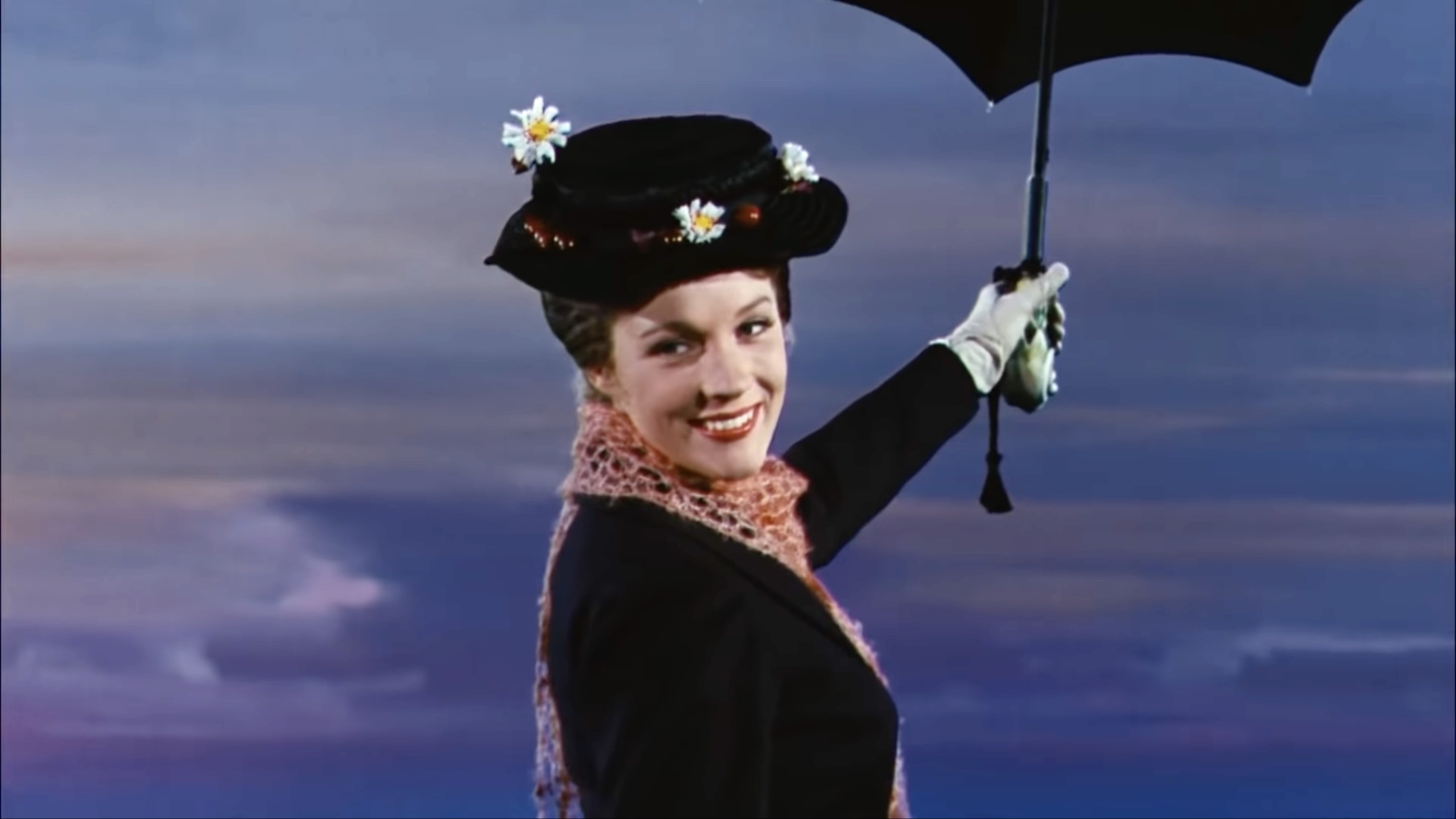
Fotograma de Julie Andrews en el largometraje Mary Poppins (1964).

Este período fue una época de grandes actores como: Audrey Hepburn, Barbara Stanwyck, Bette Davis, Cary Grant, Charlton Heston, Clark Gable, Elizabeth Taylor, Esther Williams, Fred Astaire, Gary Cooper, Gene Kelly, Ginger Rogers, Greta Garbo, Humphrey Bogart, Ingrid Bergman, James Cagney, James Dean, James Stewart, Jean Arthur, Joan Bennett, Joan Crawford, John Wayne, Judy Garland, Julie Andrews, Katharine Hepburn, Lauren Bacall, Marilyn Monroe, Marlene Dietrich, Marlon Brando, Rita Hayworth, Robert Mitchum, etc. Todos aproximadamente contemporáneos y, en algunos casos, trabajando conjuntamente en muchas películas.
También surgieron grandes directores como: Alfred Hitchcock, Billy Wilder, Cecil B. DeMille, Douglas Sirk, Elia Kazan, Ernst Lubitsch, Frank Capra, George Cukor, Howard Hawks, John Ford, Josef von Sternberg, King Vidor, Nicholas Ray, Orson Welles, Samuel Fuller, Vincente Minnelli, William Wyler, etc. Esta fue la mayor colección de talentos reunidos en la historia del cine, lo que contribuyó a una increíble expansión de la creatividad en la industria cinematográfica.

## Citas
Varias celebridades del cine y de la música han expresado su admiración por las producciones de la época:

"Cuando hacemos películas para Estados Unidos, automáticamente las hacemos para todo el mundo, porque Estados Unidos está lleno de extranjeros... No sé a qué se refieren cuando hablan de películas de Hollywood. Yo pregunto: '¿Dónde se conciben?'. Mira esta habitación; no se puede ver por las ventanas. Podríamos estar en una habitación de hotel en Londres, o donde quieras. Así que aquí es donde lo plasmamos. ¿Y ahora a dónde vamos? Quizás a la localización; ¿y luego dónde trabajamos? Estamos dentro, en un escenario, con las puertas cerradas, y en una mina de carbón: no sabemos qué tiempo hace fuera. Repito, no sabemos dónde estamos, solo dentro de nuestra película, dentro de lo que estamos haciendo. Por eso es tan absurdo hablar de localizaciones. 'Hollywood'. Eso no me dice nada. Si preguntas: '¿Por qué te gusta trabajar en Hollywood?' Yo diría que porque puedo llegar a casa a las seis para cenar."
Alfred Hitchcock, hablando sobre su experiencia como director de cine durane la era dorada de Hollywood.

"Crecí en un pequeño pueblo escondido del mundo exterior, y las películas de los años 40 y 50 eran como una ventana al futuro... No se trataban de nosotros, se trataban de gente más grande que nosotros, que vivía al límite, historias extrañas con moraleja, más como el teatro griego. Los individuos superaban los problemas en lugar de simplemente sobrevivir a ellos, así que sabías que tú también podías hacer eso. La gente que veíamos en la pantalla era más real que la gente real... Figuras de culto. Héroes y heroínas. Antihéroes. La cima del mundo. Fuerza bruta. Temas de salvación. Ecos de Shakespeare y de Esquilo. Esas películas tuvieron un poderoso efecto en todos los que crecimos con ellas."
Bob Dylan, mostrando su admiración artística por las películas clásicas hollywoodenses.

"Una vez, mientras lamentaba el fin de la era dorada del cine, Welles se rió y dijo: "Bueno, vamos, ¿qué esperabas? ¡Incluso el apogeo del Renacimiento sólo duró 60 años!"."
Peter Bogdanovich, recordando sus experiencias con los directores del cine clásico de Hollywood.

"Vengo de un país y pertenezco a una generación para la que Estados Unidos y el cine eran casi la misma cosa, y ahora estar aquí con ustedes, mis queridos estadounidenses, me hace sentir como en casa."
Federico Fellini, al aceptar el Óscar a la trayectoria cinematográfica en la gala de 1993.

"Greta Garbo, Monroe, Dietrich y DiMaggio. Marlon Brando, Jimmy Dean. En la portada de una revista. Grace Kelly, Jean Harlow. Imagen de una reina de belleza. Gene Kelly, Fred Astaire, Ginger Rogers, bailan en el aire. Tenían estilo, tenían gracia. Rita Hayworth puso buena cara. Lauren, Katherine, Lana también. Bette Davis, te amamos. Damas con actitud. Chicos que estaban de humor. No te quedes ahí parado, vamos a ello. Haz una pose, no hay nada más que eso."
Madonna, citando a varias celebridades del cine clásico hollywoodense en la canción "Vogue".

## Legado

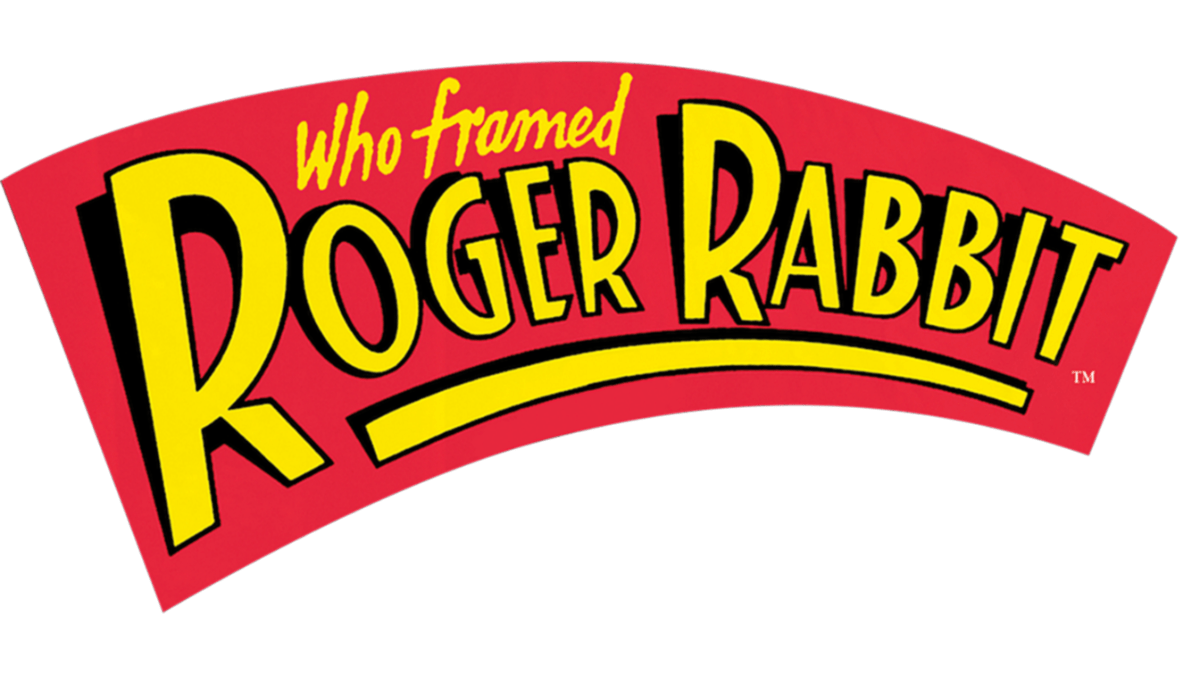
Logo de la película ¿Quién engañó a Roger Rabbit?.

La era dorada de Hollywood provoca mucha nostalgia entre el público general. Esto se debe a que fue la época en la que el cine era el medio masivo de comunicación por excelencia, sin contendientes ni rivales reales como la televisión o el internet. De hecho, muchas de las películas realizadas en ese período suelen ser redescubiertas y admiradas por nuevas generaciones, que se sorprenden tanto por su antigüedad como por el diseño de dichas cintas. A esto se suma el glamur y los vehículos representados en las producciones cinematográficas del período. Asimismo, esta fue la época en la que Hollywood realizaba más películas en un año de las que el público tenía tiempo de ver, superando con creces el número de estrenos teatrales actuales, y las entradas eran mucho más asequibles para gran parte de la audiencia. El cine clásico hollywoodense no solo ofrecía entretenimiento, sino que también generó un fervor cultural inmenso. El sistema de estudios convirtió a muchos actores y directores en ídolos inalcanzables pero adorados, con legiones de cinéfilos que seguían sus carreras. Por ello, ir al cine era una gran experiencia emocional y socialmente única.
Debido a la importancia que tuvo Hollywood por aquel entonces, otros medios de difusión contemporáneos al período, como la animación, el cómic, la radio y la televisión (los cuales estaban viviendo también sus respectivas eras doradas), utilizaron el cine como un referente artístico para seguir su estilo narrativo y visual. Sin embargo, tras finalizar la era dorada de Hollywood, ni el cine ni ningún otro medio de comunicación tuvieron ese nivel absoluto de apoyo popular desde entonces.
Las películas de la Nouvelle vague y del Nuevo Hollywood fueron influenciadas por el romanticismo del cine clásico hollywoodense. Actualmente, la era dorada de Hollywood es el primer período en el que más películas han sido registradas en el National Film Registry para su preservación, además de haber sido seleccionadas en varias de las listas cinematográficas del American Film Institute (AFI). Por otra parte, películas posteriores como Chinatown (1974), Murder on the Orient Express (1974), ¿Quién engañó a Roger Rabbit? (1988), Los gatos no bailan (1997), L.A. Confidential (1997), Moulin Rouge! (2001), The Artist (2011) y La La Land (2016) rinden homenaje a la cinematografía clásica hollywoodense. Asimismo, la franquicia Super Mario se basó en el cine fantástico de los años 1930, el videojuego L.A. Noire se desarrolla en el cine negro de los años 1940, mientras que la saga clásica de Mega Man obtuvo influencias del cine de ciencia ficción en las décadas de 1950 y 1960.